# 1992
Portal Geschichte | Portal Biografien | Aktuelle Ereignisse | Jahreskalender | Tagesartikel

◄ |
19. Jahrhundert |
20. Jahrhundert
| 21. Jahrhundert

◄ |
1960er |
1970er |
1980er |
1990er
| 2000er | 2010er | 2020er | ►

◄◄ |
◄ |
1988 |
1989 |
1990 |
1991 |
1992
| 1993 | 1994 | 1995 | 1996 | ► | ►►
 Jan.
| Feb.
| Mär.
| Apr.
| Mai
| Jun.
| Jul.
| Aug.
| Sep.
| Okt.
| Nov.
| Dez.
Staatsoberhäupter · Wahlen · Nekrolog  · Literaturjahr · Musikjahr · Filmjahr · Rundfunkjahr · Sportjahr
| Januar | Januar | Januar | Januar | Januar | Januar | Januar | Januar |
| Kw     | Mo     | Di     | Mi     | Do     | Fr     | Sa     | So     |
| ------ | ------ | ------ | ------ | ------ | ------ | ------ | ------ |
| 1      |        |        | 1      | 2      | 3      | 4      | 5      |
| 2      | 6      | 7      | 8      | 9      | 10     | 11     | 12     |
| 3      | 13     | 14     | 15     | 16     | 17     | 18     | 19     |
| 4      | 20     | 21     | 22     | 23     | 24     | 25     | 26     |
| 5      | 27     | 28     | 29     | 30     | 31     |        |        |

| Februar | Februar | Februar | Februar | Februar | Februar | Februar | Februar |
| Kw      | Mo      | Di      | Mi      | Do      | Fr      | Sa      | So      |
| ------- | ------- | ------- | ------- | ------- | ------- | ------- | ------- |
| 5       |         |         |         |         |         | 1       | 2       |
| 6       | 3       | 4       | 5       | 6       | 7       | 8       | 9       |
| 7       | 10      | 11      | 12      | 13      | 14      | 15      | 16      |
| 8       | 17      | 18      | 19      | 20      | 21      | 22      | 23      |
| 9       | 24      | 25      | 26      | 27      | 28      | 29      |         |

| März | März | März | März | März | März | März | März |
| Kw   | Mo   | Di   | Mi   | Do   | Fr   | Sa   | So   |
| ---- | ---- | ---- | ---- | ---- | ---- | ---- | ---- |
| 9    |      |      |      |      |      |      | 1    |
| 10   | 2    | 3    | 4    | 5    | 6    | 7    | 8    |
| 11   | 9    | 10   | 11   | 12   | 13   | 14   | 15   |
| 12   | 16   | 17   | 18   | 19   | 20   | 21   | 22   |
| 13   | 23   | 24   | 25   | 26   | 27   | 28   | 29   |
| 14   | 30   | 31   |      |      |      |      |      |

| April | April | April | April | April | April | April | April |
| Kw    | Mo    | Di    | Mi    | Do    | Fr    | Sa    | So    |
| ----- | ----- | ----- | ----- | ----- | ----- | ----- | ----- |
| 14    |       |       | 1     | 2     | 3     | 4     | 5     |
| 15    | 6     | 7     | 8     | 9     | 10    | 11    | 12    |
| 16    | 13    | 14    | 15    | 16    | 17    | 18    | 19    |
| 17    | 20    | 21    | 22    | 23    | 24    | 25    | 26    |
| 18    | 27    | 28    | 29    | 30    |       |       |       |

| Mai | Mai | Mai | Mai | Mai | Mai | Mai | Mai |
| Kw  | Mo  | Di  | Mi  | Do  | Fr  | Sa  | So  |
| --- | --- | --- | --- | --- | --- | --- | --- |
| 18  |     |     |     |     | 1   | 2   | 3   |
| 19  | 4   | 5   | 6   | 7   | 8   | 9   | 10  |
| 20  | 11  | 12  | 13  | 14  | 15  | 16  | 17  |
| 21  | 18  | 19  | 20  | 21  | 22  | 23  | 24  |
| 22  | 25  | 26  | 27  | 28  | 29  | 30  | 31  |

| Juni | Juni | Juni | Juni | Juni | Juni | Juni | Juni |
| Kw   | Mo   | Di   | Mi   | Do   | Fr   | Sa   | So   |
| ---- | ---- | ---- | ---- | ---- | ---- | ---- | ---- |
| 23   | 1    | 2    | 3    | 4    | 5    | 6    | 7    |
| 24   | 8    | 9    | 10   | 11   | 12   | 13   | 14   |
| 25   | 15   | 16   | 17   | 18   | 19   | 20   | 21   |
| 26   | 22   | 23   | 24   | 25   | 26   | 27   | 28   |
| 27   | 29   | 30   |      |      |      |      |      |

| Juli | Juli | Juli | Juli | Juli | Juli | Juli | Juli |
| Kw   | Mo   | Di   | Mi   | Do   | Fr   | Sa   | So   |
| ---- | ---- | ---- | ---- | ---- | ---- | ---- | ---- |
| 27   |      |      | 1    | 2    | 3    | 4    | 5    |
| 28   | 6    | 7    | 8    | 9    | 10   | 11   | 12   |
| 29   | 13   | 14   | 15   | 16   | 17   | 18   | 19   |
| 30   | 20   | 21   | 22   | 23   | 24   | 25   | 26   |
| 31   | 27   | 28   | 29   | 30   | 31   |      |      |

| August | August | August | August | August | August | August | August |
| Kw     | Mo     | Di     | Mi     | Do     | Fr     | Sa     | So     |
| ------ | ------ | ------ | ------ | ------ | ------ | ------ | ------ |
| 31     |        |        |        |        |        | 1      | 2      |
| 32     | 3      | 4      | 5      | 6      | 7      | 8      | 9      |
| 33     | 10     | 11     | 12     | 13     | 14     | 15     | 16     |
| 34     | 17     | 18     | 19     | 20     | 21     | 22     | 23     |
| 35     | 24     | 25     | 26     | 27     | 28     | 29     | 30     |
| 36     | 31     |        |        |        |        |        |        |

| September | September | September | September | September | September | September | September |
| Kw        | Mo        | Di        | Mi        | Do        | Fr        | Sa        | So        |
| --------- | --------- | --------- | --------- | --------- | --------- | --------- | --------- |
| 36        |           | 1         | 2         | 3         | 4         | 5         | 6         |
| 37        | 7         | 8         | 9         | 10        | 11        | 12        | 13        |
| 38        | 14        | 15        | 16        | 17        | 18        | 19        | 20        |
| 39        | 21        | 22        | 23        | 24        | 25        | 26        | 27        |
| 40        | 28        | 29        | 30        |           |           |           |           |

| Oktober | Oktober | Oktober | Oktober | Oktober | Oktober | Oktober | Oktober |
| Kw      | Mo      | Di      | Mi      | Do      | Fr      | Sa      | So      |
| ------- | ------- | ------- | ------- | ------- | ------- | ------- | ------- |
| 40      |         |         |         | 1       | 2       | 3       | 4       |
| 41      | 5       | 6       | 7       | 8       | 9       | 10      | 11      |
| 42      | 12      | 13      | 14      | 15      | 16      | 17      | 18      |
| 43      | 19      | 20      | 21      | 22      | 23      | 24      | 25      |
| 44      | 26      | 27      | 28      | 29      | 30      | 31      |         |

| November | November | November | November | November | November | November | November |
| Kw       | Mo       | Di       | Mi       | Do       | Fr       | Sa       | So       |
| -------- | -------- | -------- | -------- | -------- | -------- | -------- | -------- |
| 44       |          |          |          |          |          |          | 1        |
| 45       | 2        | 3        | 4        | 5        | 6        | 7        | 8        |
| 46       | 9        | 10       | 11       | 12       | 13       | 14       | 15       |
| 47       | 16       | 17       | 18       | 19       | 20       | 21       | 22       |
| 48       | 23       | 24       | 25       | 26       | 27       | 28       | 29       |
| 49       | 30       |          |          |          |          |          |          |

| Dezember | Dezember | Dezember | Dezember | Dezember | Dezember | Dezember | Dezember |
| Kw       | Mo       | Di       | Mi       | Do       | Fr       | Sa       | So       |
| -------- | -------- | -------- | -------- | -------- | -------- | -------- | -------- |
| 49       |          | 1        | 2        | 3        | 4        | 5        | 6        |
| 50       | 7        | 8        | 9        | 10       | 11       | 12       | 13       |
| 51       | 14       | 15       | 16       | 17       | 18       | 19       | 20       |
| 52       | 21       | 22       | 23       | 24       | 25       | 26       | 27       |
| 53       | 28       | 29       | 30       | 31       |          |          |          |

| Januar | Januar | Januar | Januar | Januar | Januar | Januar | Januar |
| Kw     | Mo     | Di     | Mi     | Do     | Fr     | Sa     | So     |
| ------ | ------ | ------ | ------ | ------ | ------ | ------ | ------ |
| 1      |        |        | 1      | 2      | 3      | 4      | 5      |
| 2      | 6      | 7      | 8      | 9      | 10     | 11     | 12     |
| 3      | 13     | 14     | 15     | 16     | 17     | 18     | 19     |
| 4      | 20     | 21     | 22     | 23     | 24     | 25     | 26     |
| 5      | 27     | 28     | 29     | 30     | 31     |        |        |

| Februar | Februar | Februar | Februar | Februar | Februar | Februar | Februar |
| Kw      | Mo      | Di      | Mi      | Do      | Fr      | Sa      | So      |
| ------- | ------- | ------- | ------- | ------- | ------- | ------- | ------- |
| 5       |         |         |         |         |         | 1       | 2       |
| 6       | 3       | 4       | 5       | 6       | 7       | 8       | 9       |
| 7       | 10      | 11      | 12      | 13      | 14      | 15      | 16      |
| 8       | 17      | 18      | 19      | 20      | 21      | 22      | 23      |
| 9       | 24      | 25      | 26      | 27      | 28      | 29      |         |

| März | März | März | März | März | März | März | März |
| Kw   | Mo   | Di   | Mi   | Do   | Fr   | Sa   | So   |
| ---- | ---- | ---- | ---- | ---- | ---- | ---- | ---- |
| 9    |      |      |      |      |      |      | 1    |
| 10   | 2    | 3    | 4    | 5    | 6    | 7    | 8    |
| 11   | 9    | 10   | 11   | 12   | 13   | 14   | 15   |
| 12   | 16   | 17   | 18   | 19   | 20   | 21   | 22   |
| 13   | 23   | 24   | 25   | 26   | 27   | 28   | 29   |
| 14   | 30   | 31   |      |      |      |      |      |

| April | April | April | April | April | April | April | April |
| Kw    | Mo    | Di    | Mi    | Do    | Fr    | Sa    | So    |
| ----- | ----- | ----- | ----- | ----- | ----- | ----- | ----- |
| 14    |       |       | 1     | 2     | 3     | 4     | 5     |
| 15    | 6     | 7     | 8     | 9     | 10    | 11    | 12    |
| 16    | 13    | 14    | 15    | 16    | 17    | 18    | 19    |
| 17    | 20    | 21    | 22    | 23    | 24    | 25    | 26    |
| 18    | 27    | 28    | 29    | 30    |       |       |       |

| Mai | Mai | Mai | Mai | Mai | Mai | Mai | Mai |
| Kw  | Mo  | Di  | Mi  | Do  | Fr  | Sa  | So  |
| --- | --- | --- | --- | --- | --- | --- | --- |
| 18  |     |     |     |     | 1   | 2   | 3   |
| 19  | 4   | 5   | 6   | 7   | 8   | 9   | 10  |
| 20  | 11  | 12  | 13  | 14  | 15  | 16  | 17  |
| 21  | 18  | 19  | 20  | 21  | 22  | 23  | 24  |
| 22  | 25  | 26  | 27  | 28  | 29  | 30  | 31  |

| Juni | Juni | Juni | Juni | Juni | Juni | Juni | Juni |
| Kw   | Mo   | Di   | Mi   | Do   | Fr   | Sa   | So   |
| ---- | ---- | ---- | ---- | ---- | ---- | ---- | ---- |
| 23   | 1    | 2    | 3    | 4    | 5    | 6    | 7    |
| 24   | 8    | 9    | 10   | 11   | 12   | 13   | 14   |
| 25   | 15   | 16   | 17   | 18   | 19   | 20   | 21   |
| 26   | 22   | 23   | 24   | 25   | 26   | 27   | 28   |
| 27   | 29   | 30   |      |      |      |      |      |

| Juli | Juli | Juli | Juli | Juli | Juli | Juli | Juli |
| Kw   | Mo   | Di   | Mi   | Do   | Fr   | Sa   | So   |
| ---- | ---- | ---- | ---- | ---- | ---- | ---- | ---- |
| 27   |      |      | 1    | 2    | 3    | 4    | 5    |
| 28   | 6    | 7    | 8    | 9    | 10   | 11   | 12   |
| 29   | 13   | 14   | 15   | 16   | 17   | 18   | 19   |
| 30   | 20   | 21   | 22   | 23   | 24   | 25   | 26   |
| 31   | 27   | 28   | 29   | 30   | 31   |      |      |

| August | August | August | August | August | August | August | August |
| Kw     | Mo     | Di     | Mi     | Do     | Fr     | Sa     | So     |
| ------ | ------ | ------ | ------ | ------ | ------ | ------ | ------ |
| 31     |        |        |        |        |        | 1      | 2      |
| 32     | 3      | 4      | 5      | 6      | 7      | 8      | 9      |
| 33     | 10     | 11     | 12     | 13     | 14     | 15     | 16     |
| 34     | 17     | 18     | 19     | 20     | 21     | 22     | 23     |
| 35     | 24     | 25     | 26     | 27     | 28     | 29     | 30     |
| 36     | 31     |        |        |        |        |        |        |

| September | September | September | September | September | September | September | September |
| Kw        | Mo        | Di        | Mi        | Do        | Fr        | Sa        | So        |
| --------- | --------- | --------- | --------- | --------- | --------- | --------- | --------- |
| 36        |           | 1         | 2         | 3         | 4         | 5         | 6         |
| 37        | 7         | 8         | 9         | 10        | 11        | 12        | 13        |
| 38        | 14        | 15        | 16        | 17        | 18        | 19        | 20        |
| 39        | 21        | 22        | 23        | 24        | 25        | 26        | 27        |
| 40        | 28        | 29        | 30        |           |           |           |           |

| Oktober | Oktober | Oktober | Oktober | Oktober | Oktober | Oktober | Oktober |
| Kw      | Mo      | Di      | Mi      | Do      | Fr      | Sa      | So      |
| ------- | ------- | ------- | ------- | ------- | ------- | ------- | ------- |
| 40      |         |         |         | 1       | 2       | 3       | 4       |
| 41      | 5       | 6       | 7       | 8       | 9       | 10      | 11      |
| 42      | 12      | 13      | 14      | 15      | 16      | 17      | 18      |
| 43      | 19      | 20      | 21      | 22      | 23      | 24      | 25      |
| 44      | 26      | 27      | 28      | 29      | 30      | 31      |         |

| November | November | November | November | November | November | November | November |
| Kw       | Mo       | Di       | Mi       | Do       | Fr       | Sa       | So       |
| -------- | -------- | -------- | -------- | -------- | -------- | -------- | -------- |
| 44       |          |          |          |          |          |          | 1        |
| 45       | 2        | 3        | 4        | 5        | 6        | 7        | 8        |
| 46       | 9        | 10       | 11       | 12       | 13       | 14       | 15       |
| 47       | 16       | 17       | 18       | 19       | 20       | 21       | 22       |
| 48       | 23       | 24       | 25       | 26       | 27       | 28       | 29       |
| 49       | 30       |          |          |          |          |          |          |

| Dezember | Dezember | Dezember | Dezember | Dezember | Dezember | Dezember | Dezember |
| Kw       | Mo       | Di       | Mi       | Do       | Fr       | Sa       | So       |
| -------- | -------- | -------- | -------- | -------- | -------- | -------- | -------- |
| 49       |          | 1        | 2        | 3        | 4        | 5        | 6        |
| 50       | 7        | 8        | 9        | 10       | 11       | 12       | 13       |
| 51       | 14       | 15       | 16       | 17       | 18       | 19       | 20       |
| 52       | 21       | 22       | 23       | 24       | 25       | 26       | 27       |
| 53       | 28       | 29       | 30       | 31       |          |          |          |

## Jahreswidmungen
- 1992 ist „Internationales Jahr des Weltraums“ der Vereinten Nationen.
- Das Rotkehlchen (Erithacus rubecula) ist Vogel des Jahres (NABU/Deutschland).
- Die Bergulme (Ulmus glabra) ist Baum des Jahres (Kuratorium Baum des Jahres/Deutschland).
- Die Fledermaus (Microchiroptera) ist Tier des Jahres (Schutzgemeinschaft Deutsches Wild).
- Das Große Zweiblatt (Listera ovata) ist Orchidee des Jahres (Arbeitskreis Heimische Orchideen/Deutschland).

## Ereignisse

### Politik und Weltgeschehen

#### Januar
- 01. Januar: René Felber wird Bundespräsident der Schweiz.
- 01. Januar: Boutros Boutros-Ghali wird neuer Generalsekretär der Vereinten Nationen.
- 01. Januar: Das Gesetz über die Stasi-Unterlagen tritt in Kraft.
- 02. Januar: Aserbaidschan, Moldawien, Russland und die Ukraine heben die Preisbindung für die meisten Güter auf.
- 03. Januar: Waffenstillstand zwischen Serbien und Kroatien

Wappen von Bosnien und Herzegowina

- 06. Januar: Oppositionelle Milizen stürzen nach zweiwöchigem Gefecht den georgischen Präsidenten Swiad Gamsachurdia, der nach Armenien flüchtet.
- 09. Januar: Bosnien und Herzegowina. Ausrufung der Republika Srpska
- 11. Januar: Militärputsch in Algerien: Die Armee zwingt Präsident Chadli Bendjedid zum Rücktritt.
- 12. Januar: Bulgarien. Erneute Wahl von Schelju Schelew zum Staatspräsidenten
- 15. Januar: Slowenien und Deutschland nehmen diplomatische Beziehungen auf.
- 15. Januar: Slowenien und Kroatien werden von den Ländern der EG anerkannt.
- 19. Januar: Deutschland und Kroatien nehmen diplomatische Beziehungen auf.
- 30. Januar: Kasachstan wird Mitglied in der Organisation für Sicherheit und Zusammenarbeit in Europa (OSZE).

#### Februar
- 03. Februar: Aufnahme diplomatischer Beziehungen zwischen Kirgisistan und Deutschland
- 04. Februar: Putschversuch in Venezuela
- 06. Februar: Nachbarschaftsvertrag zwischen Deutschland und Ungarn
- 07. Februar: Der Vertrag über die Europäische Union wird von den Außen- und Finanzministern der Mitgliedstaaten in Maastricht unterzeichnet.
- 12. Februar: Friedenstruppen der Vereinten Nationen werden in Kroatien stationiert

Flagge der Mongolei

- 12. Februar: Neue, jetzt demokratische Verfassung in der Mongolei
- 21. Februar: Der UN-Sicherheitsrat beschließt die Entsendung einer Friedenstruppe nach Kroatien.
- 27. Februar: Vertrag über gute Nachbarschaft und freundschaftliche Zusammenarbeit zwischen Deutschland und Tschechien

#### März
- 02. März: Armenien, Aserbaidschan, Kasachstan, Kirgisistan, Moldawien, San Marino, Turkmenistan und Usbekistan werden Mitglieder der Vereinten Nationen.

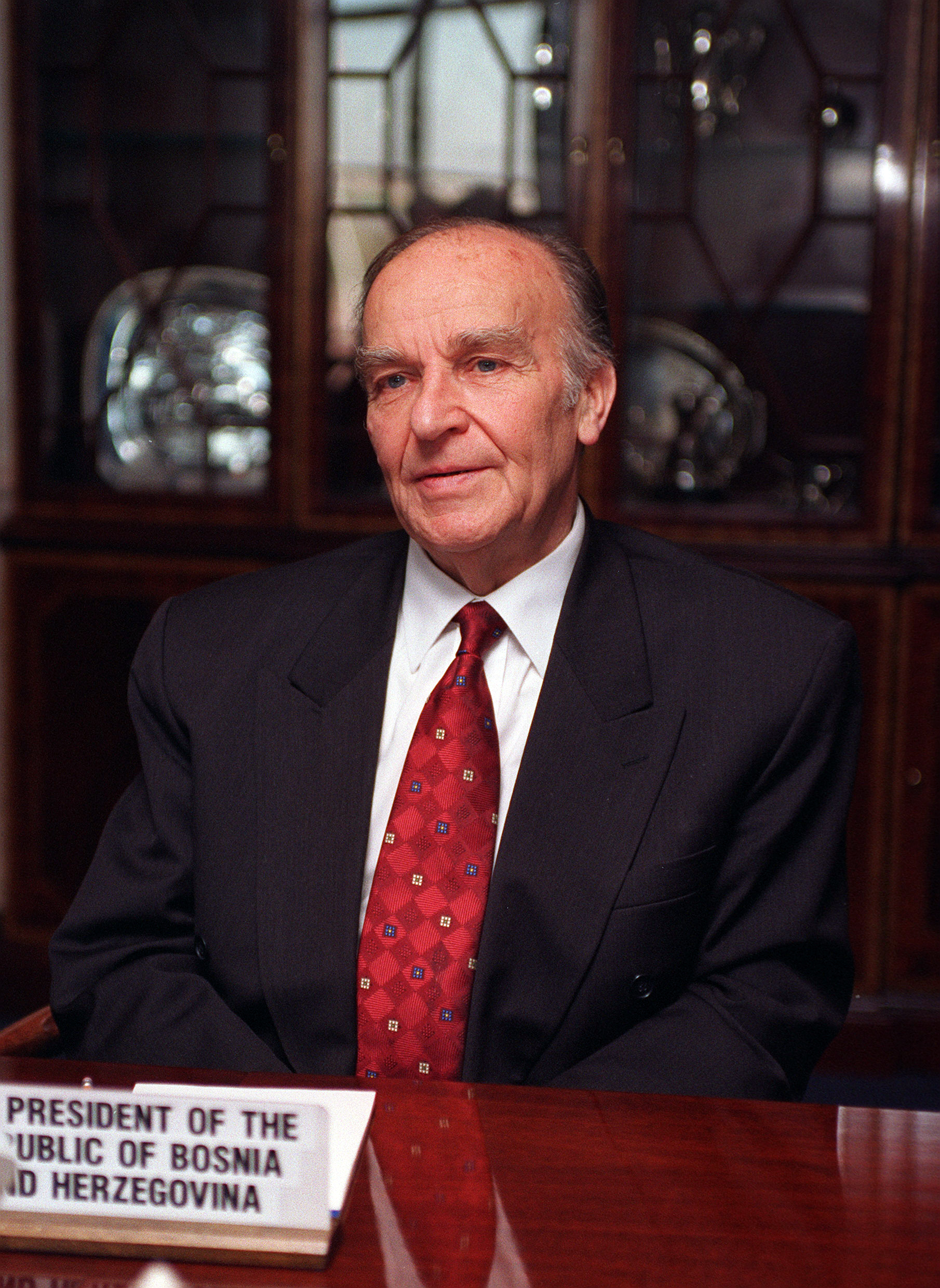
Alija Izetbegović

- 03. März: Der bosnische Präsident Alija Izetbegović erklärt nach einem Referendum die Unabhängigkeit von Bosnien und Herzegowina.
- 06. März: Aserbaidschan. Rücktritt des Präsidenten Mutalibow
- 06. März: Die Ostseeanrainerstaaten gründen den Ostseerat.
- 10. März: Nach dem Sturz des georgischen Präsidenten Swiad Gamsachurdia wird der frühere sowjetische Außenminister Eduard Schewardnadse vom georgischen Militärrat an die Spitze des neugebildeten Staatsrats berufen.
- 11. März: Die am 9. März aus Darwin losgefahrene Lusitânia Expresso wird auf ihrer Mission „Frieden in Timor“ von indonesischen Kriegsschiffen aufgehalten und muss umkehren
- 12. März: Ausrufung der Republik Mauritius
- 13. März: Burundi. Verkündung der neuen Verfassung
- 17. März: Bombenattentat auf die israelische Botschaft in Buenos Aires mit 29 Toten und 242 Verletzten.
- 17. März: In einem Referendum sprechen sich knapp 69 % der weißen Südafrikaner für die Abschaffung der Apartheid aus.
- 18. März: Finnlands Parlament entscheidet sich für den Beitritt zur EU. Auch Norwegen beantragt im März die EU-Mitgliedschaft

Logo der OSZE

- 22. März: Kroatien wird Mitglied in der OSZE
- 24. März: Georgien wird Mitglied der OSZE
- 24. März: Slowenien wird Mitglied der OSZE

#### April
- 01. April: Juan Carlos I. widerruft das Alhambra-Edikt von 1492.
- 03. April: Ramiz Alia tritt als letzter kommunistischer Staatschef von Albanien zurück.
- 04. April: Maria Jepsen wird in Hamburg zur ersten evangelisch-lutherischen Bischöfin der Welt gewählt.
- 05. April: Eigenputsch in Peru durch Staatspräsident Alberto Fujimori, Auflösung des Parlaments, Suspendierung der Verfassung
- 05./6. April: Parlamentswahlen in Italien
- 06. April: Anerkennung der Republik Bosnien und Herzegowina durch die USA und die EU
- 09. April: Sali Berisha wird erstes nichtkommunistisches Staatsoberhaupt von Albanien.
- 10. April: Um 7.30 Uhr wird auf dem ehemaligen NVA-Übungsplatz Zingst zum letzten Mal eine Rakete des Typs MMR06-M gestartet. Seit Oktober 1988 wurden insgesamt 62 dieser Flugkörper zu Messungen der Windgeschwindigkeit und der Temperatur in der Hochatmosphäre von Zingst gestartet.
- 13. April: Ein schweres Erdbeben beschädigt weite Teile des Niederrheingebietes.
- 16. April: Sturz des afghanischen Staatspräsidenten Mohammed Nadschibullāh.
- 17. April: Armenien tritt der OSZE bei.
- 18. April: Maaouya Ould Sid’Ahmed Taya wird Staatspräsident in Mauretanien.
- 22. April: Janez Drnovšek wird Ministerpräsident in Slowenien.
- 23. April: General Than Shwe wird Staatsoberhaupt in Myanmar.
- 26. April: Mazedonien trennt sich vom serbisch-jugoslawischen Dinar.
- 27. April: Serbien und Montenegro gründen die Bundesrepublik Jugoslawien, die erst 1996 von den EG-Staaten anerkannt wird.
- 29. April: In Los Angeles kommt es zu gewalttätigen Rassenunruhen, die sechs Tage anhalten und über 50 Menschen das Leben kosten.

#### Mai

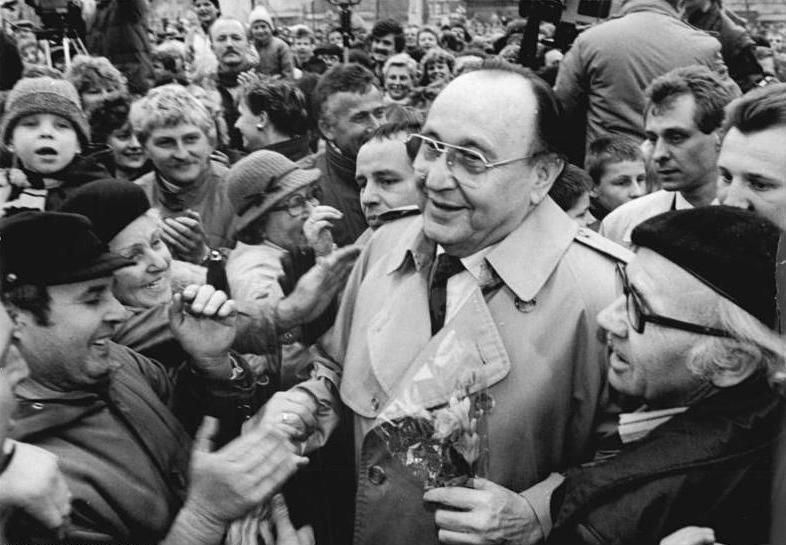
Hans-Dietrich Genscher tritt nach 18 Jahren als Bundesaußenminister zurück.

- 05. Mai: Bulgarien wird in den Europarat aufgenommen.
- 05. Mai: Georgien wird Mitglied im Internationalen Währungsfonds (IWF).
- 05. Mai: Das Basler Übereinkommen über die Kontrolle der grenzüberschreitenden Verbringung gefährlicher Abfälle und ihrer Entsorgung tritt in Kraft.
- 07. Mai: Slowenien wird Mitglied in der Weltgesundheitsorganisation (WHO).
- 09. Mai: Die Klimarahmenkonvention der Vereinten Nationen wird in New York City verabschiedet.
- 17. Mai: Hans-Dietrich Genscher tritt nach 18 Amtsjahren aus Altersgründen zurück. Nachfolger wird Klaus Kinkel.
- 17. Mai: In Bangkok (Thailand) demonstrieren 200.000 Menschen gegen die Regierung von Suchinda Kraprayoon. Bei Zusammenstößen zwischen Demonstranten und Sicherheitskräften sterben 50 Menschen (Schwarzer Mai).
- 18. Mai: Turkmenistan erhält eine neue Verfassung.
- 22. Mai: Kroatien und Bosnien und Herzegowina werden Mitglieder der Vereinten Nationen.
- 22. Mai: Kasachstan wird Mitglied in der UNESCO.
- 24. Mai: Thomas Klestil wird zum österreichischen Bundespräsidenten gewählt.
- 24. Mai: Deutschland schließt mit Ägypten ein Abkommen über die Reduzierung und Restrukturierung der Auslandsschulden.
- 24. Mai: Der thailändische Ministerpräsident Suchinda Kraprayoon tritt nach blutigen Protesten zurück.

Flagge der UNESCO

- 27. Mai: Die Republik Moldau wird Mitglied in der UNESCO.
- 27. Mai: Slowenien wird Mitglied in der UNESCO.
- 28. Mai: Armenien tritt dem IWF bei.
- Vom 28. Mai bis zum 2. Juni kam es zu rassistischen Ausschreitungen in der Schönauer Lilienthalstraße in Mannheim gegen ein Sammellager für Asylbewerber.

#### Juni
- 01. Juni: Kroatien wird Mitglied in der UNESCO.
- 02. Juni: Dänemark: Die Wähler lehnen in einer Volksabstimmung den Vertrag von Maastricht ab, durch den die EG in eine politische Union mit einheitlicher Währung (Euro) umgewandelt werden soll.
- 02. Juni: Kirgisistan wird Mitglied in der UNESCO.
- 03. Juni: Aserbaidschan wird Mitglied in der UNESCO.
- 03. Juni bis 14. Juni: Die Konferenz der Vereinten Nationen über Umwelt und Entwicklung in Rio de Janeiro. Beschlossen wurde unter anderem die Agenda 21 sowie die UN-Klimarahmenkonvention.
- 05. Juni: Albanien wird in den NATO-Kooperationsrat aufgenommen.
- 07. Juni: Aserbaidschan. Əbülfəz Elçibəy wird Präsident.
- 09. Juni: Armenien wird Mitglied in der UNESCO.
- 15. Juni: Burkina Faso. Youssouf Ouédraogo wird neuer Regierungschef.
- 19. Juni: Armenien tritt der Weltbank bei.
- 20. Juni: Estland. Einführung der Landeswährung „Krone“
- 20. Juni: Paraguay gibt sich eine neue, jetzt demokratische, Verfassung.
- 24. Juni: Der russische Präsident Boris Jelzin und der georgische Staatschef Eduard Schewardnadse vereinbaren einen Waffenstillstand im Georgischen Bürgerkrieg um Südossetien, das sich von Georgien trennen und Russland anschließen will.
- 25. Juni: Rumänien. Unterzeichnung des Bosporuskommuniqué
- 27. Juni: England. In London findet der erste Europride statt.
- 28. Juni: Erste demokratische Wahlen in der Mongolei

#### Juli
- 02. Juli: Die USA teilen mit, dass sie alle taktischen Atomwaffen aus Europa abgezogen haben.
- 03. Juli: Estland. Die neue Verfassung tritt in Kraft.
- 04. Juli: Grundsatzerklärung zwischen Kirgisistan und Deutschland
- 08. Juli: Thomas Klestil wird Bundespräsident in Österreich.
- 09. Juli: OSZE-Gipfeltreffen in Helsinki
- 13. Juli: Shankar Dayal Sharma wird bei der Präsidentschaftswahl in Indien gewählt.
- 14. Juli: Abkommen auf dem Gebiet der Rechts- und Amtshilfe zwischen Deutschland und Schweden
- 15. Juli: Kasachstan wird Mitglied im IWF.
- 21. Juli: Friedensregelung zwischen Russland und der Republik Moldau
- 23. Juli: Luftverkehrsabkommen zwischen Dominikanischer Republik und Deutschland
- 23. Juli: Unabhängigkeitserklärung Abchasiens
- 24. Juli: Kasachstan wird Mitglied bei der Weltbank.

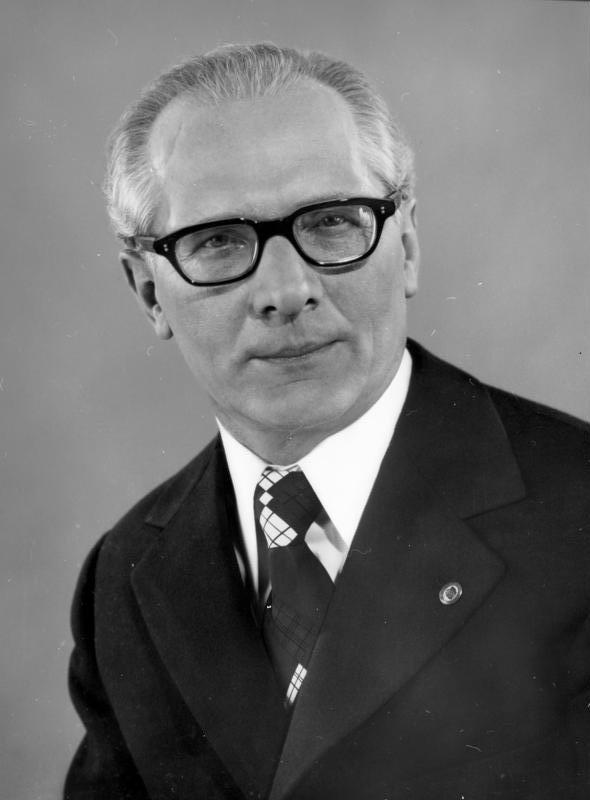
Erich Honecker

- 29. Juli: Der frühere DDR-Staatschef Erich Honecker kehrt aus der Zuflucht in der chilenischen Botschaft in Moskau nach Berlin zurück und wird auf dem Flughafen wegen eines vorliegenden Haftbefehls festgenommen.
- 31. Juli: Georgien wird Mitglied bei den Vereinten Nationen.

#### August
- 14. August: Georgische Einheiten rücken unter dem Befehl des damaligen Verteidigungsministers Tengis Kitowani in Abchasien ein.
- 22. August bis 26. August: Mehr als 1.000 meist jugendliche Rechtsradikale führen Pogrome in der Zentralen Anlaufstelle für Asylbewerber in Rostock, Stadtteil Lichtenhagen, die so genannten Ausschreitungen in Rostock-Lichtenhagen, durch.

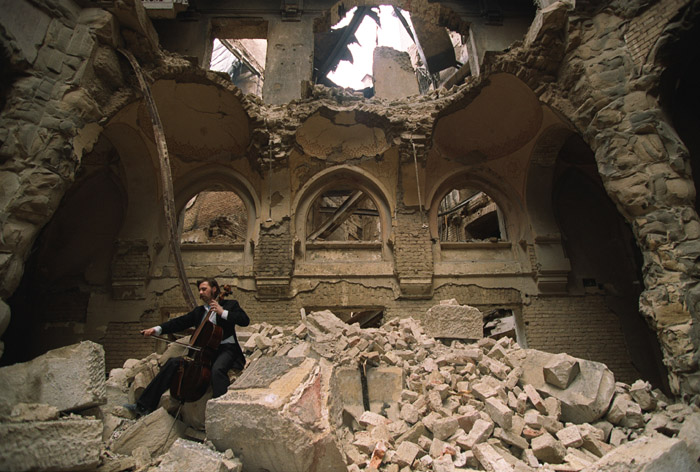
Zerstörte Nationalbibliothek

- 25. August: Bei der Belagerung von Sarajevo beginnt der durch Kriegseinwirkungen ausgelöste Brand der Nationalbibliothek Bosnien und Herzegowina. Die Nationalbibliothek wird von der serbischen Armee beschossen. Tausende unersetzlicher Werke gehen bei dem in den nächsten Tag hineinreichenden nächtlichen Brand verloren. Es verbrennen mehr als zwei Millionen Bücher und Dokumente.

#### September
- 01. September: Der erste österreichische Gedenkdiener tritt seinen Dienst im Museum Auschwitz-Birkenau an.
- 03. September: Die Mitgliedstaaten der Genfer Abrüstungskonferenz verabschieden die Chemiewaffenkonvention.
- 04. September: Die Deutsch-Omanische Gesellschaft wird in Bonn gegründet.
- 12. September: Madagaskar. Die neue Verfassung wird angenommen.
- 16. September: Schwarzer Mittwoch. Die Bank of England kauft mit Devisenbeständen Pfund Sterling an, um dessen bröckelnden Kurs zu stützen. Der Kurs des Pfund Sterling sinkt trotzdem; Spekulanten wie George Soros machen hohe Gewinne. Großbritannien scheidet aus dem Europäischen Währungssystem (EWS) aus.
- 20. September: Estland. Parlamentswahl und erste Runde der Präsidentschaftswahl
- 22. September: In Paris wird das Abkommen zum Schutz der Meeresumwelt des Nordost-Atlantik von 15 europäischen Staaten und der Europäischen Union geschlossen. Es löst die Oslo-Konvention ab.
- 27. September: Leonie Aviat wird von Papst Johannes Paul II. seliggesprochen.

Erste Runde der Präsidentschaftswahl in Rumänien.
- 29. September: Angola. Präsidentschaftswahl und Parlamentswahl.

Die regierende MPLA erhält 129 von 220 Sitzen.

#### Oktober
- 02. Oktober: Brasilien. Im Gefängnis Carandiru kommen bei einem Aufstand 111 Menschen ums Leben.
- 05. Oktober: Estland. Lennart Meri wird Staatspräsident.
- 05. Oktober: Kuwait. Wahlen zur Nationalversammlung
- 07. Oktober: Georgien wird Mitglied in der UNESCO.
- 11. Oktober: Georgien. Eduard Schewardnadse wird Staatspräsident.
- 14. Oktober: Neue Verfassung in Togo
- 19. Oktober: Die beiden Bundestagsabgeordneten Petra Kelly und Gert Bastian (Die Grünen) werden tot aufgefunden.
- 22. Oktober: Paramilitärs unter dem Kommando von Milan Lukić entführen in Mioče (Bosnien und Herzegowina) 16 serbische Staatsbürger muslimischen Glaubens aus Sjeverin und ermorden sie später.
- 25. Oktober: Litauen nimmt neue Verfassung an.
- 25. Oktober: Parlamentswahl in Litauen
- 28. Oktober: In Hongkong treffen Vertreter der Volksrepublik China und der Republik China auf Taiwan zu dreitägigen politischen Konsultationen zusammen, deren Ergebnis später als „Konsens von 1992“ bekannt wird.

#### November

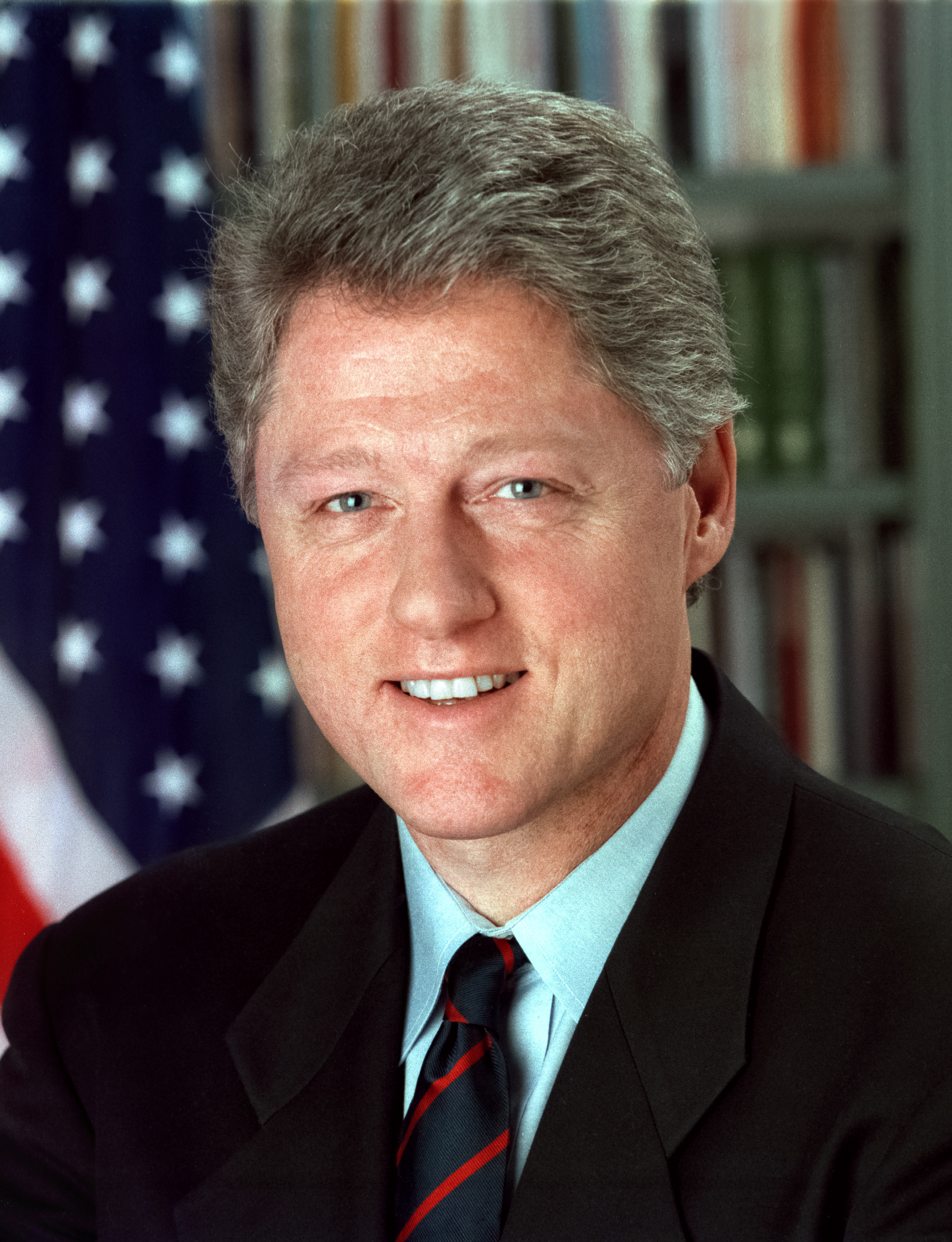
Bill Clinton

- 03. November: Bill Clinton wird zum 42. Präsidenten der USA gewählt.
- 16. November: Die Neonaziorganisation Nationalistische Front wird vom deutschen Bundesinnenminister Rudolf Seiters verboten.
- 23. November: Bei einem Brandanschlag in Mölln (Schleswig-Holstein) sterben zwei türkische Frauen und ein zehnjähriges Mädchen.
- 26. November: Großbrand in der Wiener Hofburg
- 27. November: Putschversuch in Venezuela
- 30. November bis 3. Dezember: Kommunalwahlen in Namibia

#### Dezember
- 06. Dezember: Tempel-Moschee-Kontroverse von Ayodhya: Erstürmung und Zerstörung der Babri-Moschee in Ayodhya (Uttar Pradesh) durch extremistische Hindus
- 06. Dezember: Kommunalwahlen in São Tomé und Príncipe
- 06. Dezember: Die Schweiz lehnt in einer Volksabstimmung den Beitritt zum EWR knapp ab.
- 07. Dezember: Verfassungsänderung in Polen
- 12. Dezember: Rumänien. Freihandelsabkommen mit der EFTA
- 14. Dezember: Kroatien wird Mitglied im IWF.
- 18. Dezember: Bei der Wahl des Präsidenten von Südkorea siegt Kim Young-sam über Kim Dae-jung. Eine 32-jährige Periode, in der Militärs an der Staatsspitze standen, geht zu Ende.
- 19. Dezember: Bei der Wahl des Legislativ-Yuans der Republik China erreicht die Kuomintang die absolute Mehrheit der Stimmen und Mandate. Es handelt sich um die erst freie demokratische Wahl in Taiwan seit Bestehen der Republik China auf Taiwan 1949.
- 22. Dezember: Der Internationale Fernmeldevertrag wird durch die in Genf unterzeichnete Konstitution und Konvention der Internationalen Fernmeldeunion abgelöst.
- 26. Dezember: Die Republik Niger bekommt eine neue Verfassung.
- 30. Dezember: Bulgarien. Bildung der Regierung unter Ljuben Berow
- 30. Dezember: Burhānuddin Rabbāni wird durch einen „Rat der Weisen“ zum Oberhaupt des Islamischen Staates Afghanistan gewählt.

### Wissenschaft und Technik

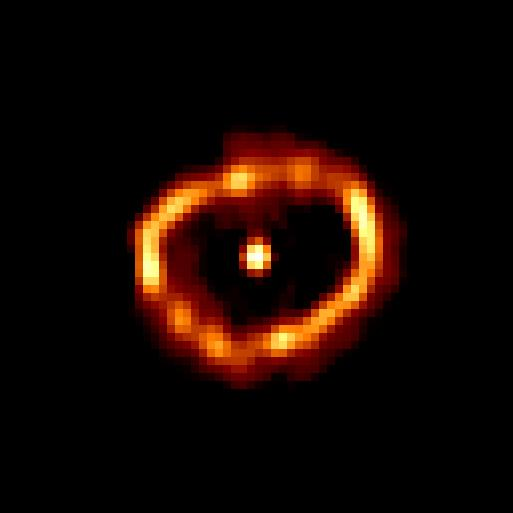
V1974 Cygni

- 19. Februar: Im Sternbild Schwan leuchtet die Nova V1974 Cygni auf.
- 18. März: Microsoft bringt Windows 3.1 auf den Markt.
- 1. Juli: Das Mobilfunk-D-Netz geht in Deutschland in Betrieb.
- 25. September: Nach 32-jähriger Bauzeit wird der Main-Donau-Kanal eröffnet.
- 2. November: Das Großraumflugzeug Airbus A330 startet zu seinem Erstflug.
- Entdeckung der ersten exosolaren Planeten im Weltall.

### Wirtschaft

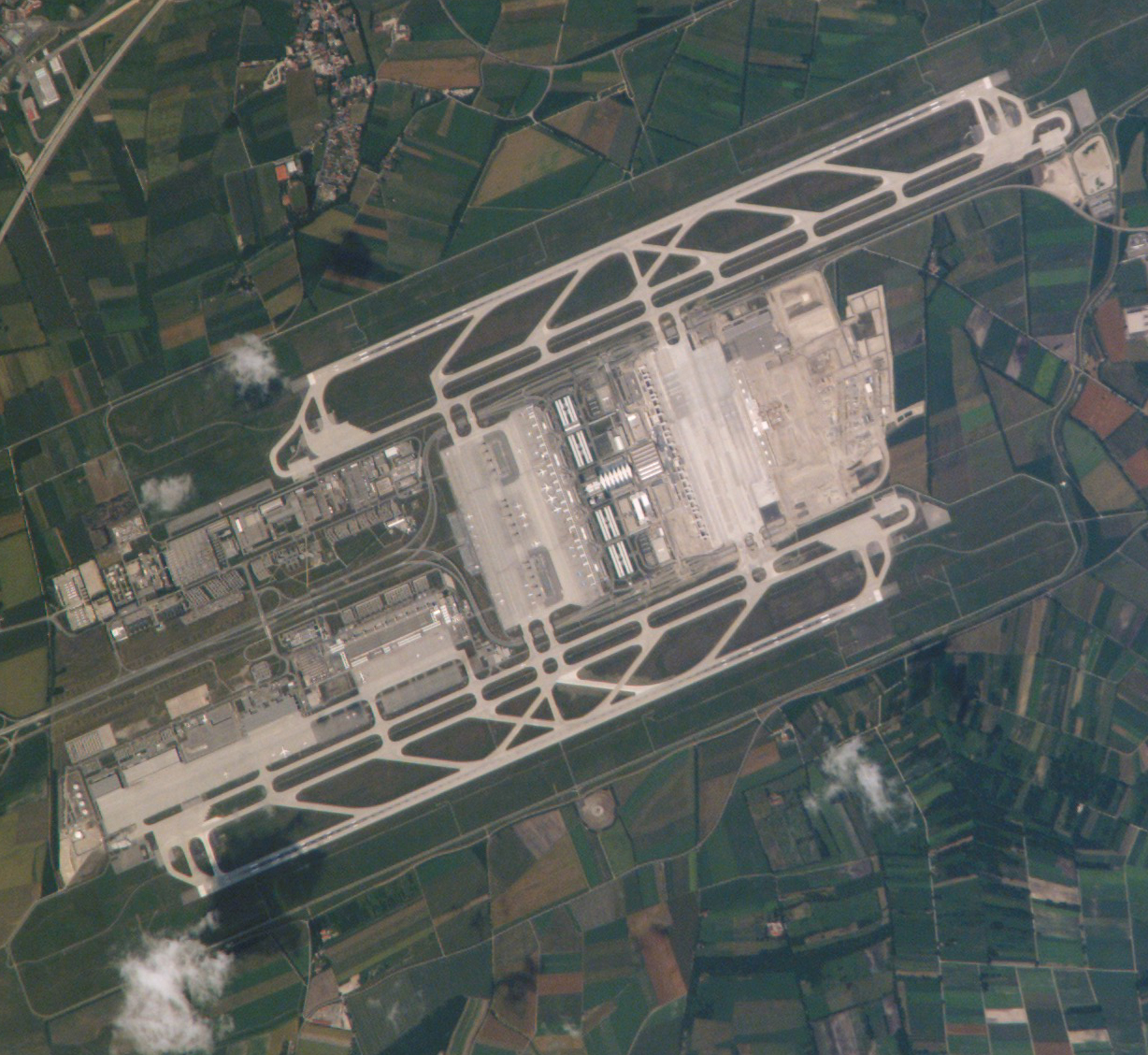
Der Franz-Josef-Strauß-Flughafen bei München wird in Betrieb genommen.

- 17. Mai: Der Flughafen München Franz Josef Strauß im Erdinger Moos wird in Betrieb genommen.
- 27. August: Die deutsche Illustrierte Quick stellt nach 43 Jahren ihr wöchentliches Erscheinen ein.
- 30. September: Doppelbesteuerungsabkommen zwischen Deutschland und Bolivien
- Übernahme der Aktienmehrheit der Dywidag durch die Walter Beteiligungen (Walter Bau)
- Das Wiener Auktionshaus Im Kinsky wird gegründet.

### Gesellschaft
- 27. Februar: Der österreichische Schriftsteller und Kriminelle Jack Unterweger wird in Miami von FBI-Beamten festgenommen. Er wurde wegen Verdachts mehrfach begangener Morde gesucht.
- 20. Mai: Nach einer Wiederaufnahme des Verfahrens wird der Täter im Kreuzworträtselmord erneut zur rechtlich möglichen Höchststrafe – diesmal nach bundesdeutschem Recht zehn Jahre Jugendstrafe mit anschließender psychiatrischer Einweisung – verurteilt. Die Tat konnte nach der weltweit umfassendsten Schriftvergleichung in der DDR der 1980er Jahre geklärt werden.
- 23. Mai: Der italienische Strafverfolger Giovanni Falcone stirbt zusammen mit seiner Frau und drei Leibwächtern auf der Autobahn A29, als eine halbe Tonne Sprengstoff beim Passieren seines Fahrzeugs ferngesteuert gezündet wird. Falcone hat den Kampf gegen die Cosa Nostra auf Sizilien aufgenommen.
- 19. Juli: Der italienische Richter Paolo Borsellino, ein engagierter Kämpfer gegen die Mafia, stirbt bei der Explosion einer Autobombe in Palermo. Mit ihm kommen fünf Begleiter aus seiner Eskorte um das Leben, nur einer überlebt die Gewalttat.
- 13. November: Im Raum Valencia, Spanien, verschwinden drei weiblichen Teenager auf dem Weg zu einer Disco. Gut zwei Monate später werden ihre geschändeten Leichen gefunden.
- 16. November: Das Erlanger Baby stirbt bei einer Fehlgeburt.

### Kultur

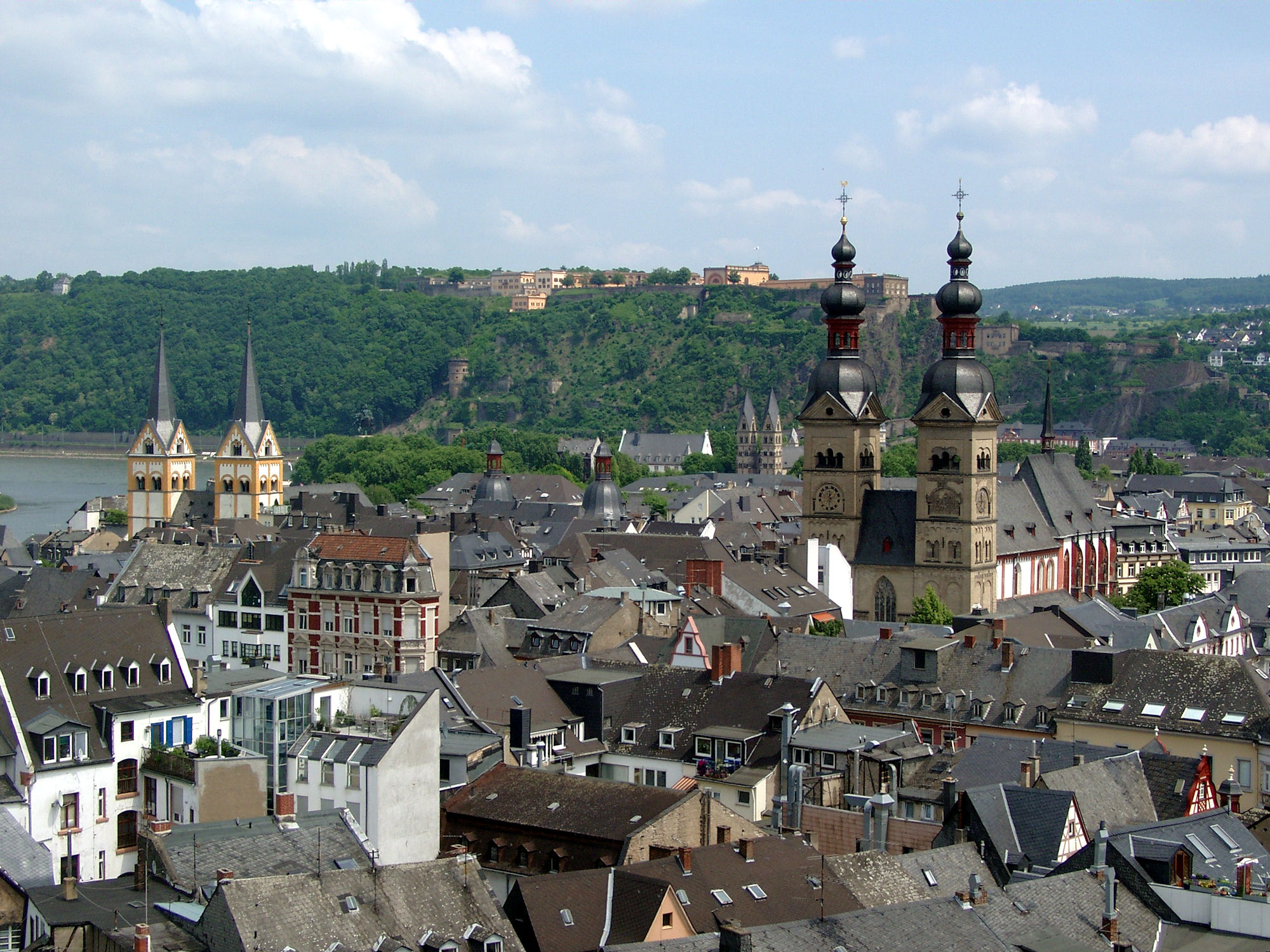
Altstadt Koblenz

- Koblenz feiert sein 2000-jähriges Bestehen.
- 1. Januar: Das 52. Neujahrskonzert der Wiener Philharmoniker wird von Carlos Kleiber dirigiert
- 16. Januar: Eric Clapton veröffentlicht sein Album Unplugged, auf dem Lieder wie Tears in Heaven und eine akustische Version des Songs Layla enthalten sind, die die Musikgeschichte bedeutend prägen. Das Album verkauft sich seither 24 Millionen Mal und gewinnt 1993 drei Grammys. Clapton revolutionierte den Gebrauch der Akustikgitarre.
- 8. Februar: RTL Television strahlt die erste Folge der Fernsehshow Wie bitte?! aus. Geert Müller-Gerbes moderiert diese Verbrauchersendung, in der auf Comedy-Art fragwürdige Erlebnisse im Umgang mit Unternehmen und Behörden aufgespießt werden.
- 19. Februar: Uraufführung des Musicals Crazy for You von George Gershwin am Shubert Theater in New York
- 18. März: Uraufführung der Oper Eréndira von Violeta Dinescu in München
- 20. März: In den Kinos der Vereinigten Staaten startet der Paul Verhoeven-Film Basic Instinct mit den Hauptdarstellern Michael Douglas und Sharon Stone.
- 1. April: Der Fernsehsender DW-TV startet.
- 20. April: Das Freddie Mercury Tribute Concert for Aids Awareness findet im Londoner Wembley-Stadion statt
- 9. Mai: Linda Martin gewinnt in Malmö mit dem Lied Why Me? für Irland die 37. Auflage des Eurovision Song Contest.
- 30. Mai: Der deutsch-französische Sender ARTE geht auf Sendung.
- Die Documenta IX – Weltausstellung der Kunst, findet vom 13. Juni bis 20. September in Kassel statt.
- 17. Juni: Gründung der Freien Akademie der Künste zu Leipzig
- Juni: Eröffnung des Kunstmuseums Bonn
- 12. August: Kulturabkommen zwischen Deutschland und Nepal. In Kraft seit dem 6. September 1993
- 15. August: Das Super Nintendo Entertainment System ist in Deutschland erstmals erhältlich.
- 3. September: Uraufführung des Musicals Elisabeth im Theater an der Wien
- 25. September: Bei den 1. Braunauer Zeitgeschichte-Tagen treffen sich Vertreter belasteter Städte in Braunau am Inn.
- 8. Oktober: Das Museo Thyssen-Bornemisza wird in Madrid eröffnet.
- 21. Oktober: Der veröffentlichte Bildband SEX der Künstlerin Madonna löst den beabsichtigten Skandal aus, was die Verkaufszahlen antreibt. Eines der erfolgreichsten Coffee Table Books ist geboren.
- 29. Oktober: Kulturabkommen zwischen Deutschland und Nicaragua. In Kraft seit dem 25. Januar 1999
- 16. Dezember: Kulturabkommen zwischen Deutschland und Russland. In Kraft seit dem 18. Mai 1993
- 22. Dezember: Beschluss des Weltwassertags
- Eröffnung des Zeppelin Museums in Friedrichshafen
- Eröffnung der Kunsthalle Wien
- In Sprötze wurde die VooV Experience ins Leben gerufen.
- Eröffnung der Kunst- und Ausstellungshalle der Bundesrepublik Deutschland
- Gründung des Ensemble Sortisatio

### Religion
- 1. Mai: Mord am Missbrauchsopfer Luís Miguel Correia durch den pädophilen Priester Frederico Cunha[1]
- 31. Oktober: Papst Johannes Paul II. betont anlässlich der Übergabe des Abschlussberichts der Päpstlichen Akademie der Wissenschaften über Galileo Galilei, dass es eine Pflicht der Theologen sei, sich regelmäßig über die wissenschaftlichen Ergebnisse zu informieren, um eventuell zu prüfen, ob sie diese in ihrer Reflexion berücksichtigen oder ihre Lehre anders formulieren müssen.
- 2. November: Galileo Galilei wird von der römisch-katholischen Kirche formell rehabilitiert.

### Sport
Einträge von Leichtathletik-Weltrekorden siehe unter der jeweiligen Disziplin unter Leichtathletik.

Logo der Olympischen Winterspiele 1992

- 8. Februar bis 23. Februar: XVI. Olympische Winterspiele in Albertville/Frankreich.
- 9. Februar: In Orlando findet das 42. NBA All-Star Game statt. Magic Johnson nimmt trotz seiner AIDS-Erkrankung teil und wird zum „Most Valuable Player“ gewählt.
- 1. März bis 8. November: Austragung der 43. Formel-1-Weltmeisterschaft
- 25. März: Pakistan gewinnt den fünften Cricket World Cup in Australien und Neuseeland, indem sie im Finale England mit 22 Runs besiegt.
- 29. März bis 6. September: Austragung der 44. FIM-Motorrad-Straßenweltmeisterschaft
- 16. Mai: Der VfB Stuttgart wird Deutscher Fußballmeister.
- 23. Mai: Hannover 96 wird als Zweitligist deutscher Pokalsieger.
- 10. Juni bis 26. Juni: Die neunte Fußball-EM findet in Schweden statt: Dänemark gewinnt das Finale gegen Deutschland mit 2:0.
- 19. Juni: Evander Holyfield gewinnt seinen Boxkampf und Weltmeistertitel im Schwergewicht gegen Larry Holmes im Caesars Palace, Las Vegas, durch Sieg nach Punkten.
- 6. Juli: Simbabwe wird Full Member des International Cricket Council (ICC).
- 19. Juli: Deutschland (mit Steffi Graf und Anke Huber) gewinnt das Fed-Cup-Finale gegen Spanien (im Frankfurter Waldstadion).
- 25. Juli bis 9. August: XXV. Olympische Sommerspiele in Barcelona/Spanien.
- 16. August: Mit einem zweiten Platz im Großen Preis von Ungarn sichert sich Nigel Mansell bereits nach elf von sechzehn Saisonrennen seinen einzigen Formel 1 Weltmeistertitel.
- 18. Oktober: Mit dem 500-km-Rennen von Magny-Cours endet das bislang letzte Rennen der Sportwagen-Weltmeisterschaft. 2012 wurde eine Nachfolgeveranstaltung eingeführt.
- 24. Oktober Erstmals in der Geschichte gewinnt mit den Toronto Blue Jays ein Team die World Series, welches nicht in den USA beheimatet ist.

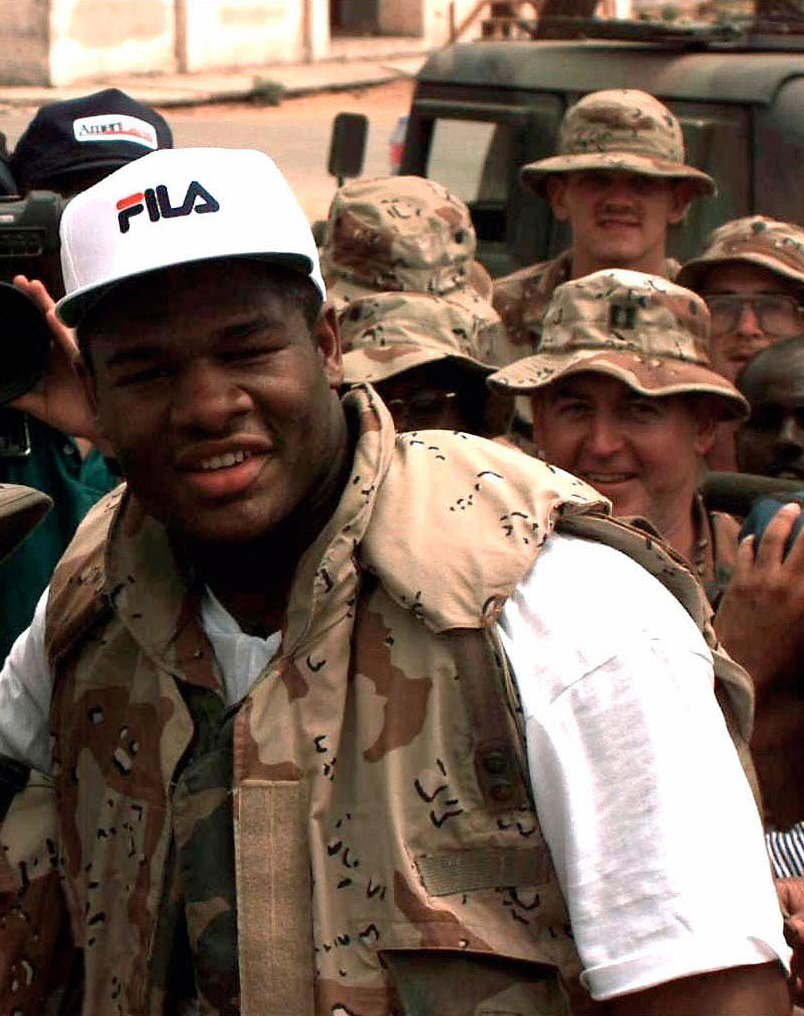
Riddick Bowe

- 13. November: Riddick Bowe gewinnt seinen Boxkampf und Weltmeistertitel im Schwergewicht gegen Evander Holyfield im Thomas & Mack Center, Las Vegas, durch Sieg nach Punkten.
- Südafrika kehrt als Vollmitglied in das International Rugby Football Board (IRFB, heute World Rugby) zurück.
- Jan-Ove Waldner wird als einziger Europäer Olympiasieger im Tischtennis.

### Katastrophen
Kleinere Unglücksfälle sind in den Unterartikeln von Katastrophe und in der Liste von Katastrophen aufgeführt.
- 13. März: Erdbeben in der Region Erzincan, Türkei, etwa 650 Tote
- 22. April: Mexiko. Bei einer Reihe von Gasexplosionen in der zweitgrößten mexikanischen Stadt Guadalajara sterben über 200 Menschen, tausende werden verletzt. Es entstehen sehr große Schäden, entlang einer acht Kilometer langen Linie. Ursache sind Gasdämpfe, die durch ein Leck in einer Benzinleitung in die Kanalisation gelangt waren.
- 31. Juli: Nepal. Ein aus Bangkok, Thailand kommender Airbus A310 der Thai Airways verunglückt kurz vor der Landung in Kathmandu. Nach technischen Problemen prallt die Maschine beim zweiten Anflug gegen einen Berg. Alle 113 Menschen an Bord sterben.
- 31. Juli: Nanjing, Volksrepublik China. Absturz einer Jakowlew Jak-42 der China General Aviation rund 600 Meter nach dem Start. 108 Menschen sterben, 18 können gerettet werden.

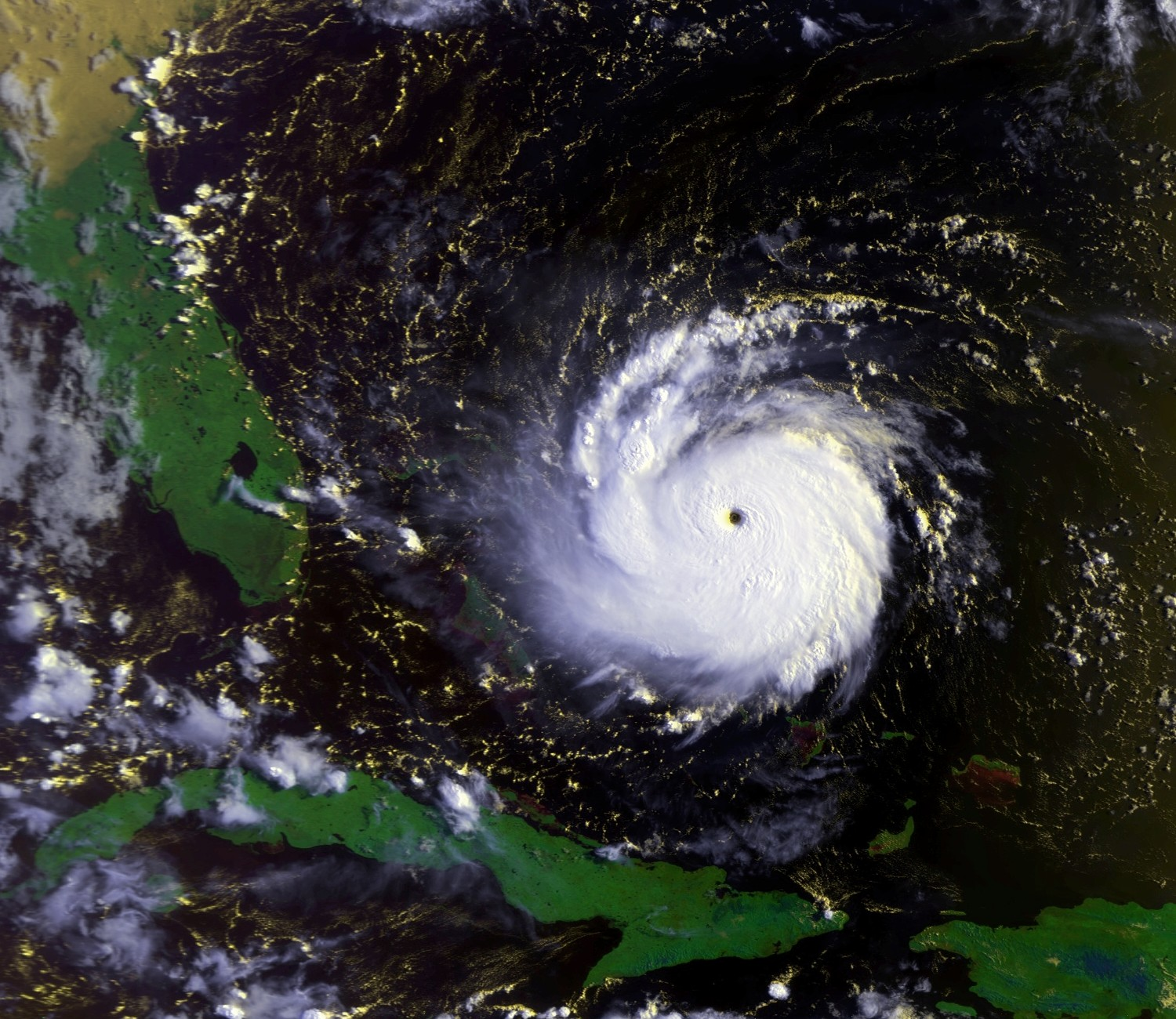
Hurrikan Andrew

- 24. August: Der Hurrikan Andrew tötet 65 Menschen und richtet in der Karibik, in Florida und der übrigen Südküste der USA große Zerstörungen an. Er gilt als der Wirbelsturm, der im 20. Jahrhundert mit 26,5 Milliarden US-Dollar den größten Schaden anrichtete.
- 2. September: Durch ein Erdbeben in Nicaragua verlieren 116 Menschen ihr Leben.
- 26. September: Lagos, Nigeria. Absturz eines nigerianischen Militärtransporters vom Typ Lockheed C-130 kurz nach dem Start wegen Triebwerksausfall. Alle 163 Soldaten sterben.
- 28. September: Kathmandu, Nepal. Ein Airbus A300 der Pakistan International Airlines prallt 20 km südlich des Flughafens gegen einen Berg. Alle 167 Menschen an Bord sterben.
- 4. Oktober: Absturz einer Frachtmaschine der El Al nahe Amsterdam. 43 Tote. Die Maschine ist mit Waffen und einem Stoff, der zur Nervengasherstellung verwendet werden kann, beladen.
- 12. Oktober: Schweres Erdbeben in Kairo, fast 600 Tote
- 24. November: Guilin, Volksrepublik China. Absturz einer aus Guangzhou kommenden Boeing 737 der China Southern Airlines beim Landeanflug 20 km vor dem Ziel. Alle 141 Menschen an Bord sterben.
- 3. Dezember: Der griechische Öltanker Aegean Sea läuft bei Sturm nahe der spanischen Stadt A Coruña auf Grund und zerbricht. Die herausquellende Ladung verursacht auf einer Länge von 300 Kilometern an der Küste eine Ölpest.
- 12. Dezember: Erdbeben der Stärke 7,5 in der Region Flores, Indonesien, ca. 2.500 Tote
- 22. Dezember: Libyen. Beim Anflug auf Tripolis stößt eine Boeing 727 der Libyan Arab Airlines mit einer MiG-23 zusammen. 157 Menschen sterben.

## Geboren

### Januar
- 01. Januar: Daniil Jurjewitsch Apalkow, russischer Eishockeyspieler
- 01. Januar: René Binder, österreichischer Automobilrennfahrer

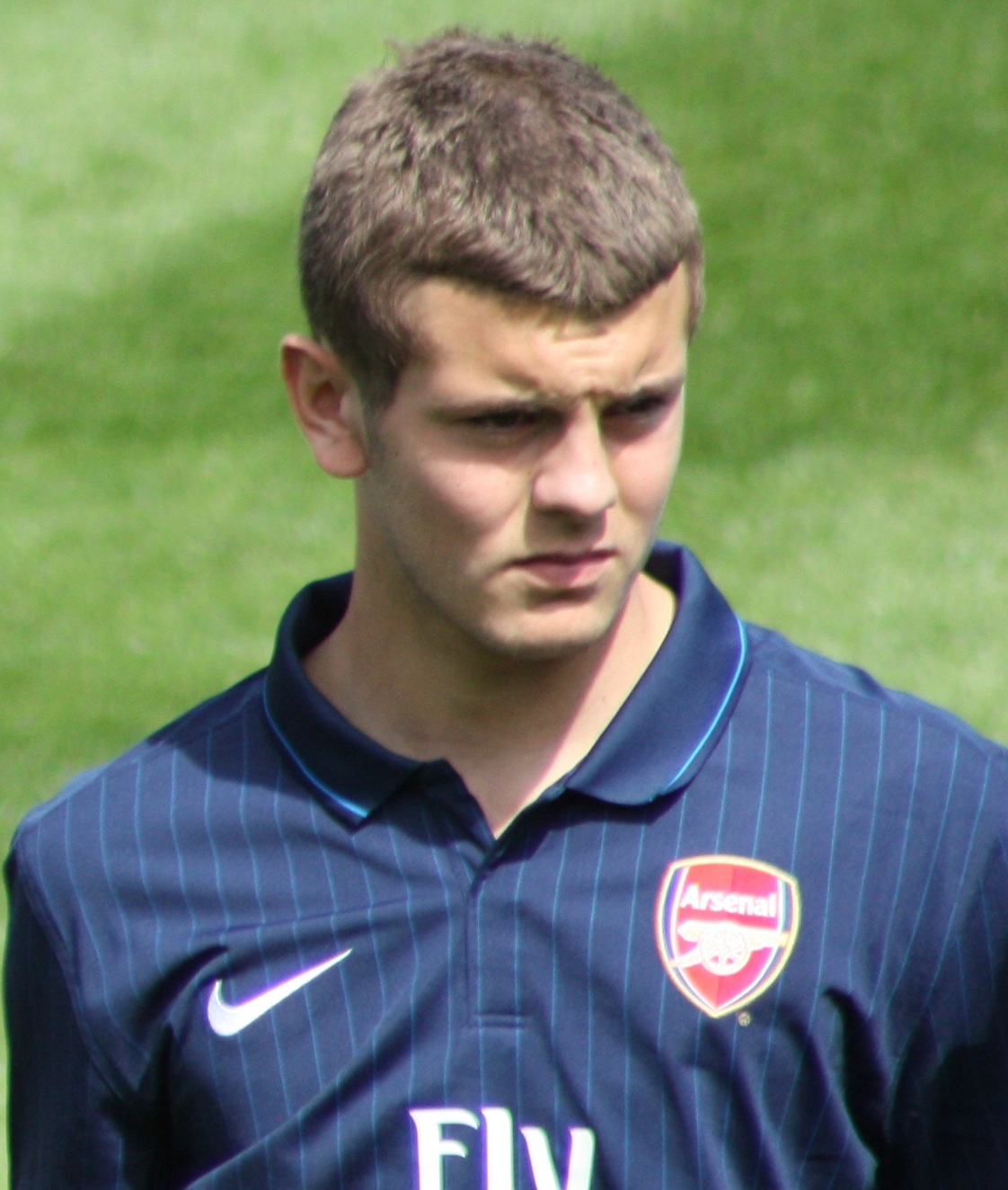
Jack Wilshere

- 01. Januar: Jack Wilshere, englischer Fußballspieler
- 02. Januar: Bienvenue Basala-Mazana, deutscher Fußballspieler
- 02. Januar: Viktor Claesson, schwedischer Fußballspieler
- 02. Januar: Lachlan Morton, australischer Radrennfahrer
- 03. Januar: Jon Aurtenetxe Borde, spanischer Fußballspieler
- 03. Januar: Kim Reiter, deutscher Handballspieler
- 03. Januar: Maxim Zwetkow, russischer Biathlet
- 04. Januar: Sajjad Ganjzadeh, iranischer Karateka
- 04. Januar: Ann-Cathrin Giegerich, deutsche Handballspielerin
- 04. Januar: Nigel Moore, britischer Automobilrennfahrer
- 05. Januar: Afriyie Acquah, ghanaischer Fußballspieler
- 05. Januar: Nils Eichenberger, deutscher Handballspieler
- 05. Januar: Naonobu Fujii, japanischer Volleyballspieler († 2023)
- 05. Januar: Stephan Leyhe, deutscher Skispringer
- 05. Januar: Suki Waterhouse, britische Schauspielerin, Sängerin und Model
- 06. Januar: Julian Lauenroth, deutscher Handballspieler
- 06. Januar: Quentin Pacher, französischer Radrennfahrer
- 06. Januar: Diona Reasonover, US-amerikanische Schauspielerin
- 07. Januar: Erik Gudbranson, kanadischer Eishockeyspieler
- 09. Januar: Florian Eisenträger, deutscher Handballspieler
- 09. Januar: Terrence Jones, US-amerikanischer Basketballspieler
- 10. Januar: Hannes van Asseldonk, niederländischer Automobilrennfahrer
- 10. Januar: Christian Atsu Twasam, ghanaischer Fußballspieler († 2023)
- 10. Januar: Muhammet Demir, türkischer Fußballspieler
- 10. Januar: Andreas Heimann, deutscher Schachspieler
- 10. Januar: Jakub Holoubek, tschechischer Skeletonsportler
- 10. Januar: Veronika Kettenbach, deutsche Volleyballspielerin
- 10. Januar: Martin Kienzle, deutscher Handballspieler
- 10. Januar: Lukas Pöstlberger, österreichischer Radrennfahrer
- 10. Januar: Šime Vrsaljko, kroatischer Fußballspieler
- 11. Januar: Audien, US-amerikanischer DJ und Produzent
- 11. Januar: Misa Fueki, japanische Skispringerin
- 12. Januar: Rashod Hill, US-amerikanischer American-Football-Spieler
- 12. Januar: Samuele Longo, italienischer Fußballspieler
- 12. Januar: Ryan O’Connor, kanadischer Eishockeyspieler
- 13. Januar: Santiago Arias Naranjo, kolumbianischer Fußballspieler
- 13. Januar: Henning May, deutscher Sänger
- 14. Januar: Mikke Leinonen, finnischer Nordischer Kombinierer
- 14. Januar: James O’Shaughnessy, US-amerikanischer American-Football-Spieler
- 15. Januar: Fiete Junge, deutscher Kanusportler († 2018)
- 16. Januar: Noëlle Frey, Schweizer Handballspielerin
- 17. Januar: Nate Hartley, US-amerikanischer Schauspieler
- 17. Januar: Miki Monras, spanischer Automobilrennfahrer
- 17. Januar: Pascal Schmidt, deutscher Fußballspieler
- 17. Januar: Eri Yoshida, japanische Baseballspielerin
- 18. Januar: Francesco Bardi, italienischer Fußballspieler
- 18. Januar: Ronja Furrer, Schweizer Model
- 19. Januar: Mac Miller, US-amerikanischer Rapper († 2018)

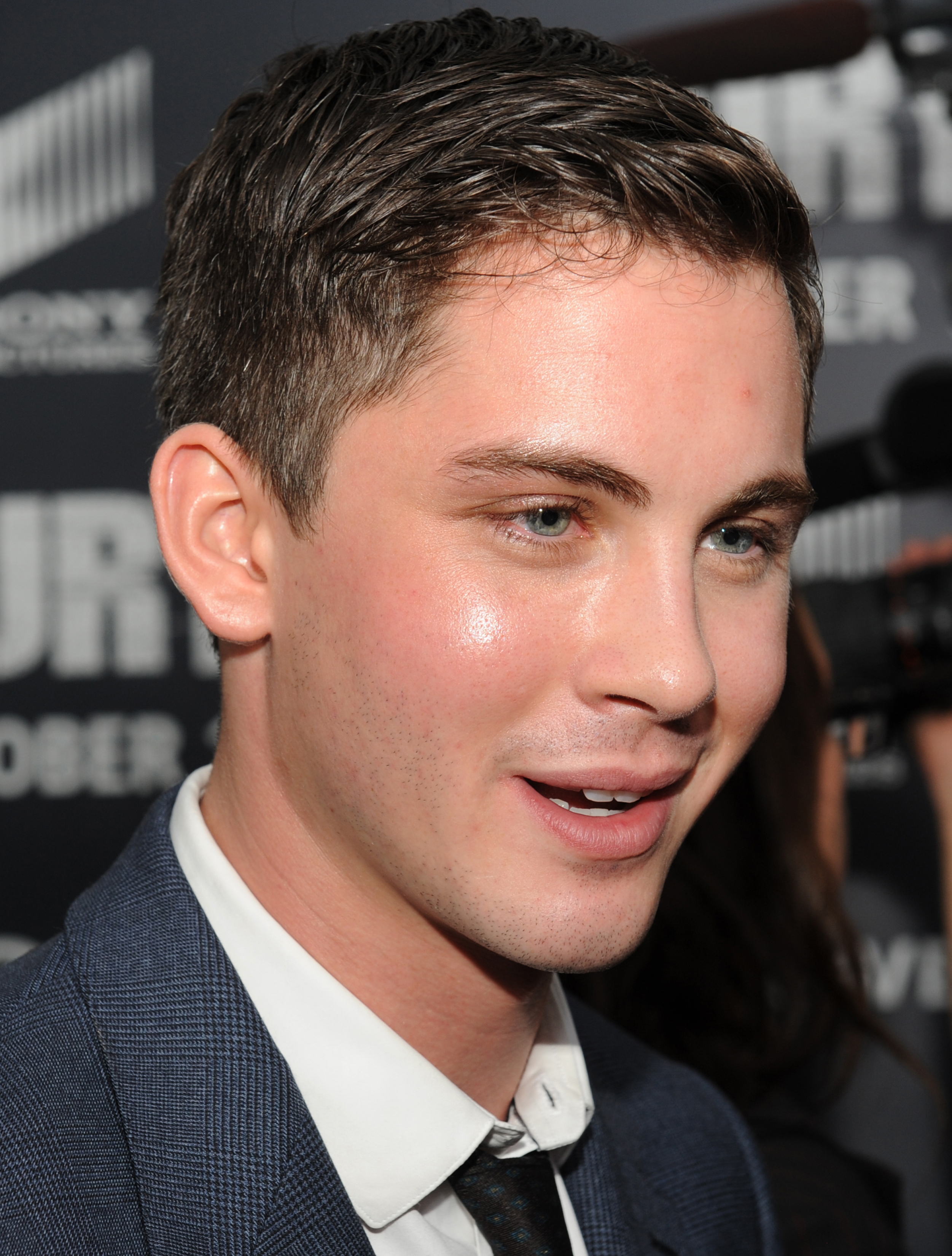
Logan Lerman (2014)

- 19. Januar: Logan Lerman, US-amerikanischer Schauspieler
- 19. Januar: Stefan Wannenwetsch, deutscher Fußballspieler
- 20. Januar: Frederik Bott, deutscher Schauspieler
- 20. Januar: Mauro Calamia, Schweizer Automobilrennfahrer
- 20. Januar: Benjamin „Ben“ Kantarovski, australischer Fußballspieler
- 20. Januar: Sakurako Mukōgawa, japanische Skirennläuferin und Freestyle-Skierin
- 21. Januar: Migdalía Rodríguez Chirino, venezolanische Fußballschiedsrichterassistentin
- 22. Januar: Vincent Aboubakar, kamerunischer Fußballspieler
- 25. Januar: Brandon Linder, US-amerikanischer American-Football-Spieler
- 27. Januar: Tio Ellinas, zypriotischer Automobilrennfahrer
- 27. Januar: Vivienne Puttins, deutsche Schauspielerin
- 28. Januar: Suzana Lazović, montenegrinische Handballspielerin und -trainerin
- 28. Januar: Nazanin Malaei, iranische Ruderin
- 29. Januar: Mareike Arndt, deutsche Leichtathletin
- 29. Januar: David Pittard, britischer Automobilrennfahrer
- 31. Januar: Benjamin Siegrist, Schweizer Fußballspieler
- 31. Januar: Katja Großkinsky, deutsche Schauspielerin
- 31. Januar: Alexander Loginow, russischer Biathlet
- 31. Januar: Meo Wulf, deutscher Schauspieler und Sprecher

### Februar
- 02. Februar: Carlos Muñoz, kolumbianischer Automobilrennfahrer
- 03. Februar: Berkin Kamil Arslan, türkischer Fußballspieler
- 04. Februar: Samin Gomez, venezolanische Automobilrennfahrerin

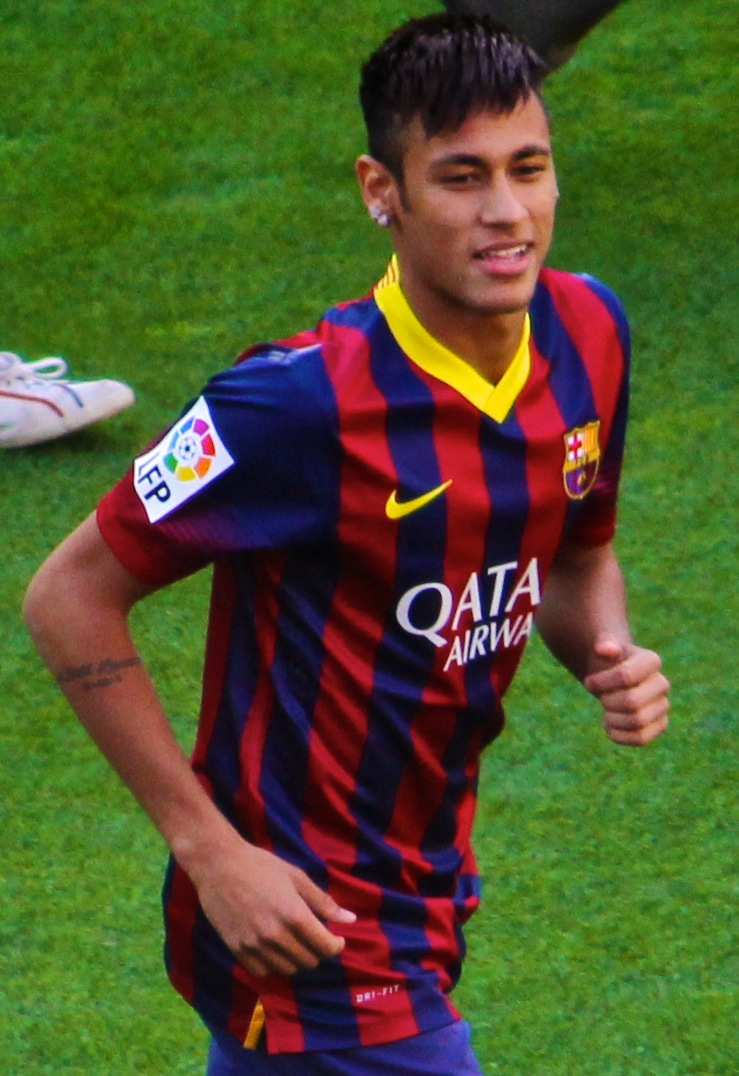
Neymar

- 05. Februar: Neymar, brasilianischer Fußballspieler
- 05. Februar: Elmira Sysdykowa, kasachische Ringerin
- 05. Februar: Kejsi Tola, albanische Sängerin

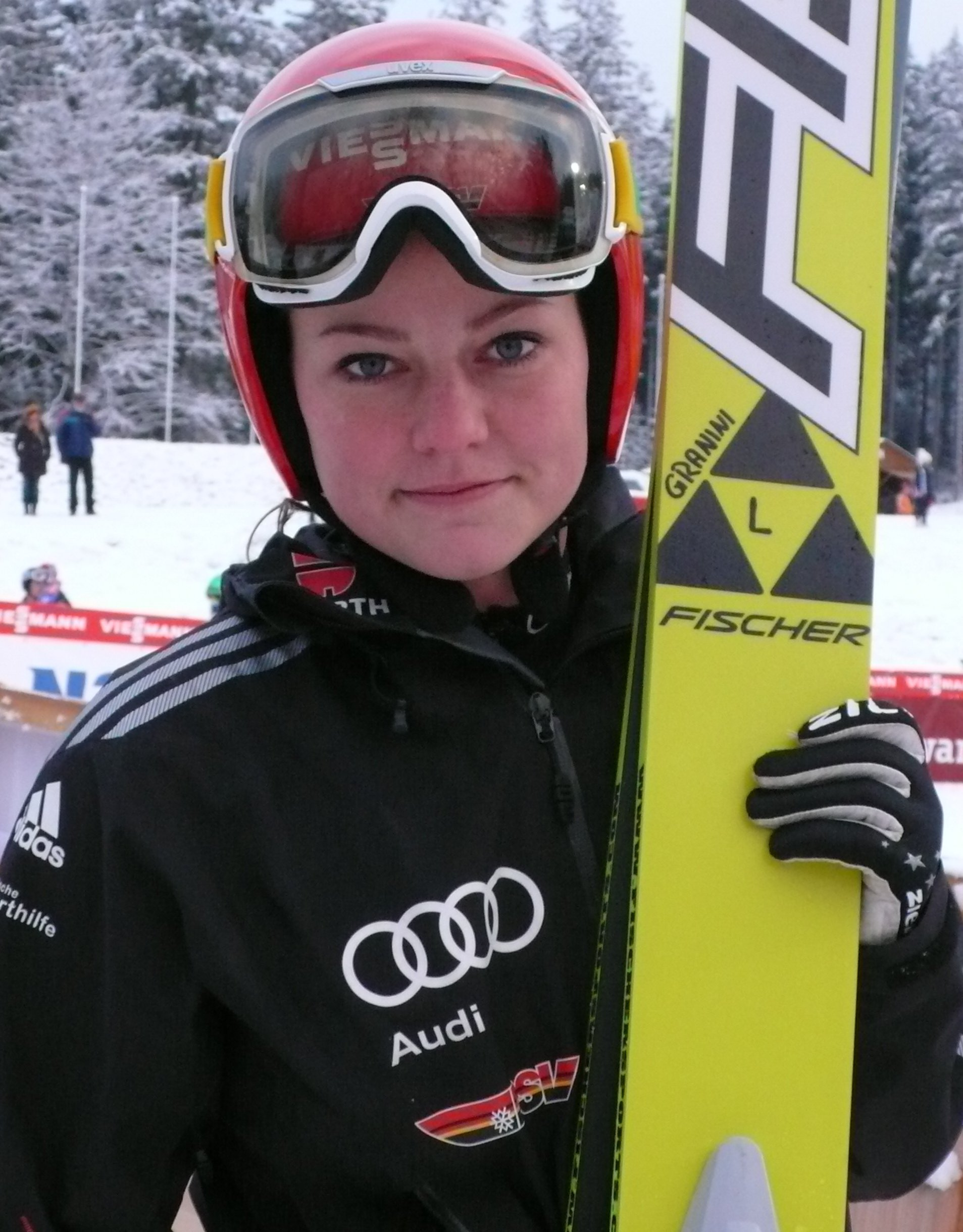
Carina Vogt, 2013

- 05. Februar: Carina Vogt, deutsche Skispringerin und Olympiasiegerin
- 06. Februar: Wellington Nem, brasilianischer Fußballspieler
- 06. Februar: Steffan Winkelhorst, niederländischer Skirennläufer
- 07. Februar: Sven Müller, deutscher Automobilrennfahrer
- 07. Februar: Michael Valgren, dänischer Straßenradrennfahrer
- 08. Februar: Maarten Meiners, niederländischer Skirennläufer
- 09. Februar: Roxanne Borski, deutsche Schauspielerin
- 09. Februar: GermanLetsPlay, deutscher Webvideoproduzent
- 09. Februar: Avan Jogia, kanadischer Schauspieler
- 10. Februar: Sandjar Ahmadi, afghanischer Fußballspieler
- 10. Februar: Misha B, britische Singer-Songwriterin und Rapperin
- 11. Februar: Taylor Lautner, US-amerikanischer Schauspieler
- 10. Februar: Andrea Manfredi, italienischer Radrennfahrer († 2018)
- 12. Februar: Magda Linette, polnische Tennisspielerin
- 13. Februar: Almeda Abazi, albanische Miss Globe
- 13. Februar: Birkan Akyol, deutscher Profiboxer
- 13. Februar: Avery Ardovino, US-amerikanische Skispringerin
- 13. Februar: Roxanne Dufter, deutsche Eisschnellläuferin
- 13. Februar: Nick Foster, australischer Automobilrennfahrer
- 14. Februar: Elley Duhé, US-amerikanische Sängerin und Songwriterin
- 14. Februar: Christian Eriksen, dänischer Fußballspieler
- 14. Februar: Freddie Highmore, britischer Schauspieler
- 14. Februar: Ryan Johnston, kanadischer Eishockeyspieler
- 15. Februar: Julian Autenrieth, deutscher Segler
- 16. Februar: Sarah Thonig, deutsche Schauspielerin
- 17. Februar: Liam Bertazzo, italienischer Radrennfahrer
- 17. Februar: Meaghan Jette Martin, US-amerikanische Schauspielerin
- 18. Februar: Logan Miller, US-amerikanischer Schauspieler
- 19. Februar: Simon Falette, französisch-guineischer Fußballspieler
- 19. Februar: Paulina Gaitán, mexikanische Schauspielerin
- 19. Februar: Helene Hegemann, deutsche Autorin, Regisseurin und Schauspielerin
- 19. Februar: Georgi Milanow, bulgarischer Fußballspieler
- 19. Februar: Cody Parkey, US-amerikanischer American-Football-Spieler
- 19. Februar: Jesse Ritch, Schweizer Sänger
- 20. Februar: Rauand Taleb, deutscher Schauspieler
- 22. Februar: Alexander Merkel, deutscher Fußballspieler
- 22. Februar: Haris Seferović, Schweizer Fußballspieler
- 23. Februar: Jaëla Probst, deutsche Schauspielerin
- 24. Februar: Stefan Aškovski, mazedonischer Fußballspieler
- 24. Februar: Bettina Plank, österreichische Karateka
- 25. Februar: Nico Müller, Schweizer Automobilrennfahrer
- 25. Februar: Lennart Thy, deutscher Fußballspieler
- 27. Februar: Martina Dubovská, tschechisch-slowakische Skirennläuferin
- 27. Februar: Meyers Leonard, US-amerikanischer Basketballspieler
- 28. Februar: Bilal Yener Arıca, türkischer Fußballspieler
- 28. Februar: Lulu Lewe, deutsche Sängerin
- 29. Februar: Yusleidy Arriola, venezolanische Gewichtheberin
- 29. Februar: Niclas Huschenbeth, deutscher Schachspieler
- 29. Februar: Perry Kitchen, US-amerikanischer Fußballspieler
- 29. Februar: iBlali, deutscher YouTuber

### März
- 01. März: Dylan Teuns, belgischer Radrennfahrer
- 04. März: Jared Sullinger, US-amerikanischer Basketballspieler
- 05. März: Charlott Arndt, deutsche Radsportlerin
- 05. März: Kit Armstrong, US-amerikanischer Pianist und Komponist
- 06. März: Kim Astrup Sørensen, dänischer Badmintonspieler
- 07. März: Christoph Märtner, deutscher Handballspieler
- 09. März: Patrick Dogue, deutscher Moderner Fünfkämpfer

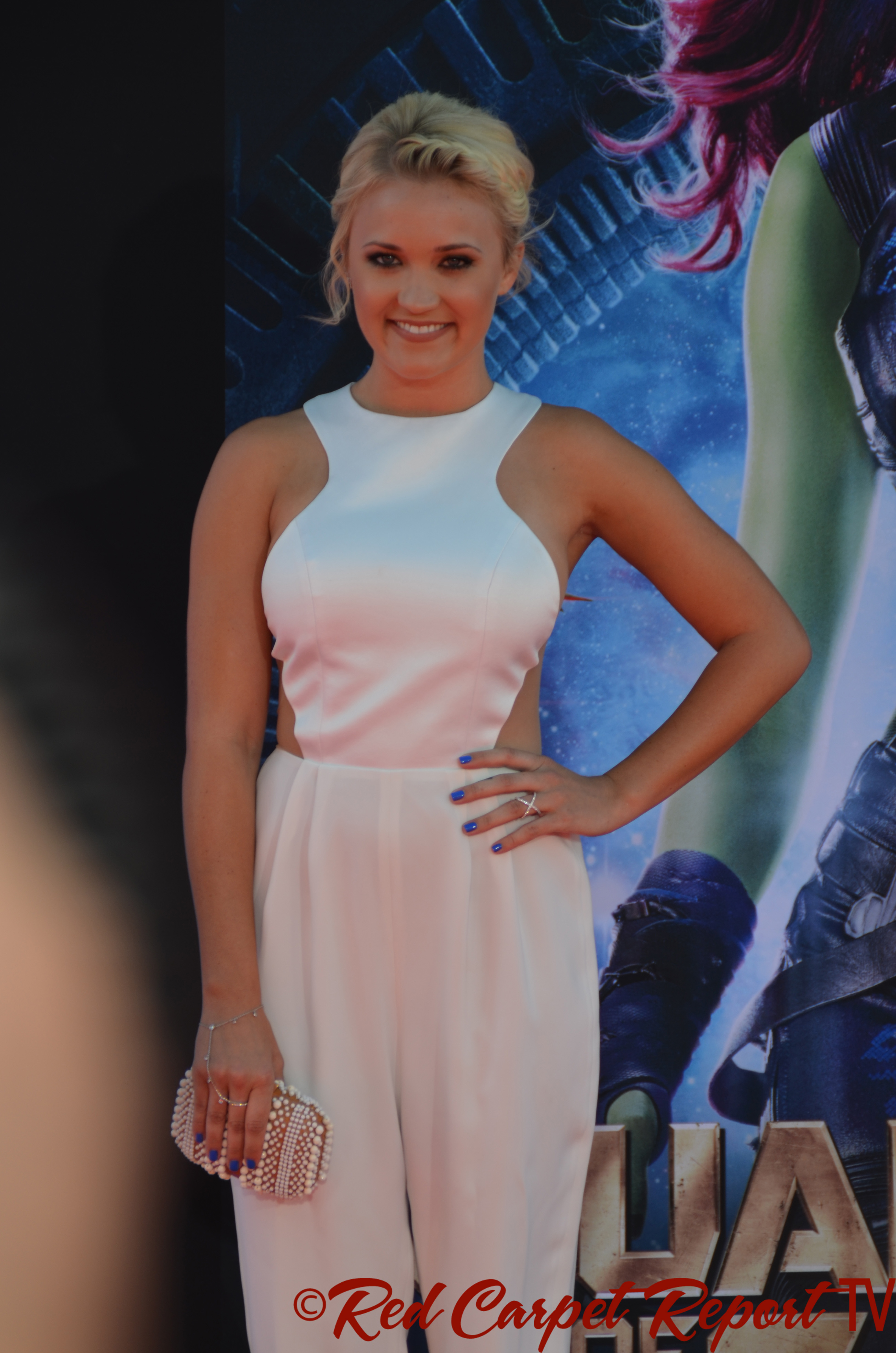
Emily Osment (2014)

- 10. März: Emily Osment, US-amerikanische Schauspielerin
- 11. März: Timon Ballenberger, deutscher Schauspieler
- 12. März: Daniele Baselli, italienischer Fußballspieler
- 12. März: Jordan Ferri, französischer Fußballspieler
- 12. März: Natalie Holzner, österreichische Sängerin
- 13. März: George MacKay, britischer Filmschauspieler
- 13. März: Luca Wackermann, italienischer Radrennfahrer
- 14. März: Alexander Aschauer, österreichischer Fußballspieler
- 14. März: Lukas Müller, österreichischer Skispringer
- 14. März: Kevin Packet, belgischer Fußballspieler
- 14. März: Alin Toșca, rumänischer Fußballspieler
- 15. März: Sosie Bacon, US-amerikanische Schauspielerin
- 15. März: Victoria Frenz, deutsche Synchronsprecherin
- 16. März: Tim Hardaway, Jr., US-amerikanischer Basketballspieler
- 17. März: Eliza Bennett, britische Schauspielerin und Sängerin
- 17. März: Julien Bernard, französischer Radrennfahrer
- 17. März: Fahmi Ilyas, malaysischer Automobilrennfahrer
- 18. März: Pedro Astray, spanischer Fußballspieler
- 19. März: François Bidard, französischer Radrennfahrer
- 19. März: Adam Loomis, US-amerikanischer Nordischer Kombinierer
- 20. März: Lindsay Andretta, US-amerikanische Schauspielerin
- 20. März: Lara Arruabarrena Vecino, spanische Tennisspielerin
- 20. März: Yeni Asmarani, indonesische Badmintonspielerin
- 20. März: Justin Faulk, kanadischer Eishockeyspieler
- 21. März: Karolína Plíšková, tschechische Tennisspielerin
- 21. März: Kristýna Plíšková, tschechische Tennisspielerin
- 22. März: Jessie Andrews, US-amerikanische Pornodarstellerin
- 23. März: Tolga Ciğerci, deutsch-türkischer Fußballspieler
- 23. März: Giada Colombo, italienische Ruderin
- 23. März: Ana Marcela Cunha, brasilianische Langstreckenschwimmerin
- 23. März: Kyrie Irving, US-amerikanischer Basketballspieler
- 23. März: Valonis Kadrijaj, kosovarischer Fußballspieler
- 23. März: Vanessa Morgan, kanadische Schauspielerin und Sängerin
- 23. März: Juan Carlos Sistos, mexikanischer Automobilrennfahrer
- 23. März: Gaël Suter, Schweizer Radrennfahrer
- 24. März: Tobias Schilk, deutscher Fußballspieler
- 25. März: Teo Čorić, kroatischer Handballspieler
- 25. März: David Jensen, dänischer Fußballspieler
- 25. März: Joana Ribeiro, portugiesische Schauspielerin
- 26. März: Christine Aulenbrock, deutsche Volleyball- und Beachvolleyballspielerin
- 26. März: Haley Ramm, US-amerikanische Schauspielerin
- 26. März: Stoffel Vandoorne, belgischer Automobilrennfahrer
- 28. März: Erhan Aslan, türkischer Fußballtorwart
- 28. März: Jake Brown, US-amerikanischer Biathlet
- 29. März: Erling Aalvik, norwegischer Biathlet
- 29. März: Pål Trøan Aune, norwegischer Skilangläufer
- 29. März: Antoine Brison, deutscher Schauspieler
- 29. März: Tommy Grupe, deutscher Fußballspieler
- 30. März: Stuart Armstrong, schottischer Fußballspieler
- 30. März: Jannis Niewöhner, deutscher Schauspieler
- 30. März: Bob Schepers, niederländischer Fußballspieler
- 31. März: Florian Freitag, deutscher Handballspieler
- 31. März: Kim Haeng-jik, südkoreanischer Karambolagespieler
- 31. März: Christian Mathenia, deutscher Fußballtorhüter

### April
- 01. April: Geoffrey Bouchard, französischer Radrennfahrer
- 02. April: Giancarlo Vilarinho, brasilianischer Automobilrennfahrer
- 04. April: Alexa Nikolas, US-amerikanische Schauspielerin
- 07. April: Andreea Roxana Acatrinei, rumänische Kunstturnerin
- 08. April: Keith Smith, US-amerikanischer American-Football-Spieler
- 10. April: Marlon Boess, österreichischer Schauspieler
- 10. April: Sadio Mané, senegalesischer Fußballspieler
- 10. April: Daisy Ridley, britische Schauspielerin
- 12. April: Giorgio Cantarini, italienischer Schauspieler
- 15. April: Amy Diamond, schwedische Sängerin
- 15. April: Richard Sandrak, US-amerikanischer Bodybuilder
- 17. April: Jan Forstbauer, deutscher Handballspieler

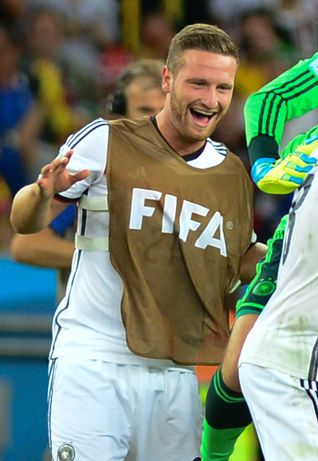
Shkodran Mustafi

- 17. April: Shkodran Mustafi, deutscher Fußballspieler
- 17. April: Jasper Stuyven, belgischer Radrennfahrer
- 18. April: Dzsenifer Marozsán, deutsche Fußballspielerin
- 18. April: Corin Rüttimann, Schweizer Unihockeyspielerin
- 19. April: Luca Antei, italienischer Fußballspieler
- 20. April: Madias Nzesso, kamerunische Gewichtheberin
- 21. April: Deng Linlin, chinesische Turnerin
- 21. April: David Fumanelli, italienischer Automobilrennfahrer
- 21. April: Bastian Krämmer, deutscher Eishockeyspieler
- 21. April: Mitch Morse, US-amerikanischer American-Football-Spieler
- 21. April: Reto Schmidiger, Schweizer Skirennfahrer
- 24. April: Pawel Krotow, russischer Freestyle-Skier († 2023)
- 24. April: Doc Shaw, US-amerikanischer Schauspieler, Sänger, Rapper und Model
- 25. April: Bryan Coquard, französischer Radrennfahrer
- 25. April: Pavel Kadeřábek, tschechischer Fußballspieler
- 25. April: Elena Miras, Schweizer Reality-TV-Teilnehmerin
- 27. April: Pascal Kleßen, deutscher Schauspieler
- 27. April: Tom Weilandt, deutscher Fußballspieler
- 28. April: Patrick Assenheimer, deutscher Automobilrennfahrer
- 28. April: Michail Sergejewitsch Birjukow, russischer Tennisspieler († 2019)
- 29. April: Christopher Neumayer, österreichischer Skirennläufer
- 29. April: Barbara Prakopenka, deutsche Schauspielerin
- 30. April: Finn Lemke, deutscher Handballspieler

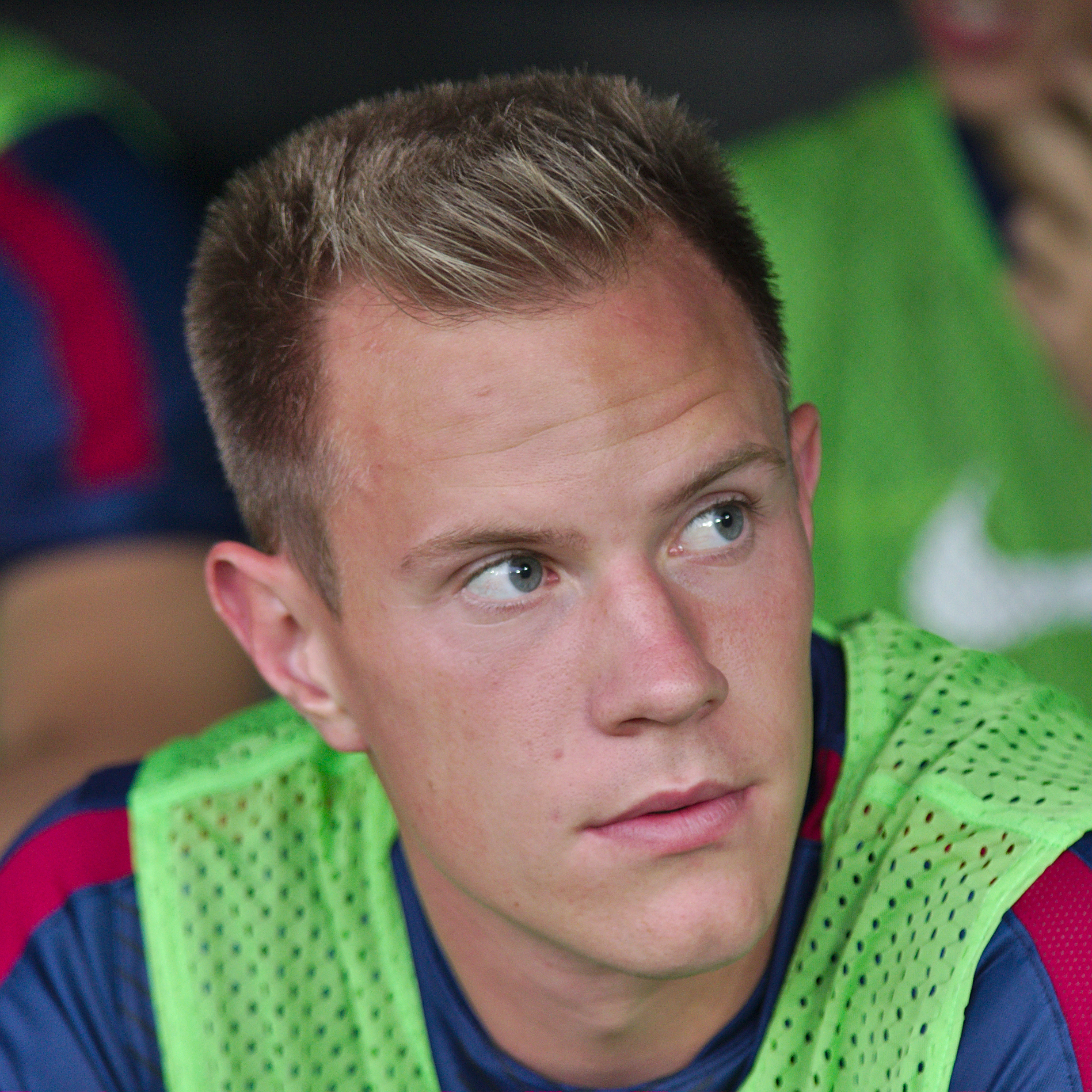
Marc-André ter Stegen (2014)

- 30. April: Marc-André ter Stegen, deutscher Fußballspieler
- 30. April: Paweł Wszołek, polnischer Fußballspieler

### Mai
- 01. Mai: Teya Dora (bürgerl. Teodora Pavlovska), serbische Sängerin
- 02. Mai: Samuele Buttarelli, italienischer Automobilrennfahrer
- 02. Mai: Vanessa Mai, deutsche Sängerin
- 03. Mai: Cyrill Hunziker, Schweizer Freestyle-Skier
- 03. Mai: Brigitte Mischler, Schweizer Unihockeyspielerin
- 03. Mai: Ben Zolinski, deutscher Fußballspieler
- 04. Mai: Victor Oladipo, US-amerikanischer Basketballspieler
- 04. Mai: Clay Thompson, US-amerikanischer Tennisspieler
- 05. Mai: Daniel Lindenschmid, deutscher Politiker
- 06. Mai: Jan Polanc, slowenischer Radrennfahrer
- 06. Mai: Jonas Valančiūnas, litauischer Basketballspieler
- 07. Mai: Alexander Ludwig, kanadischer Schauspieler
- 11. Mai: Bettina Auer, deutsche Schriftstellerin
- 11. Mai: Pierre-Ambroise Bosse, französischer Leichtathlet
- 12. Mai: Felix Baur, Schweizer Radrennfahrer († 2013)
- 12. Mai: Vetle Sjåstad Christiansen, norwegischer Biathlet
- 12. Mai: Lucas Foresti, brasilianischer Automobilrennfahrer
- 12. Mai: Malcolm David Kelley, US-amerikanischer Schauspieler
- 12. Mai: Manuel Krauthausen, deutscher Politiker
- 12. Mai: Matthias Maak, österreichischer Fußballspieler
- 12. Mai: Dale Parker, australischer Bahn- und Straßenradrennfahrer

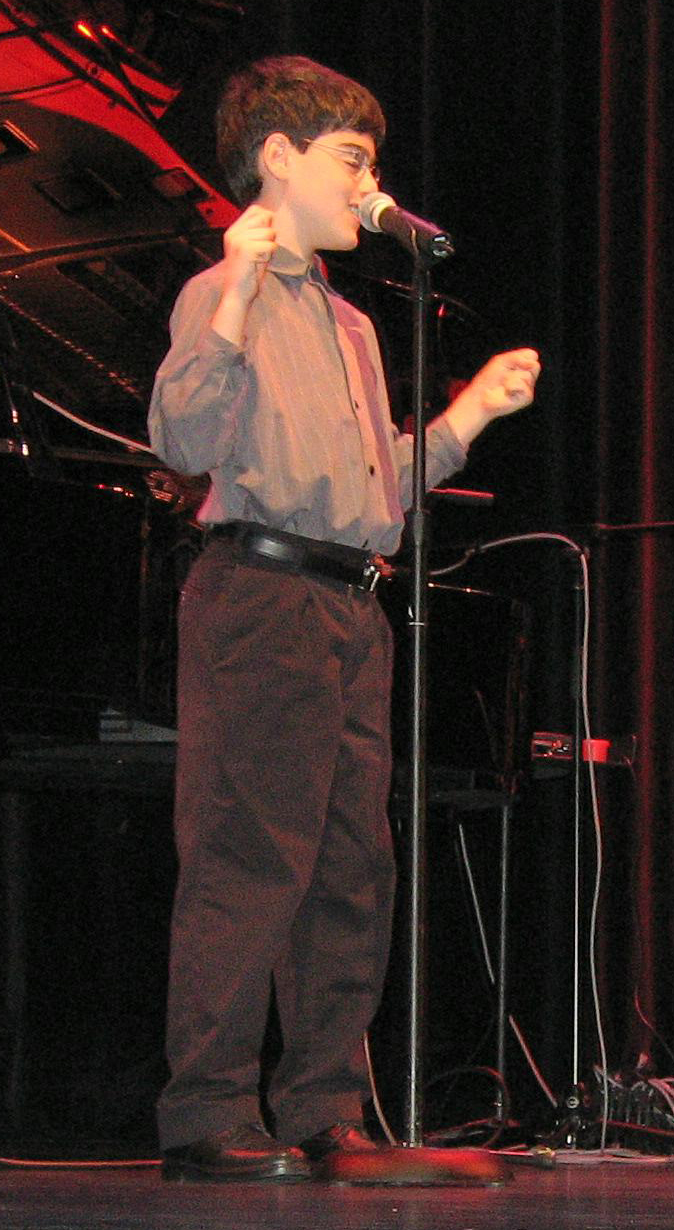
Matt Savage im Jahre 2005

- 12. Mai: Matt Savage, US-amerikanischer autistischer Musiker und Savant
- 12. Mai: Tyron Zeuge, deutscher Boxer
- 13. Mai: Jérémy Finello, Schweizer Biathlet
- 13. Mai: Mike Heiter, deutscher Reality-TV-Teilnehmer und Rapper
- 14. Mai: Nicolás Arbiza, uruguayischer Fußballspieler
- 14. Mai: Mario Farnbacher, deutscher Automobilrennfahrer
- 15. Mai: Vanessa DiBernardo, US-amerikanische Fußballspielerin
- 15. Mai: Gian Marco Ferrari, italienischer Fußballspieler
- 17. Mai: Daniel Lang, deutscher Fußballspieler
- 18. Mai: Spencer Breslin, US-amerikanischer Schauspieler
- 19. Mai: Ola John, niederländischer Fußballspieler
- 19. Mai: Sam Smith, britischer Singer-Songwriter
- 20. Mai: Jack Gleeson, irischer Schauspieler
- 20. Mai: Markus Hansen, deutscher Handballspieler
- 20. Mai: Enes Kanter, türkischer Basketballspieler
- 20. Mai: Gerónimo Rulli, argentinischer Fußballspieler
- 20. Mai: Fanny Smith, Schweizer Freestyle-Skisportlerin
- 21. Mai: Dylan van Baarle, niederländischer Radrennfahrer
- 22. Mai: Robin Knoche, deutscher Fußballspieler
- 22. Mai: Kevin Köppe, deutscher Schauspieler
- 24. Mai: Pelle Jensen, deutscher Fußballspieler
- 24. Mai: Richard Sundberg, finnischer Handballspieler
- 26. Mai: Philipine van Aanholt, niederländische Seglerin
- 26. Mai: Jesse Weißenfels, deutscher Fußballspieler
- 29. Mai: Gregg Sulkin, britischer Schauspieler
- 29. Mai: Anne-Luise Tietz, deutsche Schauspielerin
- 29. Mai: Alessandro Tonelli, italienischer Radrennfahrer
- 30. Mai: Xenija Alopina, russische Skirennläuferin
- 30. Mai: Harrison Barnes, US-amerikanischer Basketballspieler
- 30. Mai: Jeremy Lamb, US-amerikanischer Basketballspieler
- 31. Mai: Michaël Bournival, kanadischer Eishockeyspieler
- 31. Mai: Jesper Munk, deutscher Musiker
- 31. Mai: Jessica King, englische Fußballspielerin
- 31. Mai: Zacharie Robichon, kanadischer Automobilrennfahrer
- 31. Mai: Kelle Roos, niederländischer Fußballtorhüter
- 31. Mai: Jonathan Schmude, deutscher Fußballspieler
- 31. Mai: Anna-Maria Sieklucka, polnische Schauspielerin und Sängerin
- 31. Mai: Gary Thompson, irisch-japanischer Automobilrennfahrer

### Juni
- 01. Juni: Raul Santos, österreichischer Handballspieler
- 01. Juni: Gianmarco Tamberi, italienischer Leichtathlet, Hochspringer
- 02. Juni: Þorgerður Anna Atladóttir, isländische Handballspielerin

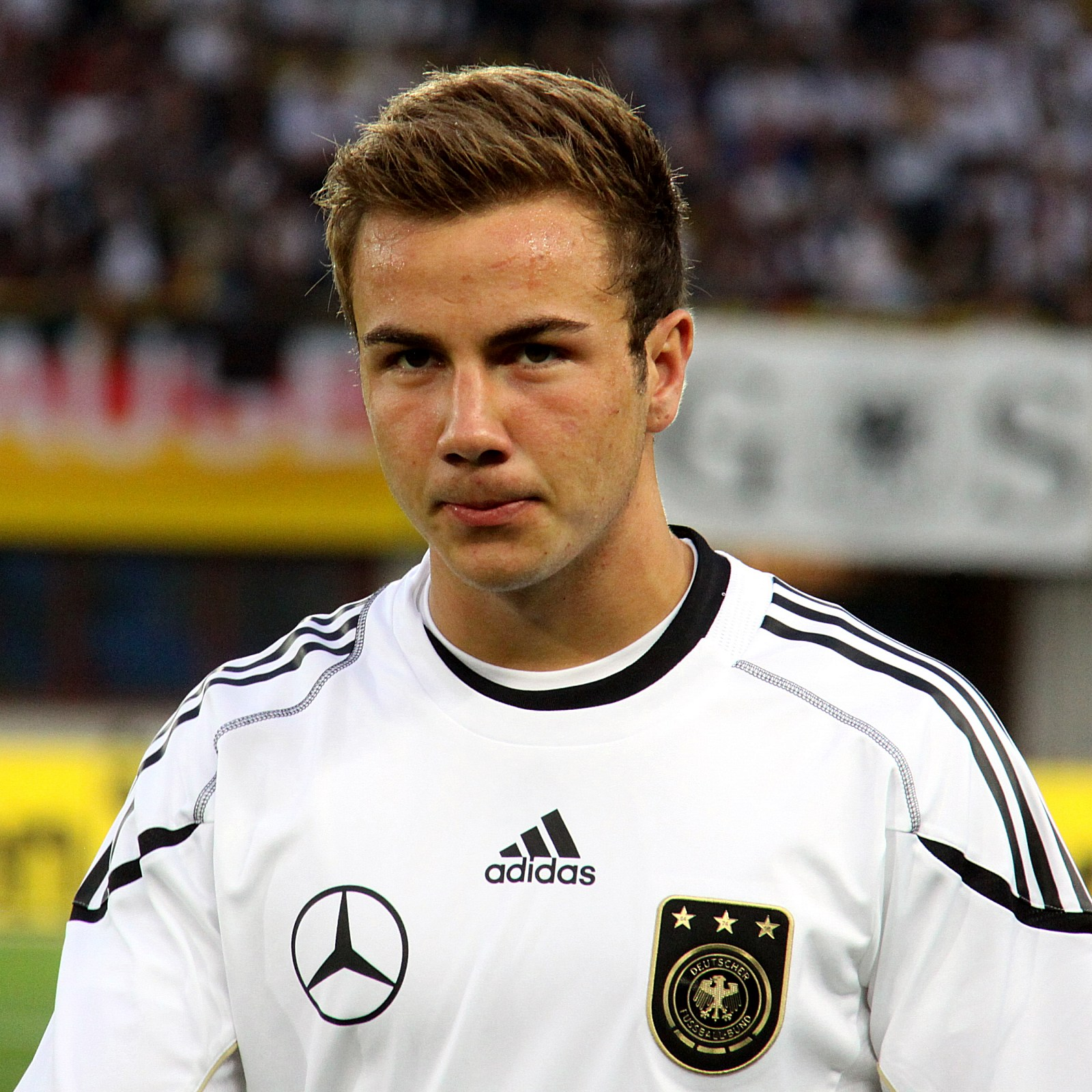
Mario Götze

- 03. Juni: Mario Götze, deutscher Fußballspieler
- 04. Juni: Marvin Gille, deutscher Handballspieler
- 04. Juni: Morgan Griffin, australische Fernseh- und Filmschauspielerin
- 06. Juni: Paul Schommer, US-amerikanischer Biathlet
- 08. Juni: Alejandra Quisbert, bolivianische Fußballschiedsrichterin
- 09. Juni: Dennis Appiah, französischer Fußballspieler
- 09. Juni: Yannick Agnel, französischer Freistilschwimmer
- 09. Juni: Marvin Linke, deutscher Schauspieler und Sänger
- 09. Juni: Pietro Lombardi, deutscher Sänger
- 10. Juni: Kate Upton, US-amerikanisches Model und Schauspielerin
- 11. Juni: Julian Alaphilippe, französischer Radrennfahrer
- 11. Juni: Anna Sawai, japanische Sängerin und Schauspielerin
- 11. Juni: Davide Zappacosta, italienischer Fußballspieler
- 12. Juni: Philippe Coutinho, brasilianischer Fußballspieler
- 12. Juni: Alex Kirsch, luxemburgischer Radrennfahrer
- 12. Juni: Shizuka Okazaki, japanische Motorradrennfahrerin
- 12. Juni: Signe Sjølund, dänische Handballspielerin
- 15. Juni: David van der Poel, niederländischer Cyclocrossfahrer
- 15. Juni: Mohamed Salah, ägyptischer Fußballspieler
- 15. Juni: Dafne Schippers, niederländische Leichtathletin
- 15. Juni: Magnus Walch, österreichischer Skirennläufer
- 16. Juni: Austin Blythe, US-amerikanischer American-Football-Spieler
- 16. Juni: Angus Groom, britischer Ruderer
- 16. Juni: Klaus-Georg-Gustav Schöning, deutscher Schauspieler
- 17. Juni: Víctor Guerin, brasilianischer Automobilrennfahrer
- 17. Juni: Maxime Lestienne, belgischer Fußballspieler
- 17. Juni: André Negrão, brasilianischer Automobilrennfahrer
- 17. Juni: Hugo Valente, französischer Automobilrennfahrer
- 19. Juni: Carlos Antonio Ascues Ávila, peruanischer Fußballspieler
- 19. Juni: Andrea Pizzitola, französischer Automobilrennfahrer
- 19. Juni: Lea Wolfram, deutsche Schauspielerin
- 20. Juni: Alberto Cerqui, italienischer Automobilrennfahrer
- 20. Juni: Endi Širol, kroatischer Cyclocross- und Straßenradrennfahrer
- 20. Juni: Michael Vitzthum, deutscher Fußballspieler
- 21. Juni: Max Schneider, US-amerikanischer Schauspieler und Sänger
- 21. Juni: Taleb Tawatha, israelischer Fußballspieler
- 22. Juni: Mira Elisa Goeres, deutsche Schauspielerin
- 22. Juni: Kodjovi Koussou, deutscher Fußballspieler
- 22. Juni: Alban Sabah, deutscher Fußballspieler
- 23. Juni: Kim Sonne, dänischer Handballspieler

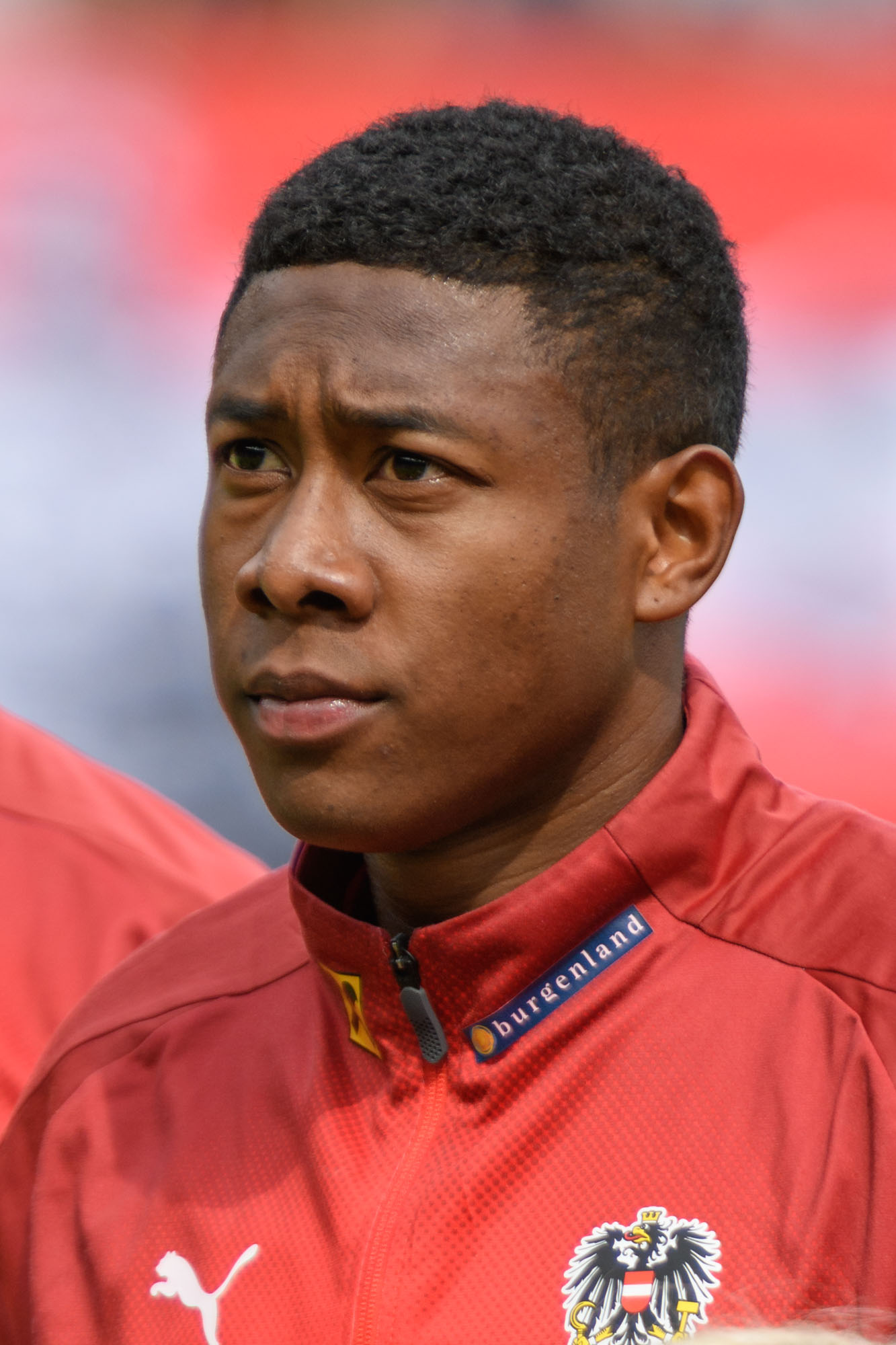
David Alaba

- 24. Juni: David Alaba, österreichischer Fußballspieler
- 24. Juni: Raven Goodwin, US-amerikanische Schauspielerin
- 24. Juni: Kevin Grob, deutscher Fußballspieler
- 24. Juni: Sam Harrison, walisischer Bahnradsportler
- 24. Juni: Germán Sánchez, mexikanischer Wasserspringer
- 24. Juni: Felix Serralles, puerto-ricanischer Automobilrennfahrer
- 25. Juni: Leonora Armellini, italienische Pianistin
- 25. Juni: Dorian Electra, US-amerikanische genderfluide Musikerin
- 25. Juni: Kathleen Haase, deutsche Handballspielerin
- 26. Juni: Melanie Ann Amaro, britische Pop- und Soulsängerin
- 26. Juni: Joel Campbell, costa-ricanischer Fußballspieler
- 26. Juni: Jennette McCurdy, amerikanische Schauspielerin
- 26. Juni: Henriette Nagel, deutsche Schauspielerin
- 26. Juni: Rudy Gobert, französischer Basketballspieler
- 28. Juni: Fikri Atalı, türkischer Eishockeytorwart
- 28. Juni: Joanne Reid, US-amerikanische Biathletin und Skilangläuferin
- 30. Juni: Patrick Baehr, deutscher Schauspieler
- 30. Juni: Dirk van Duijvenbode, niederländischer Dartspieler

### Juli
- 01. Juli: Ásgeir Trausti, isländischer Singer-Songwriter
- 01. Juli: Mia Malkova, US-amerikanische Pornodarstellerin
- 02. Juli: Tetsuta Nagashima, japanischer Motorradrennfahrer
- 02. Juli: Lucas Puhl, deutscher Handballspieler
- 03. Juli: Aljona Wladislawowna Adanitschkina, russische Profi-Triathletin

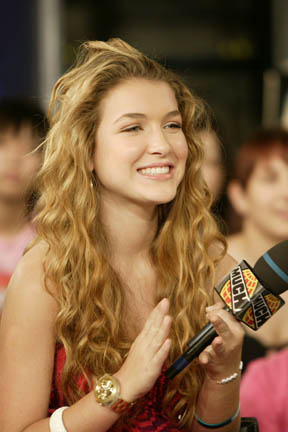
Nathalie Ramos

- 03. Juli: Nathalia Ramos, US-amerikanische Schauspielerin
- 05. Juli: Rafał Janicki, polnischer Fußballspieler
- 06. Juli: Daniel Alberto Villalva Barrios, argentinischer Fußballspieler
- 07. Juli: Phillipp Steinhart, deutscher Fußballspieler
- 08. Juli: Son Heung-min, südkoreanischer Fußballspieler
- 08. Juli: Jasmin Duehring, kanadische Radrennfahrerin
- 08. Juli: Norman Nato, französischer Automobilrennfahrer
- 09. Juli: Lea-Marie Becker, besser bekannt als Lea (Musikerin), deutsche Musikerin
- 09. Juli: Daniël de Jong, niederländischer Automobilrennfahrer
- 10. Juli: Larissa Marolt, österreichisches Model und Schauspielerin
- 11. Juli: Sarah Freutel, deutsche Fußballspielerin
- 11. Juli: Carolyn Genzkow, deutsche Schauspielerin
- 12. Juli: Manuel Añon Suarez, spanischer Springreiter
- 13. Juli: Megan Gunning, kanadische Freestyle-Skierin
- 15. Juli: Steffen Bartscher, deutscher Biathlet
- 15. Juli: Cha In-ha, südkoreanischer Schauspieler und Popsänger († 2019)
- 15. Juli: Alexander Fröschl, österreichischer Fußballspieler
- 15. Juli: Hector Hurst, britischer Automobilrennfahrer
- 15. Juli: Romina Kuffner, deutsche Fußballspielerin
- 15. Juli: Koharu Kusumi, japanische Musikerin
- 15. Juli: Wayde van Niekerk, südafrikanischer Leichtathlet
- 15. Juli: Matej Poplatnik, slowenischer Fußballspieler
- 15. Juli: Porter Robinson, US-amerikanischer Musikproduzent
- 15. Juli: Tobias Harris, US-amerikanischer Basketballspieler
- 18. Juli: Daphné Baiwir, belgische Schauspielerin
- 18. Juli: Matthias Musche, deutscher Handballspieler
- 20. Juli: Nicki Prian, mexikanisch-US-amerikanische Schauspielerin
- 21. Juli: Jessica Barden, britische Schauspielerin
- 21. Juli: Aaron D’Souza, indischer Schwimmer

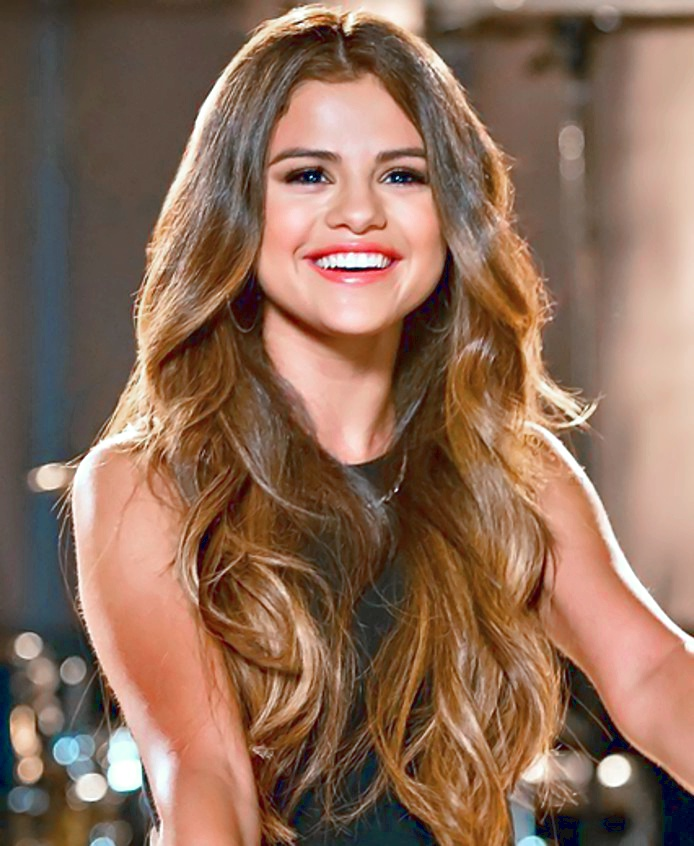
Selena Gomez

- 22. Juli: Selena Gomez, US-amerikanische Schauspielerin
- 22. Juli: Teresa Klamert, deutsche Schauspielerin
- 23. Juli: Riccardo Brutschin, deutscher Automobilrennfahrer
- 23. Juli: Frank Herzig, deutscher Rockmusiker
- 24. Juli: Mustafa Azadzoy, afghanischer Fußballspieler
- 27. Juli: Ramón Arias, uruguayischer Fußballspieler
- 27. Juli: Kelly Kjorlien, US-amerikanische Biathletin
- 29. Juli: Jahmil French, kanadischer Schauspieler († 2021)
- 30. Juli: Adam Barwood, neuseeländischer Skirennläufer
- 30. Juli: Fabiano Caruana, italienisch-US-amerikanischer Schachgroßmeister
- 30. Juli: Kevin Volland, deutscher Fußballspieler

### August
- 01. August: Austin Rivers, US-amerikanischer Basketballspieler
- 02. August: Greg Austin, britischer Schauspieler
- 02. August: Hallie Kate Eisenberg, US-amerikanische Schauspielerin
- 02. August: Charli XCX, britische Sängerin
- 03. August: Denis Michailowitsch Abljasin, russischer Geräteturner
- 03. August: Darren Beveridge, schottischer Dartspieler
- 03. August: Daniel Bragg, australischer Fußballspieler
- 03. August: Oliver Buff, Schweizer Fußballspieler
- 04. August: Facundo Argüello, argentinischer Tennisspieler
- 04. August: Romain Arneodo, monegassischer Tennisspieler
- 04. August: Dylan und Cole Sprouse, US-amerikanische Schauspieler
- 05. August: Alex Fontana, Schweizer Automobilrennfahrer
- 05. August: Estavana Polman, niederländische Handballspielerin
- 05. August: Lara-Maria Wichels, deutsche Schauspielerin
- 06. August: Isak Arvidsson, schwedischer Tennisspieler
- 06. August: Campbell Flakemore, australischer Radrennfahrer
- 07. August: Adam Yates, britischer Radrennfahrer
- 07. August: Simon Yates, britischer Radrennfahrer
- 08. August: Casey Cott, US-amerikanischer Schauspieler
- 08. August: Artur Dawtjan, armenischer Turner
- 08. August: Kristine Minde, norwegische Fußballspielerin
- 09. August: Artur Bloch, polnischer E-Sportler
- 09. August: Patrick Day, US-amerikanischer Boxer († 2019)
- 10. August: Oliver Rowland, britischer Automobilrennfahrer
- 10. August: Laura Totenhagen, deutsche Jazzsängerin
- 11. August: Alexander Brückmann, deutscher Eishockeyspieler
- 11. August: Bryce Cotton, US-amerikanischer Basketballspieler
- 11. August: Kay Lee Ray, schottische Wrestlerin

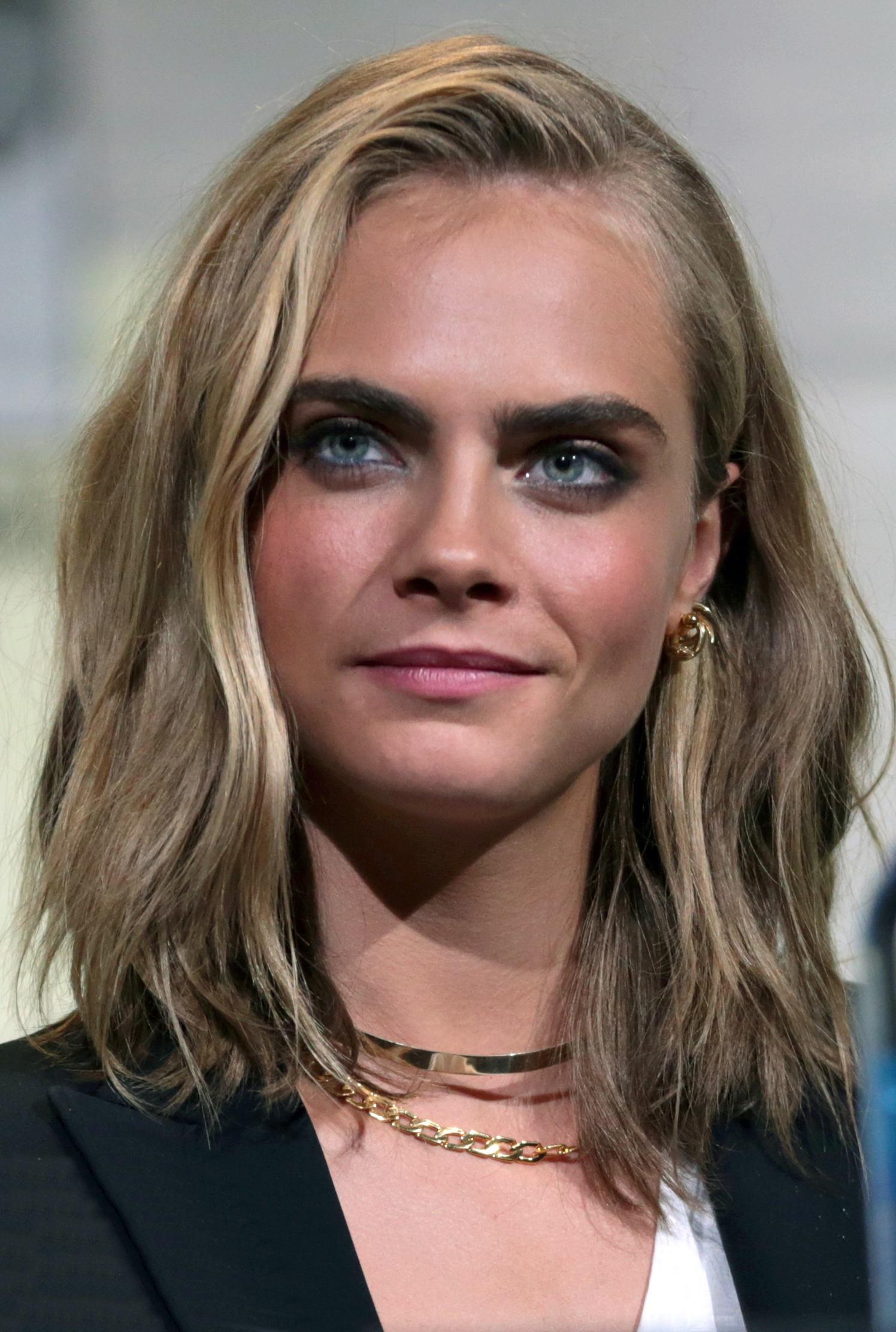
Cara Delevingne, 2016

- 12. August: Cara Delevingne, britisches Model und Schauspielerin
- 12. August: Willi Steindl, österreichischer Automobilrennfahrer
- 12. August: Jacinta Wawatai, neuseeländische Schauspielerin
- 13. August: Lois Abbingh, niederländische Handballspielerin
- 13. August: Lucas Moura, brasilianischer Fußballspieler
- 14. August: Rezo, deutscher Webvideoproduzent, Kolumnist und Unternehmer
- 14. August: Milena Straube, deutsch-französische Schauspielerin
- 15. August: Baskaran Adhiban, indischer Schachmeister
- 15. August: Marie Branser, in Deutschland geborene Judoka, für den Kongo und Guinea startend, Olympiateilnehmerin 2020 und 2024
- 17. August: Spike Goddard, australischer Automobilrennfahrer
- 17. August: Saraya-Jade Bevis, britische Wrestlerin
- 17. August: Harald Reinkind, norwegischer Handballspieler
- 20. August: Kasper Kisum, dänischer Handballspieler

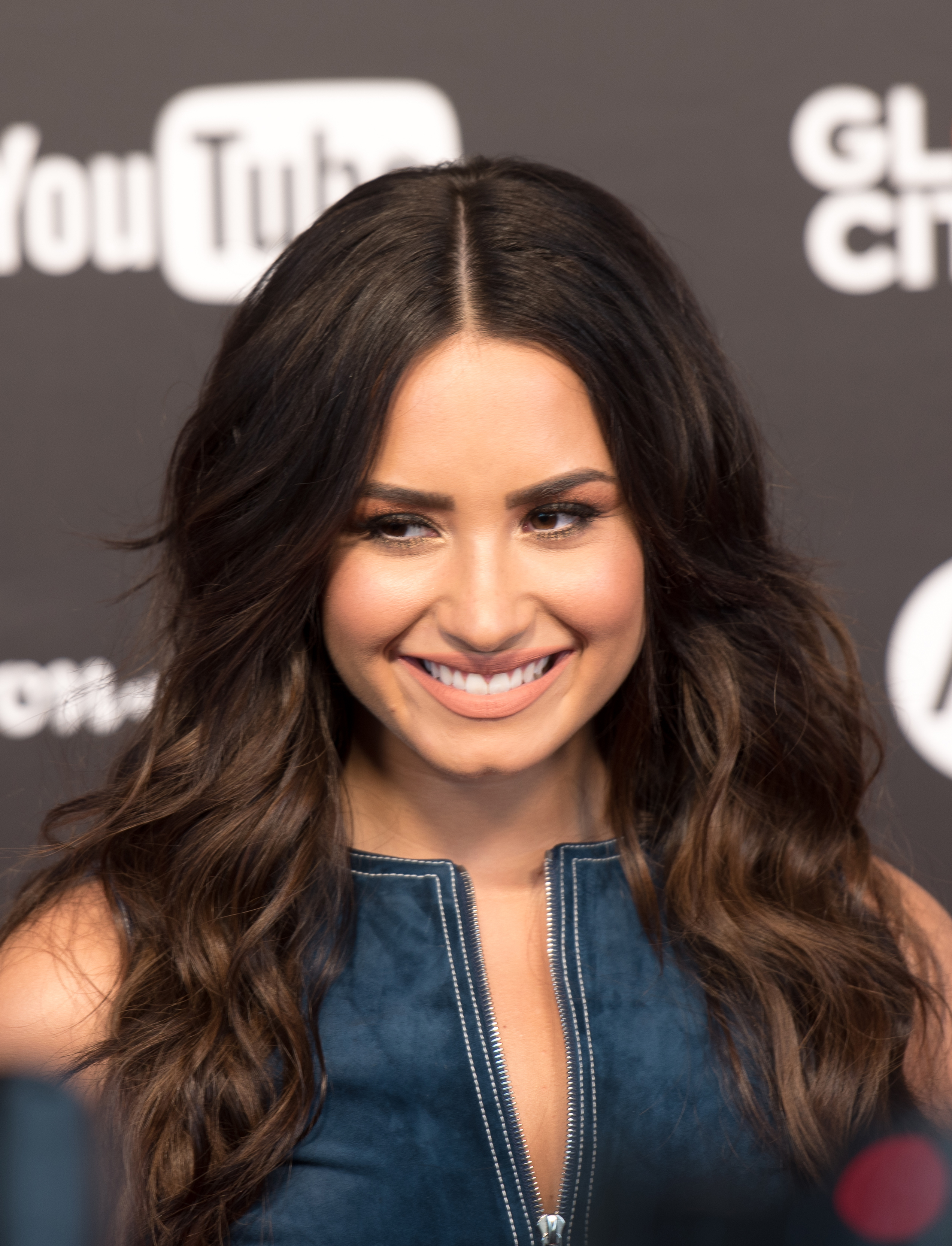
Demi Lovato, 2017

- 20. August: Demi Lovato, US-amerikanische Schauspielerin und Sängerin
- 20. August: Deniss Rakeļs, lettischer Fußballspieler
- 21. August: Felipe Nasr, brasilianischer Automobilrennfahrer
- 21. August: Rūta Irbe Tropa, lettische Grasskiläuferin
- 23. August: Kim Gloss, deutsche Sängerin
- 25. August: Jenny Frankhauser, deutsche Reality-TV-Teilnehmerin und Sängerin
- 25. August: Angelica Mandy, britische Schauspielerin
- 25. August: Ivy Quainoo, deutsch-ghanaische Sängerin
- 25. August: Mike Teunissen, niederländischer Radrennfahrer
- 26. August: Léo Baptistão, brasilianischer Fußballspieler
- 26. August: Markus Ziereis, deutscher Fußballspieler
- 27. August: Sarah Attar, saudi-arabische Leichtathletin
- 27. August: Blake Jenner, US-amerikanischer Sänger und Schauspieler
- 27. August: Stefan Lainer, österreichischer Fußballspieler
- 27. August: Kim Petras, deutsche Sängerin
- 28. August: Bismack Biyombo, kongolesischer Basketballspieler
- 28. August: Willis Feasey, neuseeländischer Skirennläufer
- 31. August: Brian Völkner, deutscher Schauspieler

### September
- 01. September: Cristiano Biraghi, italienischer Fußballspieler
- 02. September: Konrad Abeltshauser, deutscher Eishockeyspieler
- 02. September: Jim Gottfridsson, schwedischer Handballspieler
- 03. September: Sakshi Malik, indische Ringerin
- 05. September: Malte Semisch, deutscher Handballspieler
- 06. September: Mantas Armalis, litauischer Eishockeytorwart
- 06. September: Alexander Brandner, österreichischer Nordischer Kombinierer
- 06. September: Shavez Hart, bahamaischer Leichtathlet († 2022)
- 07. September: Martin Hinteregger, österreichischer Fußballspieler Martin Hinteregger, 2016

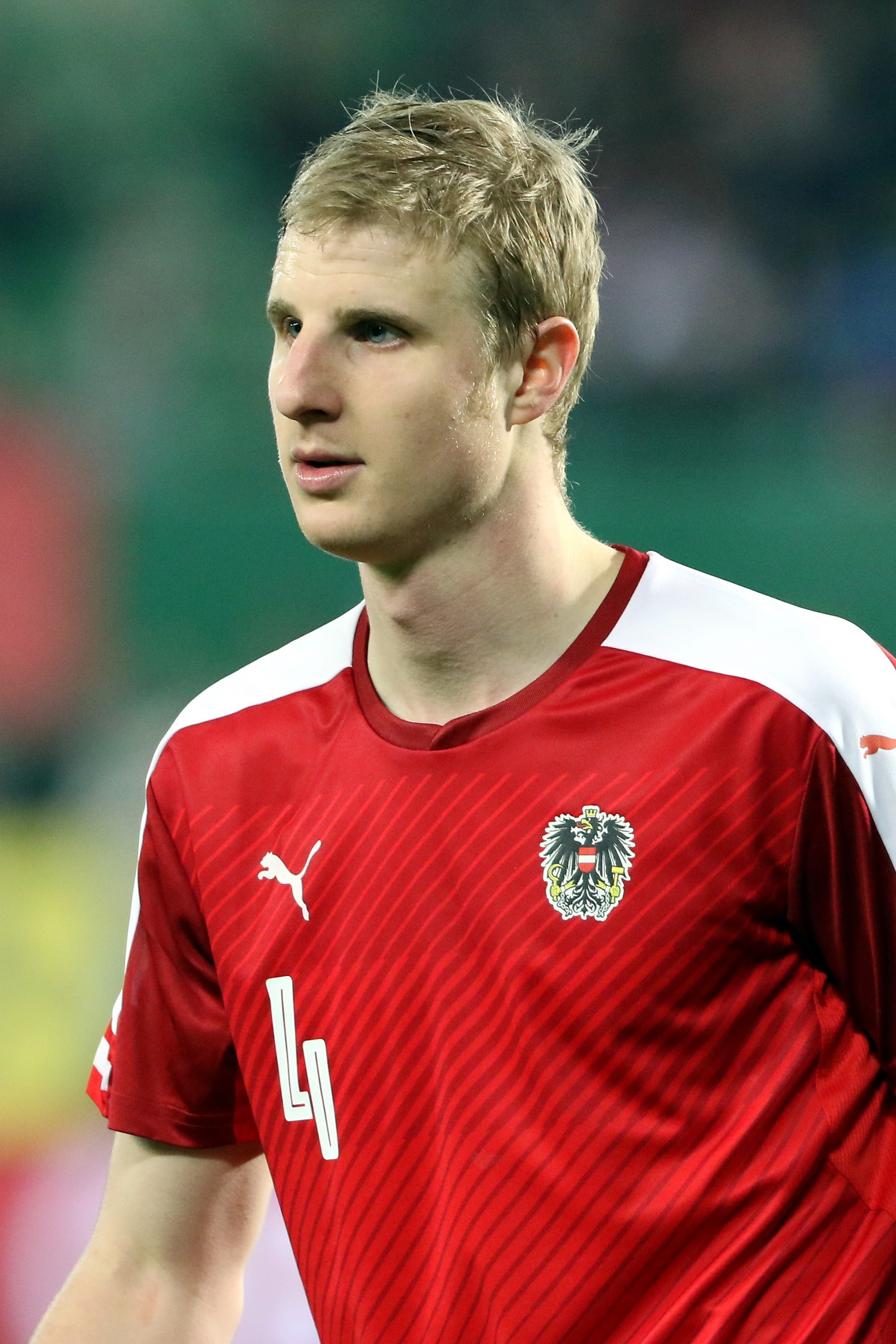
Martin Hinteregger, 2016

- 07. September: Sam Kendricks, US-amerikanischer Stabhochspringer
- 07. September: Alexei Luzenko, kasachischer Radrennfahrer
- 07. September: Cooper MacNeil, US-amerikanischer Automobilrennfahrer
- 08. September: Jay McCarthy, australischer Radrennfahrer
- 09. September: Frida Waage Amundsen, norwegische Sängerin und Songschreiberin
- 09. September: Damian McGinty, nordirischer Schauspieler
- 09. September: Patrick Farkas, österreichischer Fußballspieler
- 10. September: Muhamed Bešić, bosnisch-herzegowinischer Fußballspieler
- 10. September: Nathan Coenen, australischer Schauspieler
- 10. September: Haley Ishimatsu, US-amerikanische Wasserspringerin
- 11. September: Kubilay Anteplioğlu, türkischer Fußballtorhüter
- 11. September: Borut Mačkovšek, slowenischer Handballspieler
- 12. September: Ole Schemion, deutscher Pokerspieler
- 12. September: Johannes Strolz, österreichischer Skirennläufer
- 13. September: Victor Carbone, brasilianischer Automobilrennfahrer

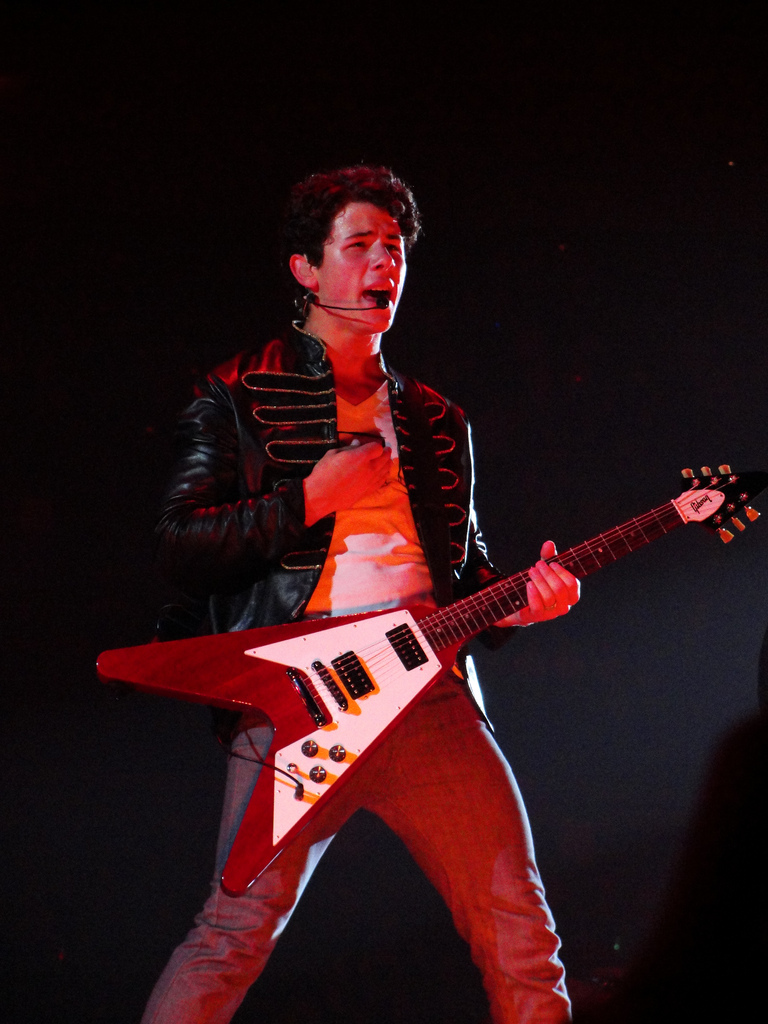
Nick Jonas

- 16. September: Nick Jonas, US-amerikanischer Schauspieler und Musiker
- 17. September: Toghrul Asgarov, aserbaidschanischer Ringer
- 17. September: William Buller, britischer Automobilrennfahrer
- 17. September: Jelena Dmitrijewna Jakowischina, russische Skirennläuferin
- 17. September: Luka Leban, slowenischer Skispringer
- 17. September: Ylva Stålnacke, schwedische Skirennläuferin
- 18. September: Anthony Stewart, englisch-jamaikanischer Fußballspieler
- 19. September: Diego Reyes, mexikanischer Fußballspieler
- 19. September: Lasse Petry, dänischer Fußballspieler
- 20. September: Safura Alizadeh, aserbaidschanische Sängerin
- 20. September: Peter Prevc, slowenischer Skispringer
- 20. September: Jenise Spiteri, maltesische Snowboarderin
- 21. September: Arlissa, deutsch-US-amerikanische Singer-Songwriterin
- 21. September: Jacek Góralski, polnischer Fußballspieler
- 21. September: Sindre Ure Søtvik, norwegischer Nordischer Kombinierer
- 22. September: Kim Behrens, deutsche Beachvolleyballspielerin
- 22. September: Fabio Gamberini, brasilianischer Automobilrennfahrer
- 22. September: Bob Jungels, luxemburgischer Radrennfahrer
- 23. September: Tim Albutat, deutscher Fußballspieler
- 23. September: Penelope Frego, italienische Schauspielerin und Hörspielsprecherin
- 23. September: Adam Gotsis, australischer American-Football-Spieler
- 23. September: Linn Reusse, deutsche Schauspielerin
- 25. September: Zoël Amberg, Schweizer Automobilrennfahrer
- 25. September: Clara Louise, deutsche Sängerin
- 25. September: Rosalía, spanische Sängerin
- 26. September: Asuka Hachisuka, japanische Biathletin
- 27. September: Luc Castaignos, niederländischer Fußballspieler
- 27. September: Granit Xhaka, Schweizer Fußballspieler
- 28. September: Amira Aly, österreichische Moderatorin
- 28. September: Skye McCole Bartusiak, US-amerikanische Schauspielerin († 2014)
- 28. September: Paweł Niewrzawa, polnischer Handballspieler
- 29. September: Florian Marku, albanischer Kickboxer
- 29. September: Rober Correa, spanischer Fußballspieler
- 30. September: Marco Cecchinato, italienischer Tennisspieler
- 30. September: MC Smook, deutscher Rapper
- 30. September: Ezra Miller, US-amerikanischer Schauspieler

### Oktober
- 01. Oktober: Mawsuna Tschorijewa, tadschikische Boxerin
- 03. Oktober: Leila Lowfire (bürgerl. Leila Ziaabadi), deutsche Podcasterin und Schauspielerin
- 05. Oktober: Jamiu Alimi, nigerianischer Fußballspieler
- 05. Oktober: Aitor Ariño, spanischer Handballspieler
- 05. Oktober: Sven Bärtschi, Schweizer Eishockeyspieler
- 05. Oktober: Annika Bruhn, deutsche Schwimmerin
- 05. Oktober: Kevin Magnussen, dänischer Automobilrennfahrer
- 05. Oktober: Hyacinthe Sèwanou, beninischer Fußballspieler
- 05. Oktober: Lea Wallewein, deutsche Skispringerin
- 05. Oktober: Dino Zamparelli, britischer Automobilrennfahrer
- 05. Oktober: Cody Zeller, US-amerikanischer Basketballspieler
- 06. Oktober: Danyelle Helena da Silva Lima, brasilianische Fußballspielerin
- 08. Oktober: Lucas Alario, argentinischer Fußballspieler
- 08. Oktober: Ramon Tauabo, deutscher Handballspieler
- 09. Oktober: Luc Peters, niederländischer Dartspieler
- 10. Oktober: Dschano Ananidse, georgischer Fußballspieler
- 10. Oktober: Gabrielle Ann Aplin, britische Singer-Songwriterin
- 10. Oktober: Paolo Simion, italienischer Radrennfahrer
- 11. Oktober: Cardi B, US-amerikanische Rapperin
- 11. Oktober: Emilia Pikkarainen, finnische Schwimmerin

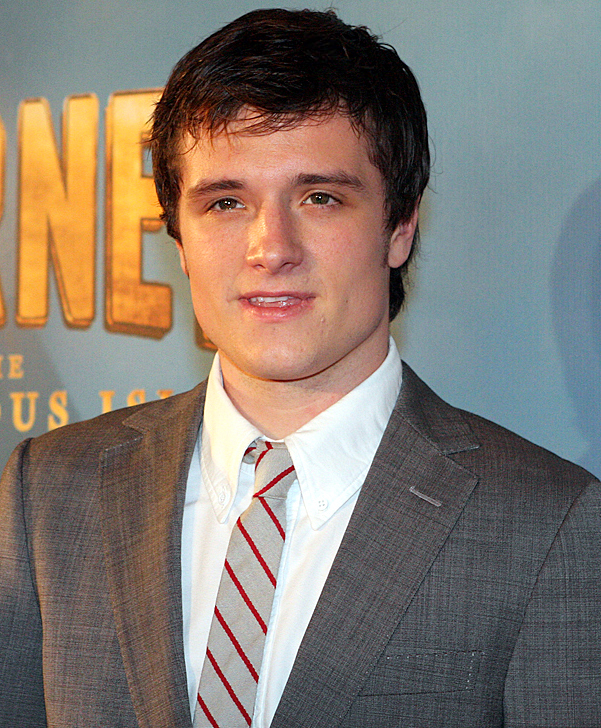
Josh Hutcherson, 2012

- 12. Oktober: Josh Hutcherson, US-amerikanischer Schauspieler
- 12. Oktober: Zombey, deutscher Webvideoproduzent
- 13. Oktober: Brett Findlay, kanadischer Eishockeyspieler
- 15. Oktober: Sarah Engels, deutsche Sängerin
- 16. Oktober: Lukáš Šembera, tschechischer Motorradrennfahrer
- 17. Oktober: Jacob Artist, US-amerikanischer Schauspieler
- 17. Oktober: Louise Burgaard, dänische Handballspielerin
- 17. Oktober: Mikaël Grenier, kanadischer Automobilrennfahrer
- 18. Oktober: Daniel Fiß, deutscher Grafikdesigner und neurechter Aktivist
- 19. Oktober: Janek Sternberg, deutscher Fußballspieler
- 20. Oktober: Karolin Kaivoja, estnische Fußballschiedsrichterassistentin
- 20. Oktober: Mattia De Sciglio, italienischer Fußballspieler
- 21. Oktober: Marcel Andrijanic, bosnisch-herzegowinischer Fußballspieler
- 23. Oktober: Thomas Kaminski, belgischer Fußballtorwart
- 23. Oktober: Álvaro Morata, spanischer Fußballspieler
- 24. Oktober: Ding Liren, chinesischer Schachgroßmeister
- 25. Oktober: Davide Formolo, italienischer Radrennfahrer
- 26. Oktober: Anja Eržen, slowenische Skilangläuferin und Biathletin
- 26. Oktober: Jella Haase, deutsche Schauspielerin
- 26. Oktober: Semjon Sutschilow, russischer Biathlet
- 27. Oktober: Emily Hagins, US-amerikanische Regisseurin und Drehbuchautorin
- 27. Oktober: Marko Vukićević, serbischer Skirennläufer
- 28. Oktober: Deon Lendore, Sprinter aus Trinidad und Tobago († 2022)
- 28. Oktober: Jessica Rosenthal, deutsche Politikerin
- 28. Oktober: Massimo Rossi, italienischer Motorbootsportler († 2016)
- 30. Oktober: Édouard Louis, französischer Schriftsteller
- 30. Oktober: Tim Merlier, belgischer Radrennfahrer
- 30. Oktober: Jacob Templar, australischer American-Football-Spieler
- 31. Oktober: Shenia Franz, deutsche Handballspielerin

### November
- 01. November: A.n.d.r.e., deutscher Sänger
- 01. November: Gbenga Arokoyo, nigerianischer Fußballspieler
- 01. November: Duarte Ferreira, angolanischer Automobilrennfahrer
- 01. November: Filip Kostić, serbischer Fußballspieler
- 01. November: Julia Obst, deutsche Schauspielerin
- 02. November: Sarah Beck, deutsche Schauspielerin
- 03. November: Julius Biada, deutscher Fußballspieler
- 04. November: Jasha Sütterlin, deutscher Radrennfahrer
- 04. November: Carlos Verona, spanischer Radrennfahrer
- 05. November: Marco Verratti, italienischer Fußballspieler
- 06. November: Sachar Wadimowitsch Arsamaszew, russischer Eishockeyspieler
- 06. November: Simon Pellaud, Schweizer Radrennfahrer
- 06. November: Linus Straßer, deutscher Skirennläufer
- 07. November: Pawel Sergejewitsch Trichitschew, russischer Skirennläufer
- 09. November: Michelle von Treuberg, deutsche Schauspielerin
- 10. November: Philipp Amthor, deutscher Politiker, MdB
- 10. November: Mattia Perin, italienischer Fußballspieler
- 12. November: Trey Burke, US-amerikanischer Basketballspieler
- 13. November: Lisa Graf, deutsche Schwimmerin
- 13. November: Daniel Heuer Fernandes, deutsch-portugiesischer Fußballtorwart
- 13. November: Shabazz Muhammad, US-amerikanischer Basketballspieler
- 13. November: Ramona Petzelberger, deutsche Fußballspielerin
- 15. November: Sofia Goggia, italienische Skirennläuferin
- 15. November: Bobby Wood, US-amerikanischer Fußballspieler

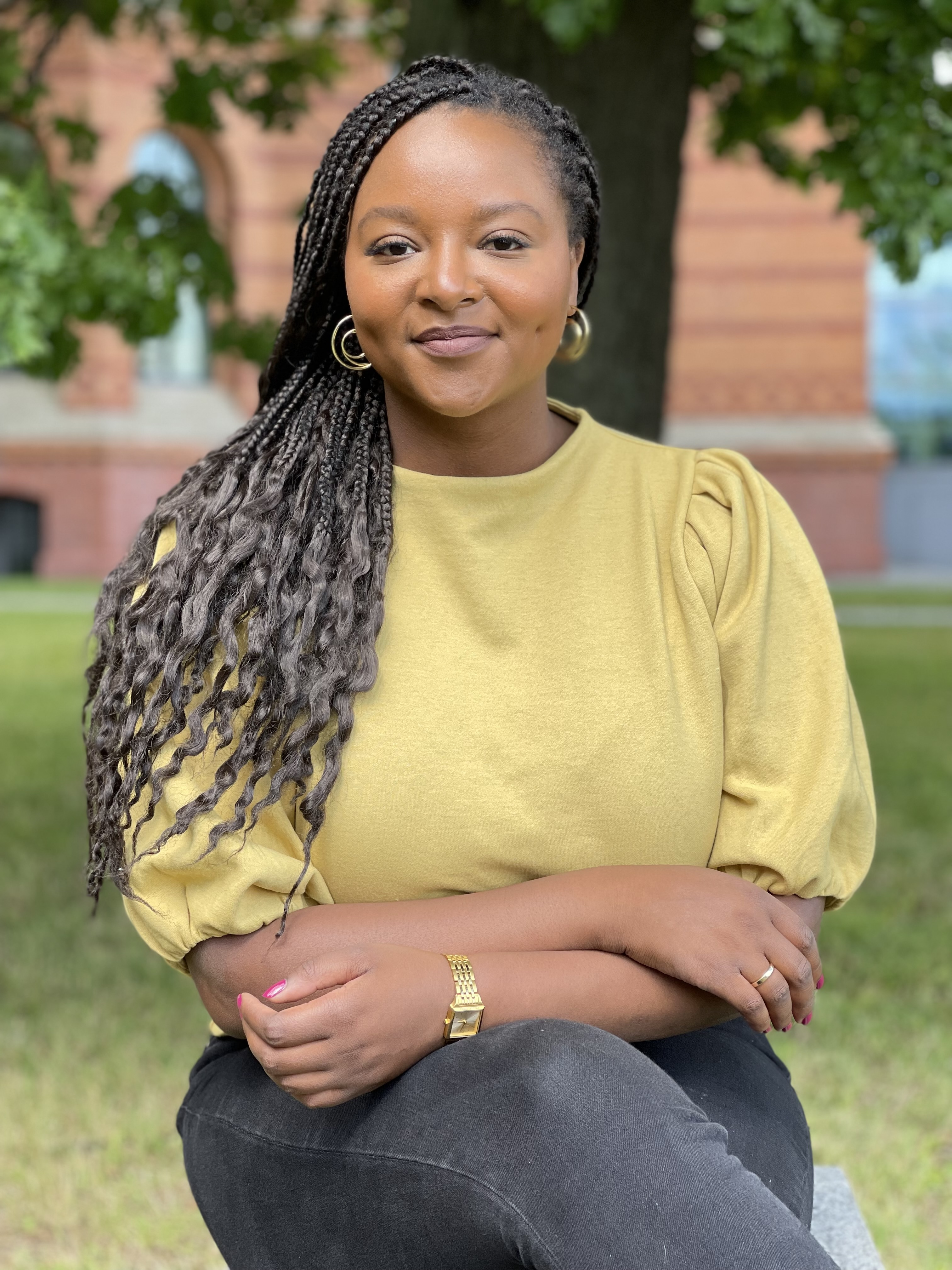
Aminata Touré

- 15. November: Aminata Touré, deutsche Politikerin
- 18. November: Apti Chamsatowitsch Auchadow, russischer Gewichtheber
- 18. November: Hayley Law, kanadische Schauspielerin und Sängerin
- 18. November: Emanuel Buchmann, deutscher Radrennfahrer
- 18. November: Nathan Kress, US-amerikanischer Schauspieler
- 19. November: Doru Sechelariu, rumänischer Automobilrennfahrer
- 19. November: Gianni Vermeersch, belgischer Radrennfahrer
- 20. November: Juju, deutsche Rapperin
- 20. November: Arne Löber, deutscher Schauspieler
- 23. November: Juan Sebastián Agudelo, US-amerikanischer Fußballspieler

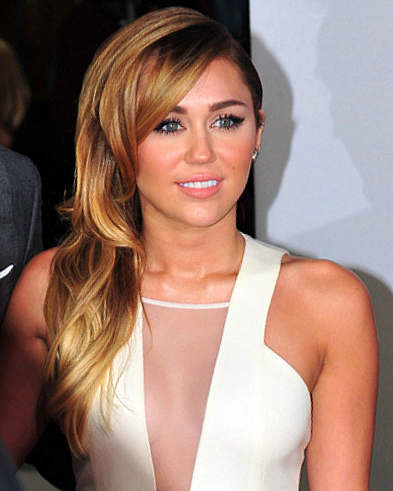
Miley Cyrus

- 23. November: Miley Cyrus, US-amerikanische Schauspielerin und Sängerin
- 24. November: Gisa Klaunig, deutsche Handballspielerin und -trainerin
- 27. November: Sijche Andonova, mazedonische Fußballspielerin
- 27. November: Alexander Bischoff, deutscher Handballspieler
- 27. November: Alicja Boratyn, polnische Sängerin
- 27. November: Joanna Eichhorn, deutsche Schauspielerin
- 27. November: Tola Szlagowska, polnische Sängerin
- 28. November: Lotte Prak, niederländische Handballspielerin
- 29. November: Simon Breitfuss Kammerlander, bolivianisch-österreichischer Skirennläufer
- 29. November: Szczepan Kupczak, polnischer Nordischer Kombinierer

### Dezember
- 01. Dezember: Marco van Ginkel, niederländischer Fußballspieler
- 01. Dezember: Malo Valérien, deutscher Basketballspieler
- 02. Dezember: Wiktor Passitschnyk, ukrainischer Nordischer Kombinierer
- 02. Dezember: Luke Rhodes, US-amerikanischer American-Football-Spieler
- 02. Dezember: Sophia Schober, deutsche Schauspielerin
- 03. Dezember: Daniel Abt, deutscher Automobilrennfahrer
- 03. Dezember: Tim Albrecht, deutscher Faustballspieler
- 03. Dezember: Birte Glißmann, deutsche Politikerin der CDU
- 03. Dezember: Gilberto Parra, mexikanischer Boxer († 2018)
- 04. Dezember: Jin (Sänger), südkoreanischer Sänger
- 05. Dezember: Ilja Antonow, estnischer Fußballspieler
- 06. Dezember: Wiktor Wladimirowitsch Antipin, russischer Eishockeyspieler
- 06. Dezember: Britt Assombalonga, kongolesischer Fußballspieler
- 07. Dezember: Lena Meckel, deutsche Schauspielerin
- 08. Dezember: Lisa Aberer, österreichische Popsängerin

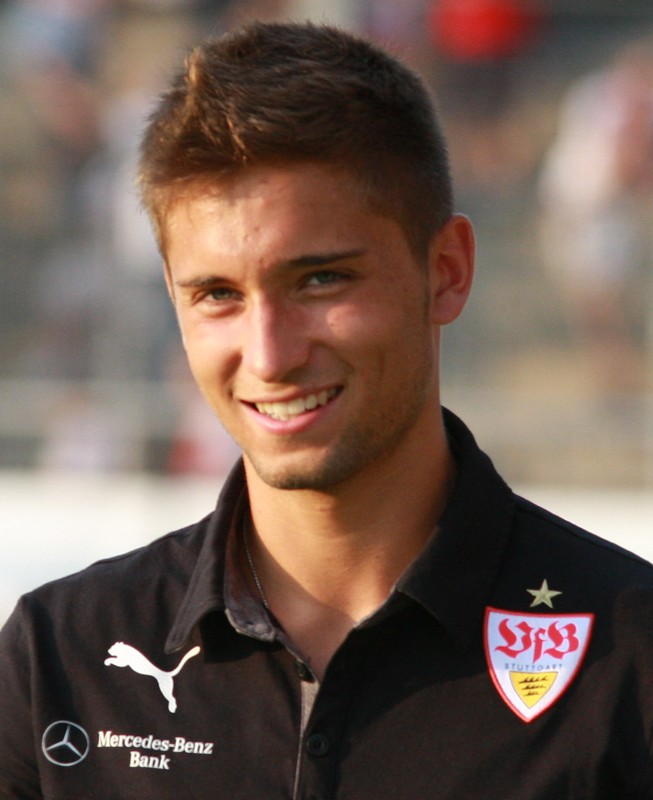
Moritz Leitner (2013)

- 08. Dezember: Moritz Leitner, deutscher Fußballspieler
- 08. Dezember: Katie Stevens, US-amerikanische Schauspielerin und Sängerin
- 09. Dezember: Josephine Bloéb, österreichische Schauspielerin
- 10. Dezember: Nicholas Anziutti, italienischer Grasskiläufer
- 10. Dezember: Kim Un-hyang, nordkoreanische Eishockeyspielerin
- 10. Dezember: Veronica Paccagnella, italienische Ruderin
- 11. Dezember: Christophe Laporte, französischer Radrennfahrer
- 11. Dezember: Danny Lauby, US-amerikanischer Dartspieler
- 14. Dezember: Ron Helbig, deutscher Schauspieler und Musiker
- 18. Dezember: Mikkel Mac, dänischer Automobilrennfahrer
- 19. Dezember: Bright Christopher Addae, ghanaischer Fußballspieler
- 20. Dezember: Martin Čater, slowenischer Skirennläufer
- 21. Dezember: Amar Cekić, deutsch-bosnischer Fußballspieler
- 23. Dezember: Spencer Daniels, US-amerikanischer Schauspieler
- 23. Dezember: Fabian Halbig, deutscher Schauspieler und Musiker
- 23. Dezember: Damon Leitch, neuseeländischer Automobilrennfahrer
- 23. Dezember: Oscar Riesebeek, niederländischer Radrennfahrer
- 23. Dezember: Jeffrey Schlupp, ghanaischer Fußballspieler
- 23. Dezember: Julia Sporre, schwedische Schauspielerin
- 23. Dezember: Michael Ward, US-amerikanischer Nordischer Kombinierer
- 23. Dezember: Leon Wessel-Masannek, deutscher Schauspieler
- 24. Dezember: Serge Aurier, ivorischer Fußballspieler
- 25. Dezember: Connor De Phillippi, US-amerikanischer Automobilrennfahrer
- 25. Dezember: Ogenyi Onazi, nigerianischer Fußballspieler
- 28. Dezember: Lara van Ruijven, niederländische Shorttrackerin († 2020)
- 28. Dezember: Julia Eichinger, deutsche Freestyle-Skierin
- 30. Dezember: Michael Eric Reid, US-amerikanischer Schauspieler
- 31. Dezember: Manu Attri, indischer Badmintonspieler
- 31. Dezember: Julian Possehl, deutscher Handballspieler

### Tag unbekannt
- Sabrina Amali, Schweizer Schauspielerin
- Nina Attal, französische Singer-Songwriterin, Gitarristin und Komponistin
- Zeynep Bozbay, deutsche Schauspielerin
- Frédéric Brossier, deutsch-französischer Schauspieler
- Zejhun Demirov. deutscher Schauspieler
- Leonard Dick, deutscher Schauspieler
- Julian Felix, deutscher Schauspieler
- Emanuel Fitz, deutscher Schauspieler
- Henning Flüsloh, deutscher Schauspieler
- Matthias Gärtner, deutscher Schauspieler
- Abby Ghent, US-amerikanische Skirennläuferin
- Claudia Hartl, österreichische Skibobfahrerin
- Flavius Hölzemann, deutscher Schauspieler
- Eidin Jalali, österreichischer Schauspieler
- Julia Jendroßek, deutsche Schauspielerin
- Loris Kubeng, deutscher Schauspieler
- Romina Küper, deutsche Schauspielerin
- Darja Mahotkin, deutsche Schauspielerin
- Delio Malär, Schweizer Schauspieler
- Jessica Matzig, Schweizer Schauspielerin
- Albrecht Menzel, deutscher Geiger
- Elias Reichert, Schweizer Schauspieler
- Anna Schimrigk, deutsche Schauspielerin
- Nikolay Sidorenko, russischer Schauspieler
- Lou Strenger, deutsche Schauspielerin
- Vespa Vasic, deutsche Schauspielerin
- Anne-Marie Waldeck, deutsche Schauspielerin
- Nicolas Wolf, deutscher Schauspieler

## Gestorben
Dies ist eine Liste der bedeutendsten Persönlichkeiten, die 1992 verstorben sind. Für eine ausführlichere Liste siehe Nekrolog 1992.

### Januar
- 01. Januar: Cele Abba, italienische Theater- und Filmschauspielerin (* 1906)
- 01. Januar: Grace Hopper, US-amerikanische Informatikerin und Computerpionierin (* 1906)
- 03. Januar: Dame Judith Anderson, australische Schauspielerin (* 1897)
- 06. Januar: Udo Adelsberger, deutscher Erfinder (* 1904)
- 09. Januar: Jochen van Aerssen, deutscher Politiker (* 1941)
- 09. Januar: Al Coppage, US-amerikanischer American-Football-Spieler (* 1916)
- 09. Januar: Bernhard Timm, deutscher Industriemanager, Vorstandsvorsitzender der BASF AG (* 1909)
- 10. Januar: Roberto Bonomi, argentinischer Automobilrennfahrer (* 1919)
- 10. Januar: Alexander Wilberg, österreichischer Politiker (* 1905)
- 11. Januar: Hal Harris, US-amerikanischer Gitarrist (* 1920)
- 12. Januar: Lode Anthonis, belgischer Radrennfahrer (* 1922)
- 13. Januar: Meade Alcorn, US-amerikanischer Politiker (* 1907)
- 13. Januar: Josef Neckermann, deutscher Versandkaufmann und Dressurreiter (* 1912)
- 14. Januar: Irakli Wissarionowitsch Abaschidse, georgisch-sowjetischer Dichter und Politiker (* 1909)
- 14. Januar: Ceslas Spicq, französischer römisch-katholischer Geistlicher und Hochschullehrer (* 1901)
- 17. Januar: Charlie Ventura, US-amerikanischer Jazzmusiker (Tenorsaxophon) (* 1916)
- 20. Januar: Erich Müller, deutscher Formgestalter (* 1907)
- 20. Januar: Paul Tröger, deutscher Schachmeister (* 1913)
- 20. Januar: Katrin Sello, Kunstkritikerin und Direktorin des Kunstvereins Hannover (* 1941)
- 21. Januar: Edmund Collein, deutscher Architekt (* 1906)
- 21. Januar: Champion Jack Dupree, Blues-Sänger und -Pianist (* 1909)
- 22. Januar: Joseph Weishaupt, deutscher Hörfunkjournalist (* 1953)
- 23. Januar: Harry Mortimer, englischer Komponist und Dirigent (* 1902)
- 25. Januar: Raban Adelmann, deutscher Politiker (* 1912)
- 26. Januar: José Ferrer, US-amerikanischer Schauspieler, Regisseur (* 1912)
- 28. Januar: Arvo Ylppö, finnischer Neonatologe bzw. Kindermediziner (* 1887)
- 29. Januar: Willie Dixon, US-amerikanischer Bluesmusiker (* 1915)

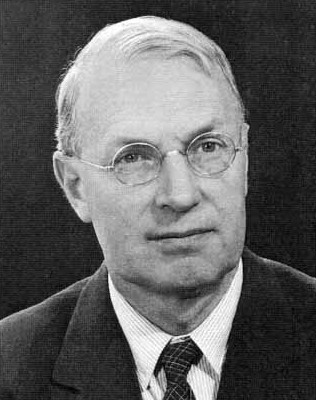
Albert Francis Birch

- 30. Januar: Albert Francis Birch, US-amerikanischer Geophysiker (* 1903)
- 31. Januar: Helene Blum-Gliewe, deutsche Bühnenbildnerin und Architekturmalerin (* 1907)
- 31. Januar: Martin Held, deutscher Schauspieler (* 1908)

### Februar
- 03. Februar: Elisabeth Aloysia Andreae, deutsche Schriftstellerin (* 1902)
- 03. Februar: Otto Arndt, SED-Funktionär und Minister für Verkehrswesen der DDR (* 1920)
- 5. Februar:Vittorio Gelmetti, italienischer Komponist (* 1926)
- 05. Februar: Hubert Schoonbroodt, belgischer Organist, Oboist, Dirigent und Chorleiter (* 1941)
- 05. Februar: Joseph Khoury, libanesischer Erzbischof (* 1919)
- 06. Februar: Felix Rexhausen, deutscher Journalist, Autor und Satiriker (* 1932)
- 09. Februar: Andor Foldes, US-amerikanischer Pianist ungarischer Herkunft (* 1913)
- 10. Februar: Alex Haley, US-amerikanischer Schriftsteller (* 1921)
- 11. Februar: Herbert Krause, deutscher Brigadegeneral und Nachrichtendienstmitarbeiter (* 1913)
- 13. Februar: Nikolai Bogoljubow, russischer Physiker (* 1909)
- 13. Februar: Gyula Kovács, ungarischer Jazzschlagzeuger (* 1929)
- 14. Februar: Elisabeth Schnack, Schweizer Schriftstellerin (* 1899)
- 14. Februar: Gene Venzke, US-amerikanischer Mittelstreckenläufer (* 1908)

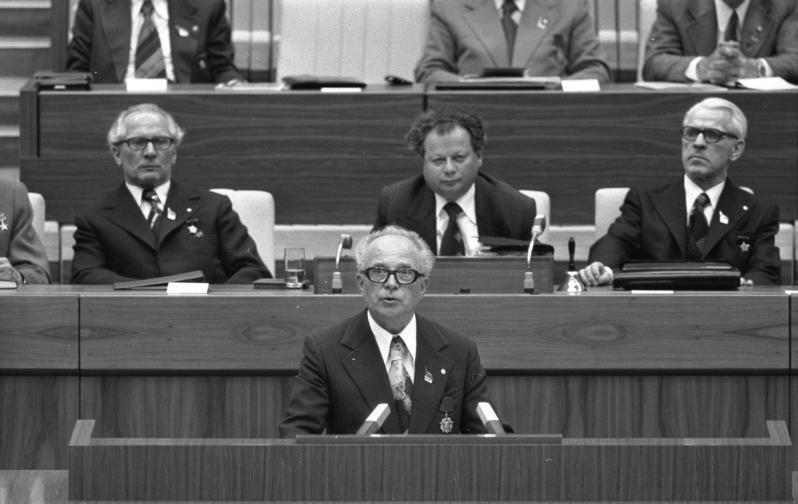
Hermann Axen (2. Reihe, Mitte)

- 15. Februar: Hermann Axen, Mitglied des Politbüros des Zentralkomitees (ZK) der SED (* 1916)
- 15. Februar: William Schuman, US-amerikanischer Komponist (* 1910)
- 16. Februar: George MacBeth, schottischer Dichter und Schriftsteller (* 1932)
- 16. Februar: Jânio Quadros, 1961 Präsident Brasiliens (* 1917)
- 18. Februar: Ian Armit, britischer Blues- und Jazzpianist (* 1929)
- 18. Februar: Sylvain Julien Victor Arend, belgischer Astronom (* 1902)
- 20. Februar: Muhammad Asad, islamischer Gelehrter (* 1900)
- 20. Februar: William Ayres Arrowsmith, US-amerikanischer Philologe und Literaturwissenschaftler (* 1924)
- 20. Februar: Eugene Robert Black, 1949–1962 der 3. Präsident der Weltbank (* 1898)
- 21. Februar: Eva Jessye, US-amerikanische Chordirigentin und Komponistin (* 1895)
- 23. Februar: Joseph „Piney“ Armone, US-amerikanischer Mobster (* 1917)
- 25. Februar: Ursula Hensel-Krüger, deutsche Bildhauerin (* 1925)
- 28. Februar: Arsène Becuwe, belgischer Komponist und Dirigent (* 1891)
- 000Februar: Barney Burcham, US-amerikanischer Country- und Rockabilly-Musiker (* 1923)

### März
- 02. März: Heinz Abraham, deutscher Politiker (* 1911)
- 02. März: Sandy Dennis, US-amerikanische Schauspielerin (* 1937)
- 03. März: Dante Maggio, italienischer Schauspieler (* 1909)
- 03. März: Eux Stocke, deutscher Unternehmer (* 1895)
- 04. März: Willi Schirrmacher, deutscher Politiker (* 1906)
- 05. März: Harry Ristock, deutscher sozialdemokratischer Politiker (* 1928)
- 06. März: Maria Helena Vieira da Silva, portugiesisch-französische Malerin und Grafikerin (* 1908)
- 08. März: Red Callender, US-amerikanischer Jazzbassist (Kontrabass und Tuba) (* 1916)
- 08. März: Hubert Doppmeier, deutscher Politiker (* 1944)

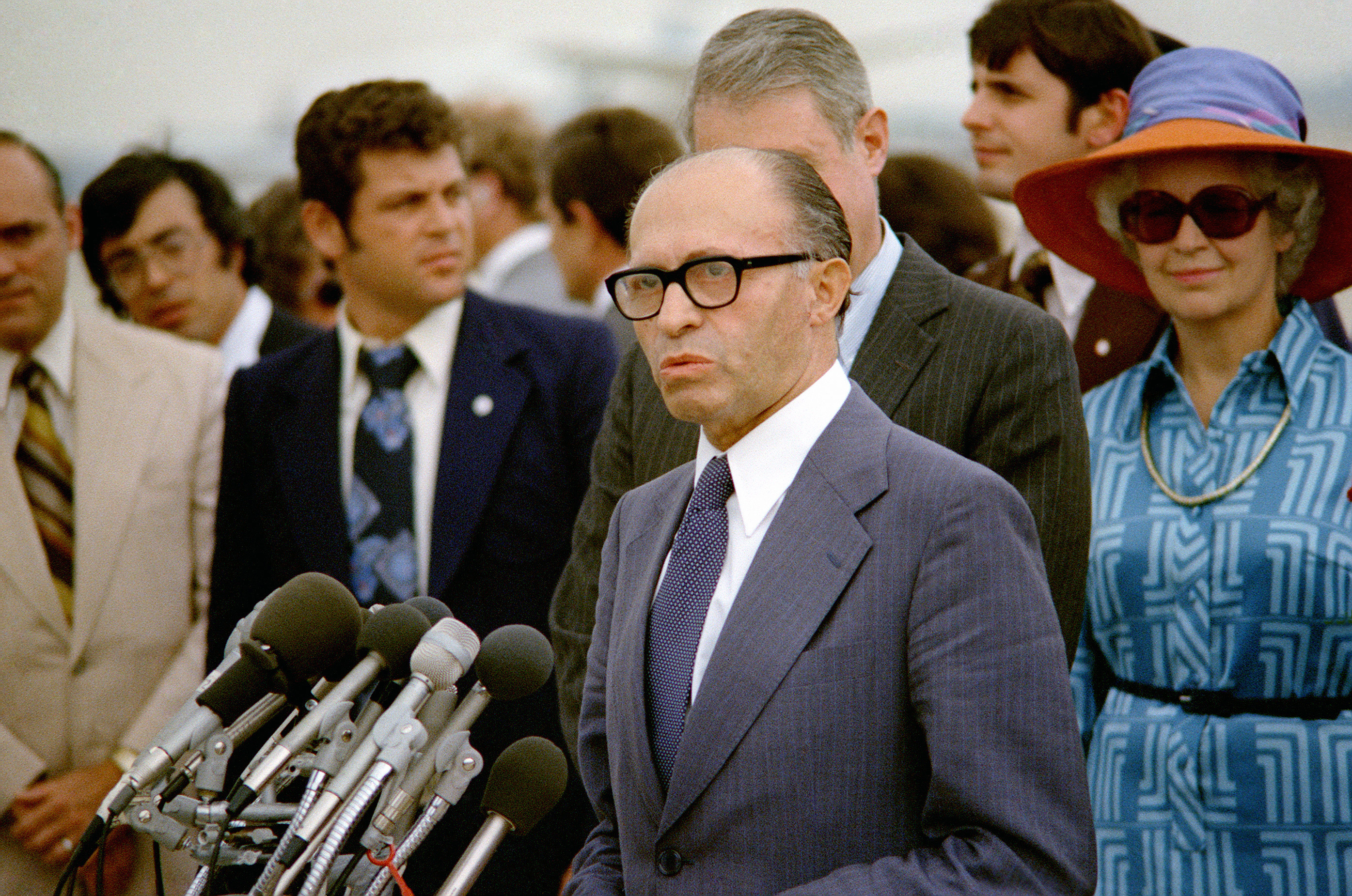
Menachem Begin, 1978

- 09. März: Menachem Begin, israelischer Politiker, 1977–1983 Ministerpräsident, Friedensnobelpreisträger 1978 (* 1913)
- 09. März: Monty Budwig, US-amerikanischer Jazzbassist (* 1929)
- 09. März: Reinhard von Koenig-Fachsenfeld, deutscher Ingenieur, Erfinder und Automobilrennfahrer (* 1899)
- 09. März: Franco Margola, italienischer Komponist und Musikpädagoge (* 1908)

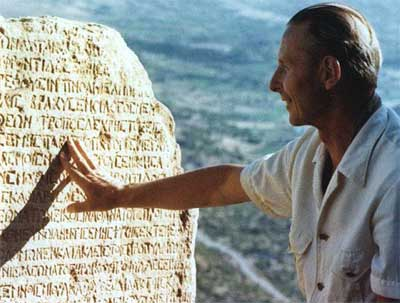
Friedrich Karl Dörner

- 10. März: Friedrich Karl Dörner, deutscher klassischer Archäologe (* 1911)
- 10. März: Dave Heinz, US-amerikanischer Automobilrennfahrer (* 1934)
- 11. März: Richard Brooks, US-amerikanischer Regisseur (* 1912)
- 12. März: Heinz Kühn, deutscher Politiker und Ministerpräsident von Nordrhein-Westfalen (* 1912)
- 14. März: Gerhard Arlt, deutscher Maler, Grafiker und Heimatkundler (* 1910)
- 15. März: Sergio Guerri, Kardinal der römisch-katholischen Kirche (* 1905)
- 17. März: Jack Arnold, US-amerikanischer Filmregisseur (* 1916)
- 17. März: Monika Mann, deutsche Schriftstellerin (* 1910)
- 19. März: Francesca Rhee, als Gattin des Präsidenten Rhee Syng-man erste "First Lady" der Republik Korea (* 1900)
- 20. März: George Whelan Anderson junior, US-amerikanischer Admiral (* 1906)
- 20. März: Georges Delerue, französischer Filmkomponist (* 1925)
- 21. März: René König, deutscher Soziologe (* 1906)
- 23. März: Friedrich August von Hayek, österreichischer Ökonom und Nobelpreisträger (* 1899)
- 24. März: Lutz Mackensen, deutscher Philologe und Lexikograph (* 1901)
- 25. März: William Sears, US-amerikanischer Autor (* 1911)
- 27. März: Lang Hancock, australischer Eisenerzmagnat (* 1909)
- 27. März: Harald Sæverud, norwegischer Komponist (* 1897)
- 27. März: James Edwin Webb, zweiter Administrator der NASA (1961–1968) (* 1906)
- 28. März: Wendell Mayes, US-amerikanischer Drehbuchautor (* 1919)
- 28. März: Nikolaos Platon, griechischer Archäologe, Ausgräber des minoischen Palastes auf Kreta (* 1909)
- 29. März: Paul Henreid, österreichisch-amerikanischer Schauspieler und Regisseur (* 1908)
- 30. März: Manolis Andronikos, griechischer Archäologe (* 1919)
- 30. März: Bert Grund, deutscher Filmkomponist (* 1920)
- 30. März: Werner Koch, deutscher Schriftsteller (* 1926)
- 31. März: Alfredo De Angelis, argentinischer Musiker, Bandleader und Komponist (* 1910)
- 31. März: Hansmartin Decker-Hauff, deutscher Historiker und Genealoge (* 1917)

### April
- 01. April: Margarethe Bence, US-amerikanische Opern- und Konzertsängerin (* 1930)
- 03. April: Rodolfo Holzmann, peruanischer Komponist, Musikwissenschaftler und -pädagoge (* 1910)
- 03. April: Karl Gatermann der Jüngere, deutscher Maler, Grafiker und Bühnenbildner (* 1909)
- 03. April: Francisco Simó Damirón, dominikanischer Pianist und Komponist (* 1908)
- 04. April: Nikolai Alexandrowitsch Astrow, russischer Ingenieur (* 1906)
- 04. April: Salgueiro Maia, portugiesischer Offizier, der maßgeblich an der Nelkenrevolution beteiligt war (* 1944)
- 04. April: Samuel Reshevsky, US-amerikanischer Schachspieler (* 1911)

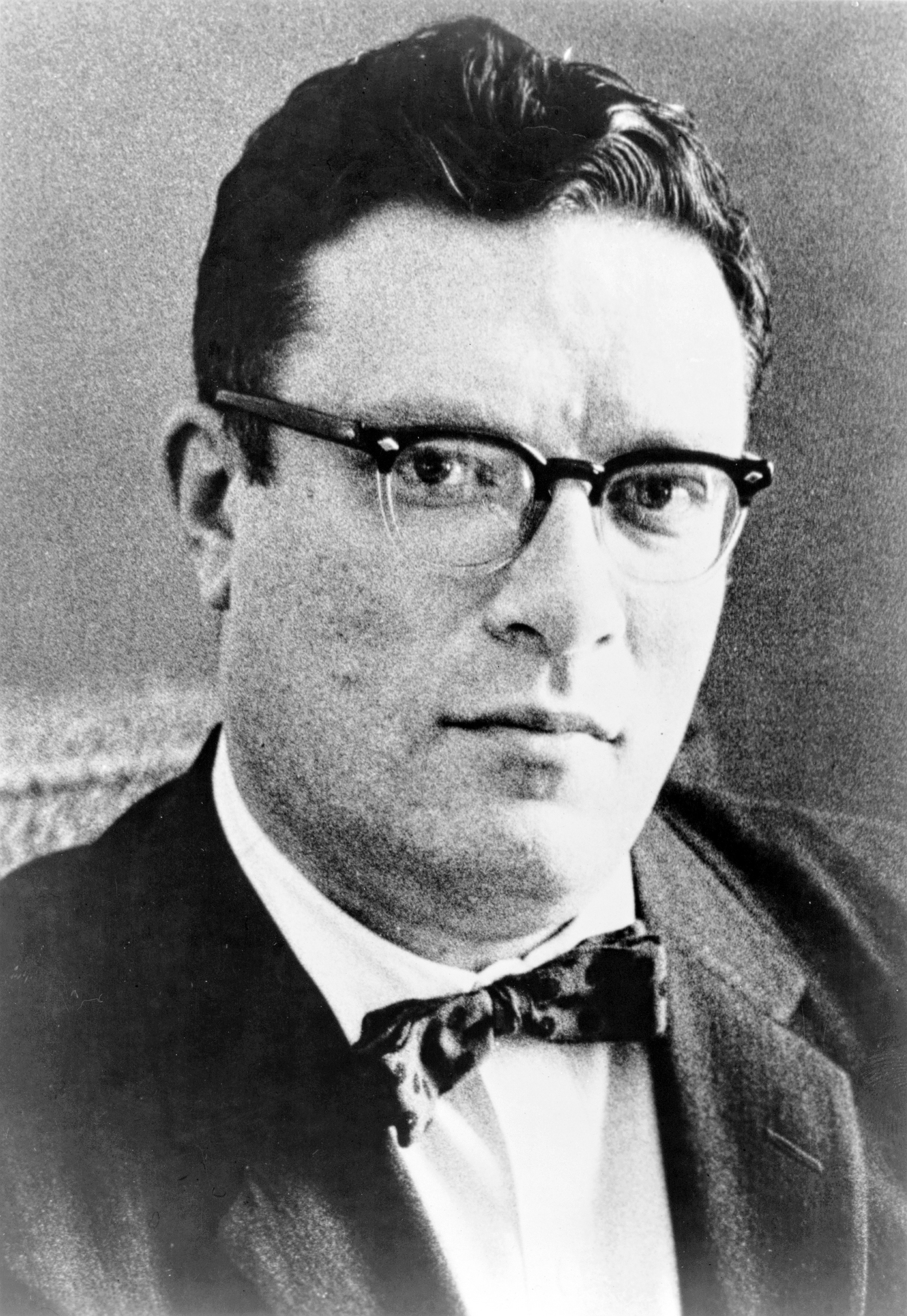
Isaac Asimov, 1965

- 06. April: Isaac Asimov, US-amerikanischer Biochemiker und Science-Fiction-Schriftsteller (* 1920)
- 07. April: Ace Bailey, kanadischer Eishockeyspieler (* 1903)
- 08. April: Daniel Bovet, italienischer Pharmakologe, Nobelpreisträger (* 1907)
- 08. April: Käte Hamburger, deutsche Germanistin und Philosophin (* 1896)
- 09. April: Theodor Schieffer, deutscher Historiker (* 1910)
- 10. April: Peter D. Mitchell, britischer Chemiker, Nobelpreisträger (* 1920)
- 10. April: Sam Kinison, US-amerikanischer Schachspieler und Komiker (* 1953)
- 13. April: Eddie Fontaine, US-amerikanischer Musiker und Schauspieler (* 1927)
- 14. April: Ronnie Bucknum, US-amerikanischer Automobilrennfahrer (* 1936)
- 15. April: David Bosch, südafrikanischer reformierter Theologe, Missionar und Missionswissenschaftler (* 1929)
- 15. April: Christian Maurer, Schweizer evangelischer Geistlicher und Hochschullehrer (* 1913)
- 16. April: Werner Holtfort, deutscher Politiker (* 1920)
- 18. April: Fritz Schlumpf, französischer Textilproduzent (* 1906)
- 20. April: Benny Hill, britischer Komödiant (* 1924)
- 20. April: Johnny Shines, US-amerikanischer Blues-Gitarrist (* 1915)
- 20. April: Marjorie Gestring, US-amerikanische Wasserspringerin (* 1922)
- 23. April: Nils Erik Åkerlindh, schwedischer Ringer (* 1913)
- 23. April: Satyajit Ray, indischer Regisseur (* 1921)
- 25. April: Werner Steinberg, deutscher Schriftsteller (* 1913)
- 27. April: Olivier Messiaen, französischer Komponist und Organist (* 1908)

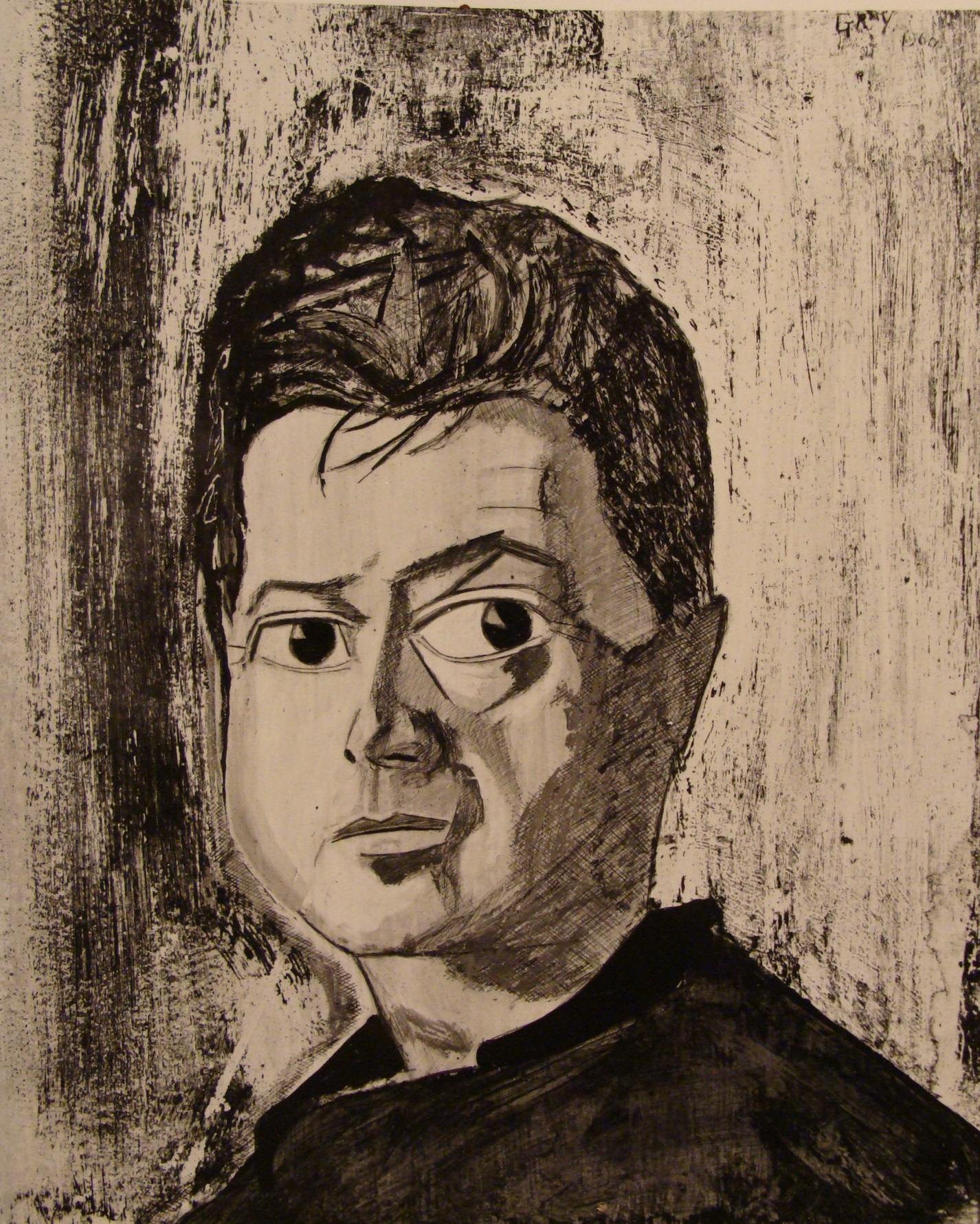
Reginald Gray: Portrait Francis Bacon, 1960

- 28. April: Francis Bacon, irischer Maler (* 1909)
- 28. April: Andria Balantschiwadse, grusinischer Komponist (* 1906)
- 30. April: Otto Bräutigam, deutscher Jurist und Diplomat (* 1895)

### Mai
- 01. Mai: Luis Alfredo Torres, dominikanischer Lyriker, Journalist und Kritiker (* 1935)
- 02. Mai: Anton Lutz, österreichischer Maler (* 1894)
- 02. Mai: Wilbur Daigh Mills, US-amerikanischer Politiker (* 1909)
- 03. Mai: Günter Abramzik, deutscher Theologe (* 1926)
- 03. Mai: Wolfgang Feuerlein, deutscher Fußballspieler (* 1924)
- 05. Mai: Jean-Claude Pascal, französischer Modedesigner, Schauspieler und Sänger (* 1927)

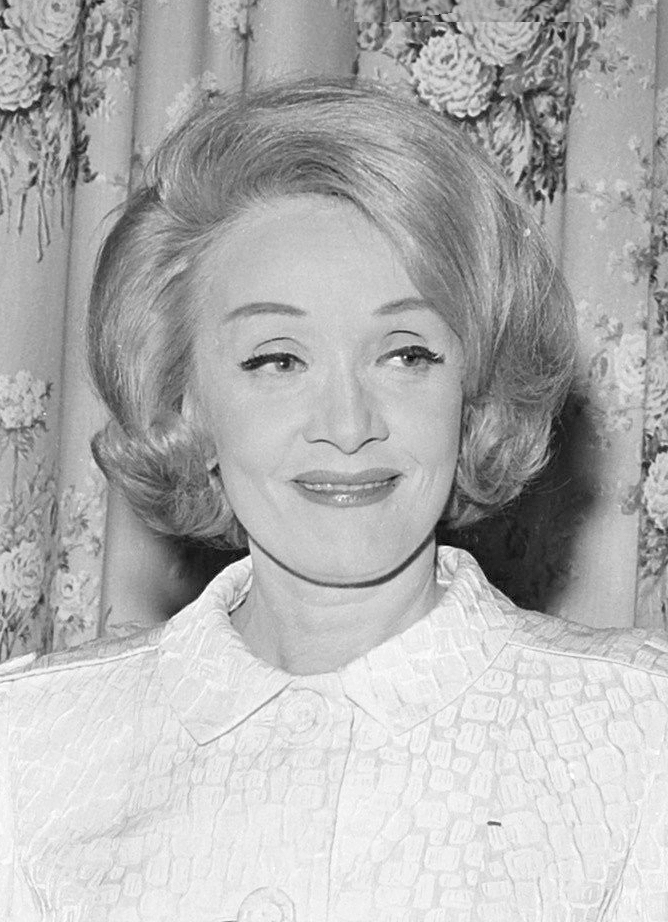
Marlene Dietrich († 6. Mai)

- 06. Mai: Marlene Dietrich, deutsch-US-amerikanische Schauspielerin und Sängerin (* 1901)
- 06. Mai: Gaston Reiff, belgischer Leichtathlet (* 1921)
- 08. Mai: Willi Dickhut, deutscher Kommunist und Mitbegründer der MLPD (* 1904)
- 08. Mai: Sergei Obraszow, russischer Puppenspieler (* 1901)
- 08. Mai: Otto Šimánek, tschechischer Schauspieler (* 1925)
- 09. Mai: Keith Bissell, kanadischer Komponist, Dirigent und Musikpädagoge (* 1912)
- 09. Mai: Stanisław Wygodzki, polnisch-jüdischer Schriftsteller und Übersetzer (* 1907)
- 10. Mai: Friedrich Kaulbach, deutscher Philosoph (* 1912)
- 11. Mai: Thorsten Lamprecht, bei Angriff rechtsextremistischer Jugendlicher getötet (* 1968)
- 11. Mai: William A. Mueller, US-amerikanischer Tontechniker (* 1901)
- 11. Mai: Wilhelm Senftleben, deutscher Politiker, Bürgermeister von Görlitz (* 1905)
- 13. Mai: Gisela Elsner, deutsche Schriftstellerin (* 1937)
- 16. Mai: Marisa Mell, österreichische Schauspielerin (* 1939)
- 16. Mai: Gino Rossetti, italienischer Fußballspieler (* 1904)
- 17. Mai: Walter Müller, deutscher Architekt (* 1911)
- 18. Mai: Marshall Thompson, US-amerikanischer Schauspieler (* 1925)
- 20. Mai: Giovanni Colombo, Erzbischof von Mailand und Kardinal der römisch-katholischen Kirche (* 1902)
- 22. Mai: Anthony Joseph Accardo, US-amerikanischer Mobster (* 1906)
- 22. Mai: Yanji I, japanische Schriftstellerin (* 1955)
- 22. Mai: György Ránki, ungarischer Komponist (* 1907)
- 23. Mai: Giovanni Falcone, italienischer Jurist, Mafia-Jäger (* 1939)
- 23. Mai: Atahualpa Yupanqui, argentinischer Sänger, Songwriter, Gitarrist und Schriftsteller (* 1908)
- 24. Mai: Hitoshi Ogawa, japanischer Automobilrennfahrer (* 1956)
- 25. Mai: Danny Biasone, US-amerikanischer Unternehmer, NBA-Teambesitzer, Basketballpionier (* 1909)
- 25. Mai: Mathieu Lange, deutscher Musiker (* 1905)
- 26. Mai: Constantin Bobescu, rumänischer Violinist, Komponist, Dirigent und Musikpädagoge (* 1899)
- 26. Mai: Hans Epskamp, deutscher Schauspieler (* 1903)
- 27. Mai: Hasegawa Machiko, japanische Manga-Zeichnerin (* 1920)
- 28. Mai: Pierre Grosheintz, Schweizer Staatsbeamter (* 1906)

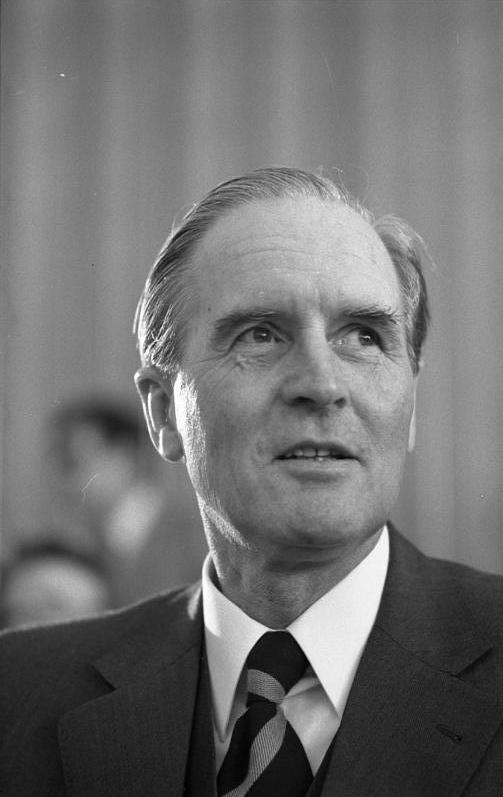
Karl Carstens († 30. Mai)

- 30. Mai: Karl Carstens, deutscher Politiker (CDU), 1979–1984 Bundespräsident der BRD (* 1914)
- 30. Mai: Inoue Mitsuharu, japanischer Schriftsteller (* 1926)
- 30. Mai: Karl-Erik Welin, schwedischer Pianist, Organist und Komponist (* 1934)
- 30. Mai: Antoni Zygmund, US-amerikanischer Mathematiker (* 1900)
- 31. Mai: Lutz Stavenhagen, deutscher Politiker (* 1940)
- 000Mai: George Arents, US-amerikanischer Automobilrennfahrer und Rennstallbesitzer (* 1916)

### Juni
- 01. Juni: Reggie Tongue, britischer Automobilrennfahrer und Flieger (* 1912)
- 02. Juni: Wilfried Dietrich, deutscher Ringer (* 1933)
- 02. Juni: Franz Seidl, deutscher Politiker (* 1911)
- 03. Juni: William Maxwell Gaines, Gründer des MAD-Magazins und Herausgeber (* 1922)
- 03. Juni: Johannes Baptist Lotz, deutscher Philosoph (* 1903)
- 05. Juni: Franz Reuss, deutscher Generalmajor (* 1904)
- 06. Juni: Werner Kreindl, österreichischer Schauspieler (* 1927)
- 06. Juni: Manfred Stengl, österreichischer Rennrodler, Bobsportler und Motorradrennfahrer (* 1946)
- 07. Juni: Faradsch Fauda, arabischer Denker (* 1946)
- 10. Juni: Hans Reiser, deutscher Schauspieler (* 1919)
- 11. Juni: Rafael Orozco Maestre, kolumbianischer Sänger (* 1954)
- 12. Juni: Renié, US-amerikanische Kostümbildnerin und Oscarpreisträgerin (* 1901)
- 14. Juni: Carlos D’Alessio, argentinischer Komponist von Filmmusik (* 1935)
- 14. Juni: Thomas Nipperdey, deutscher Historiker (* 1927)
- 15. Juni: Jean Aerts, belgischer Radrennfahrer (* 1907)
- 17. Juni: Dewey Balfa, US-amerikanischer Cajun-Musiker (* 1927)
- 17. Juni: Frederick Exley, US-amerikanischer Schriftsteller (* 1929)
- 18. Juni: Peter Allen, australischer Komponist und Entertainer (* 1944)
- 18. Juni: Mordecai Ardon, israelischer Künstler (* 1896)
- 18. Juni: Johnny Friedlaender, deutsch-französischer Grafiker und Radierer, Wegbereiter der modernen Farbradierung (* 1912)
- 18. Juni: Jürgen Spohn, deutscher Grafiker (* 1934)
- 19. Juni: Kathleen McKane Godfree, englische Tennisspielerin (* 1896)
- 21: Juni: Walter Kröter, deutscher Schauspieler (* 1917)

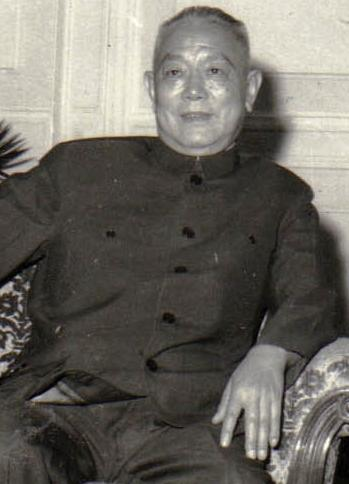
Li Xiannian

- 21. Juni: Li Xiannian, chinesischer Politiker, 1983–1988 Staatspräsident der Volksrepublik China (* 1909)
- 22. Juni: Peter Müller, deutscher Boxer (* 1927)
- 23. Juni: Margot Bernice Ashwin, neuseeländische Botanikerin (* 1935)
- 25. Juni: James Stirling, britischer Architekt (* 1926)
- 25. Juni: Irma Tübler, deutsche Politikerin (* 1922)
- 27. Juni: Georg Årlin, schwedischer Schauspieler (* 1916)
- 27. Juni: Elizabeth Shaw, irische Künstlerin (* 1920)
- 27. Juni: Michail Tal, lettischer, sowjetischer Schachspieler (* 1936)
- 29. Juni: Muhammad Boudiaf, algerischer Politiker und 1992 Präsident (* 1919)
- 29. Juni: Albert Matter, Schweizer Bankmanager und Jurist (* 1906)

### Juli
- 02. Juli: Viktor Aschenbrenner, deutscher Politiker und Autor (* 1904)
- 02. Juli: Charles F. Brannan, US-amerikanischer Politiker (* 1903)

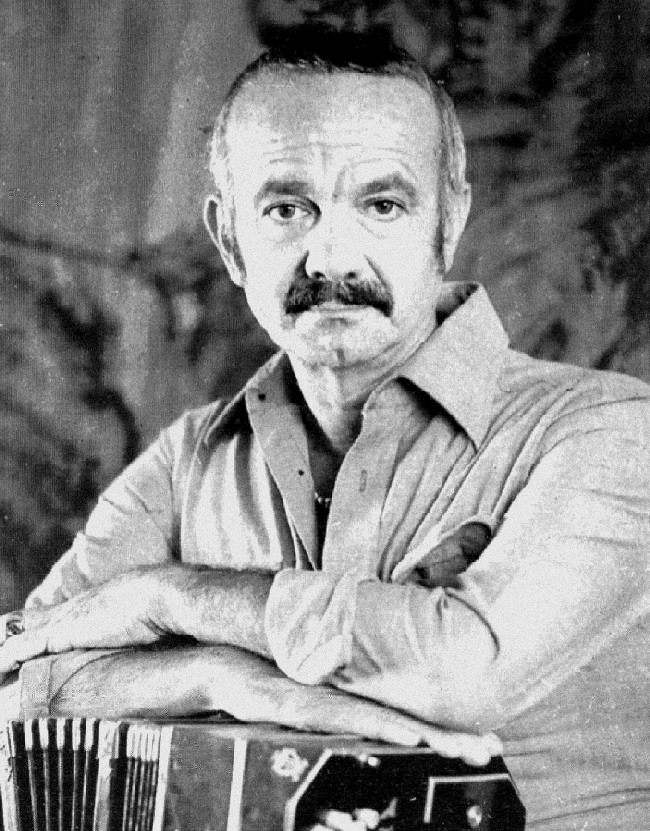
Astor Piazzolla

- 04. Juli: Guy Gale, britischer Automobilrennfahrer (* 1918)
- 04. Juli: Astor Piazzolla, argentinischer Tangomusiker, Bandoneon-Spieler und Komponist (* 1921)
- 06. Juli: Amadeus August, deutscher Schauspieler (* 1942)
- 07. Juli: Josy Barthel, Luxemburger Leichtathlet und Olympiasieger (* 1927)
- 08. Juli: Alexander Bergenthal, deutscher Brigadegeneral des Heeres der Bundeswehr (* 1941)
- 10. Juli: Albert Pierrepoint, Henker in Großbritannien (* 1905)
- 13. Juli: Heinrich Eberbach, deutscher General der Panzertruppe im Zweiten Weltkrieg (* 1895)
- 13. Juli: Alex Wojciechowicz, US-amerikanischer American-Football-Spieler (* 1915)
- 15. Juli: Hammer DeRoburt, Gründungspräsident der Republik Nauru (* 1922)
- 15. Juli: Çingiz Fuad oğlu Mustafayev, aserbaidschanischer Journalist (* 1960)
- 18. Juli: Giuseppe Paupini, Kardinal der römisch-katholischen Kirche (* 1907)
- 18. Juli: Gaston Serraud, französischer Automobilrennfahrer (* 1905)
- 19. Juli: Paolo Borsellino, italienischer Richter und Mafia-Jäger (* 1940)
- 19. Juli: Heinz Galinski, Präsident des Zentralrates der Juden in Deutschland (* 1912)
- 19. Juli: Georg Kliesing, deutscher Politiker (* 1911)
- 19. Juli: Allen Newell, US-amerikanischer Informatiker und Kognitionspsychologe (* 1927)
- 21. Juli: Ernst Schäfer, deutscher Zoologe (* 1910)
- 22. Juli: Günther Franz, deutscher Agrarhistoriker (* 1902)
- 22. Juli: John Meyendorff, russisch-orthodoxer Theologe (* 1926)
- 23. Juli: Maxine Audley, britische Schauspielerin (* 1923)
- 24. Juli: Arletty, französische Schauspielerin (* 1898)
- 24. Juli: Artjom Jurjewitsch Kopot, russischer Eishockeyspieler (* 1972)
- 25. Juli: Kurt Lütgen, deutscher Schriftsteller (* 1911)
- 25. Juli: Konrad Naumann, Mitglied des Politbüros des Zentralkomitees der SED in der DDR (* 1928)
- 25. Juli: Gary Windo, britischer Saxophonist (* 1941)
- 26. Juli: Rita Atria, italienische Informantin der Justiz (* 1974)
- 30. Juli: Ulrich Aust, deutscher Architekt und Denkmalpfleger (* 1942)
- 31. Juli: Paul Arnold, französischer Schriftsteller, Theaterhistoriker und Esoteriker (* 1909)
- 00 Juli: Gerry Saurer österreichischer Fußballtrainer und Hotelier (* 1945)

### August
- 02. August: Michel Berger, französischer Sänger und Komponist (* 1947)
- 03. August: Manda Parent, kanadische Schauspielerin (* 1907)
- 04. August: František Tomášek, Erzbischof von Prag und Kardinal der römisch-katholischen Kirche (* 1899)
- 05. August: Jeff Porcaro, Schlagzeuger der Rockband Toto (* 1954)
- 06. August: Heinrich Eckstein, deutscher Politiker (* 1907)
- 07. August: John Anderson, US-amerikanischer Schauspieler (* 1922)
- 10. August: Aribert Heim, deutsch-österreichischer Mediziner und KZ-Arzt (* 1914)
- 10. August: Kurt A. Körber, deutscher Unternehmer und Mäzen (* 1909)
- 12. August: John Cage, US-amerikanischer Komponist (* 1912)
- 13. August: Eugen Bjørnstad, norwegischer Automobilrennfahrer (* 1909)
- 13. August: Theophane Hytrek, US-amerikanische Komponistin, Kirchenmusikerin und Musikpädagogin (* 1915)
- 14. August: John Sirica, oberster Richter des Gerichtes von Columbia (* 1904)
- 15. August: Giorgio Perlasca, italienischer Faschist und Retter tausender Juden in Budapest (* 1910)
- 15. August: Erwin Stein, deutscher Politiker und Richter des Bundesverfassungsgerichts Karlsruhe (* 1903)
- 16. August: Malcolm Atterbury, US-amerikanischer Schauspieler (* 1907)
- 16. August: Karl Storch, deutscher Leichtathlet (* 1913)
- 19. August: Jean Hubeau, französischer Komponist, Pianist und Musikpädagoge (* 1917)
- 27. August: Bengt Holbek, dänischer Folklorist (* 1933)
- 28. August: Datuk Mohamad Muda Asri, malaysischer Politiker (* 1923)
- 29. August: Félix Guattari, französischer Psychiater (* 1930)
- 29. August: Mary Norton, britische Kinderbuchautorin (* 1903)
- 31. August: Wolfgang Güllich, deutscher Sportkletterer (* 1960)

### September
- 01. September: Erich Bielka, österreichischer Bundesminister für Auswärtige Angelegenheiten (* 1908)
- 01. September: Piotr Jaroszewicz, polnischer Politiker und Militär, Ministerpräsident (* 1909)

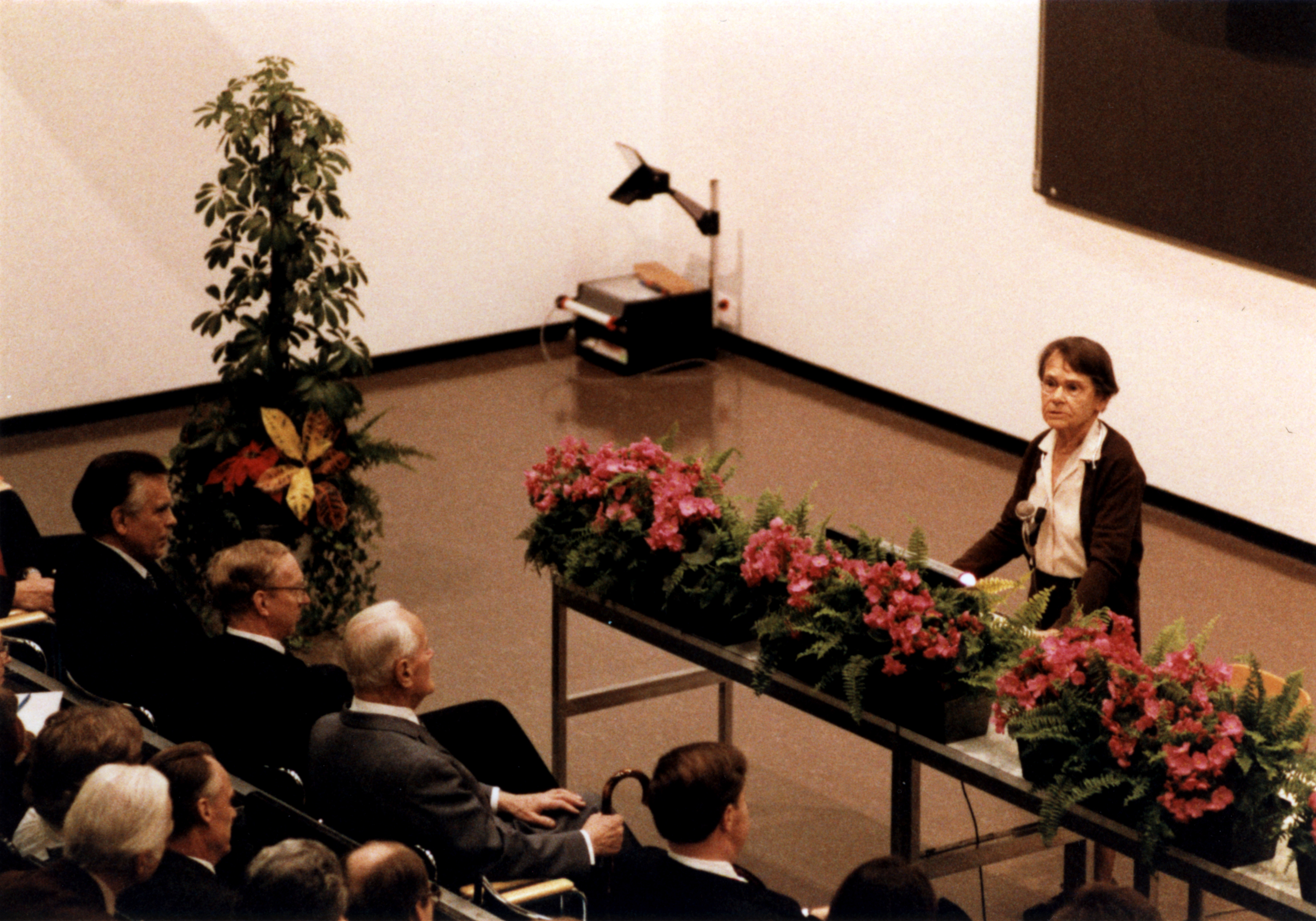
Barbara McClintock, 1983

- 02. September: Barbara McClintock, US-amerikanische Genetikerin und Nobelpreisträgerin (* 1902)
- 03. September: Bruno Bjelinski, kroatischer Komponist (* 1909)
- 05. September: HP Zimmer, deutscher Maler und Bildhauer (* 1936)
- 06. September: Pat Harder, US-amerikanischer American-Football-Spieler (* 1922)
- 06. September: Agata Hikari, japanischer Schriftsteller (* 1943)
- 08. September: Quentin N. Burdick, US-amerikanischer Politiker (* 1908)
- 08. September: Hans-Otto Meissner, deutscher Diplomat und Schriftsteller (* 1909)
- 11. September: Werner Reichardt, deutscher Physiker und Biologe (* 1924)

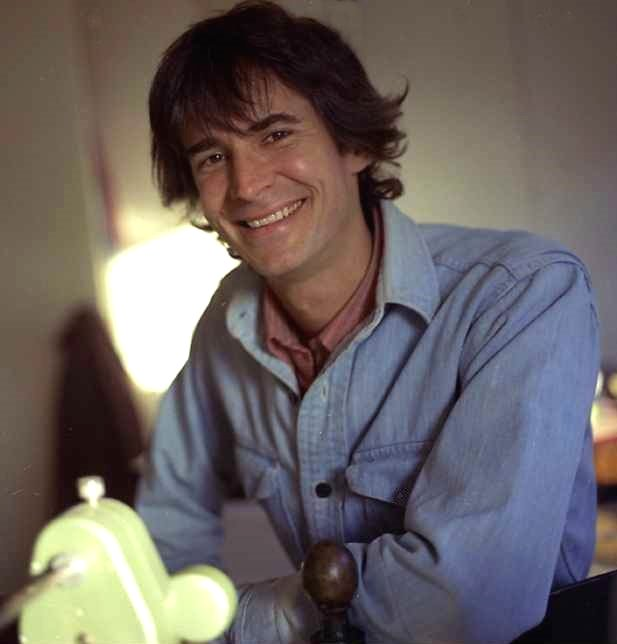
Anthony Perkins

- 12. September: Anthony Perkins, US-amerikanischer Schauspieler (* 1932)
- 14. September: Friedrich Hachenberg, deutscher Forstmann (* 1915)
- 14. September: Bruce Hutchison, kanadischer Schriftsteller und Journalist (* 1901)
- 16. September: Enrico Assi, italienischer Bischof (* 1919)
- 16. September: Millicent Fenwick, US-amerikanische Politikerin (* 1910)
- 18. September: Earl Van Dyke, US-amerikanischer Multi-Instrumentalist (* 1930)
- 18. September: David Bodian, US-amerikanischer Mediziner (* 1910)
- 18. September: Harald Koch, deutscher Politiker (* 1907)
- 19. September: William Christopher Atkinson, britischer Romanist, Historiker, Hispanist und Lusitanist (* 1902)
- 20. September: Rudolf Jacquemien, deutscher Schriftsteller und Journalist in der Sowjetunion (* 1908)
- 20. September: Musa Anter, kurdischer Intellektueller (* 1920)
- 20. September: Kurt Rudolf Mirow, deutsch-brasilianischer Unternehmer und Autor (* um 1936)
- 23. September: Frank P. Briggs, US-amerikanischer Politiker (* 1894)
- 24. September: Wolfgang Schulz, deutscher Liedermacher, Mitglied im Duo Schobert und Black (* 1941)
- 25. September: Leslie Denison, britischer Schauspieler (* 1905)
- 25. September: Tibor Kemény, ungarischer Fußballspieler und -trainer (* 1913)
- 25. September: Max Vehar, deutscher Politiker (* 1910)
- 25. September: César Manrique, Künstler, Architekt, Bildhauer (* 1919)
- 26. September: Hermann Junack, deutscher Forstmann (* 1912)
- 27. September: Norbert Burger, österreichischer Politiker (* 1929)
- 27. September: Hermann Neuberger, Präsident des Deutschen Fußball-Bundes (* 1919)
- 29. September: Jean Aurenche, französischer Drehbuchautor (* 1903)

### Oktober
- 01. Oktober: Gert Bastian, ehemaliger General und deutscher Politiker (Die Grünen) (* 1923)
- 01. Oktober: Petra Kelly, deutsche Politikerin (Die Grünen) (* 1947)
- 04. Oktober: Denis „Denny“ Hulme (* 1936), neuseeländischer Automobilrennfahrer
- 05. Oktober: Izydor Gąsienica-Łuszczek, polnischer nordischer Skisportler und KZ-Überlebender (* 1912)
- 05. Oktober: Eddie Kendricks, US-amerikanischer Soulsänger (* 1939)
- 06. Oktober: Denholm Elliott, britischer Schauspieler (* 1922)
- 07. Oktober: Ed Blackwell, US-amerikanischer Jazzschlagzeuger (* 1929)

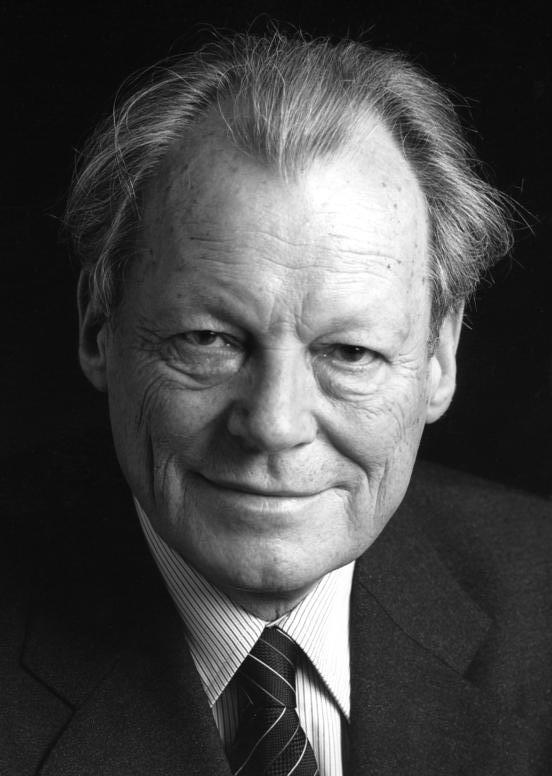
Willy Brandt († 8. Oktober)

- 08. Oktober: Willy Brandt, deutscher Politiker (SPD), 1969–1974 Bundeskanzler der BRD, Friedensnobelpreisträger 1971 (* 1913)
- 08. Oktober: Lisa Korspeter, deutsche Politikerin (* 1900)
- 09. Oktober: Gerhard Piekarski, deutscher Mediziner (* 1910)
- 11. Oktober: Ignatius Ghattas, Bischof von Newton (USA) (* 1920)
- 13. Oktober: Felix Burckhardt, Schweizer Jurist und Dichter in Basler Mundart (* 1906)
- 16. Oktober: Shirley Booth, US-amerikanische Schauspielerin (* 1898)
- 19. Oktober: Helmut Eschwege, deutscher Historiker und Dokumentarist (* 1913)
- 19. Oktober: Arthur Wint, jamaikanischer Leichtathlet und Olympiasieger (* 1920)
- 20. Oktober: Alexander Camaro, deutscher Maler (* 1901)
- 21. Oktober: Jim Garrison, Staatsanwalt von New Orleans von 1962 bis 1973 (* 1921)
- 23. Oktober: Ewa Bonacka, polnische Schauspielerin und Regisseurin (* 1912)
- 24. Oktober: Mohammad Ibraheem Khwakhuzhi, afghanischer Schriftsteller und Dichter (* 1920)
- 25. Oktober: Roger Miller, US-amerikanischer Country-Sänger und Songwriter (* 1936)
- 26. Oktober: Laurel Cronin, US-amerikanische Schauspielerin (* 1939)
- 26. Oktober: Kurt Hepperlin, deutscher Schauspieler und Dokumentarfilmregisseur (* 1920)
- 27. Oktober: Ivan Andreadis, tschechoslowakischer Tischtennisspieler (* 1924)
- 27. Oktober: David Bohm, Quantenphysiker in den USA (* 1917)
- 29. Oktober: Kenneth MacMillan, Ballett-Tänzer und Choreograph (* 1929)

### November
- 01. November: Karl W. Deutsch, tschechoslowakischer Politikwissenschaftler (* 1912)
- 02. November: Hal Roach, US-amerikanischer Filmproduzent, Regisseur und Schauspieler (* 1892)
- 02. November: Walter Niephaus, deutscher Schachspieler (* 1923)
- 03. November: Shirō Akabori, japanischer Chemiker und Hochschullehrer (* 1900)
- 04. November: Claude Aveline, französischer Schriftsteller (* 1901)
- 04. November: Pierre Wissmer, schweizerisch-französischer Komponist, Pianist und Musikpädagoge (* 1915)
- 05. November: Arpad Elo, US-amerikanischer Physiker und Statistiker (* 1903)
- 05. November: Jan Hendrik Oort, niederländischer Astronom (* 1900)
- 05. November: Athos Querzola, französischer Automobilrennfahrer (* 1905)
- 06. November: Jean-Jacques Siegrist, Schweizer Historiker (* 1918)

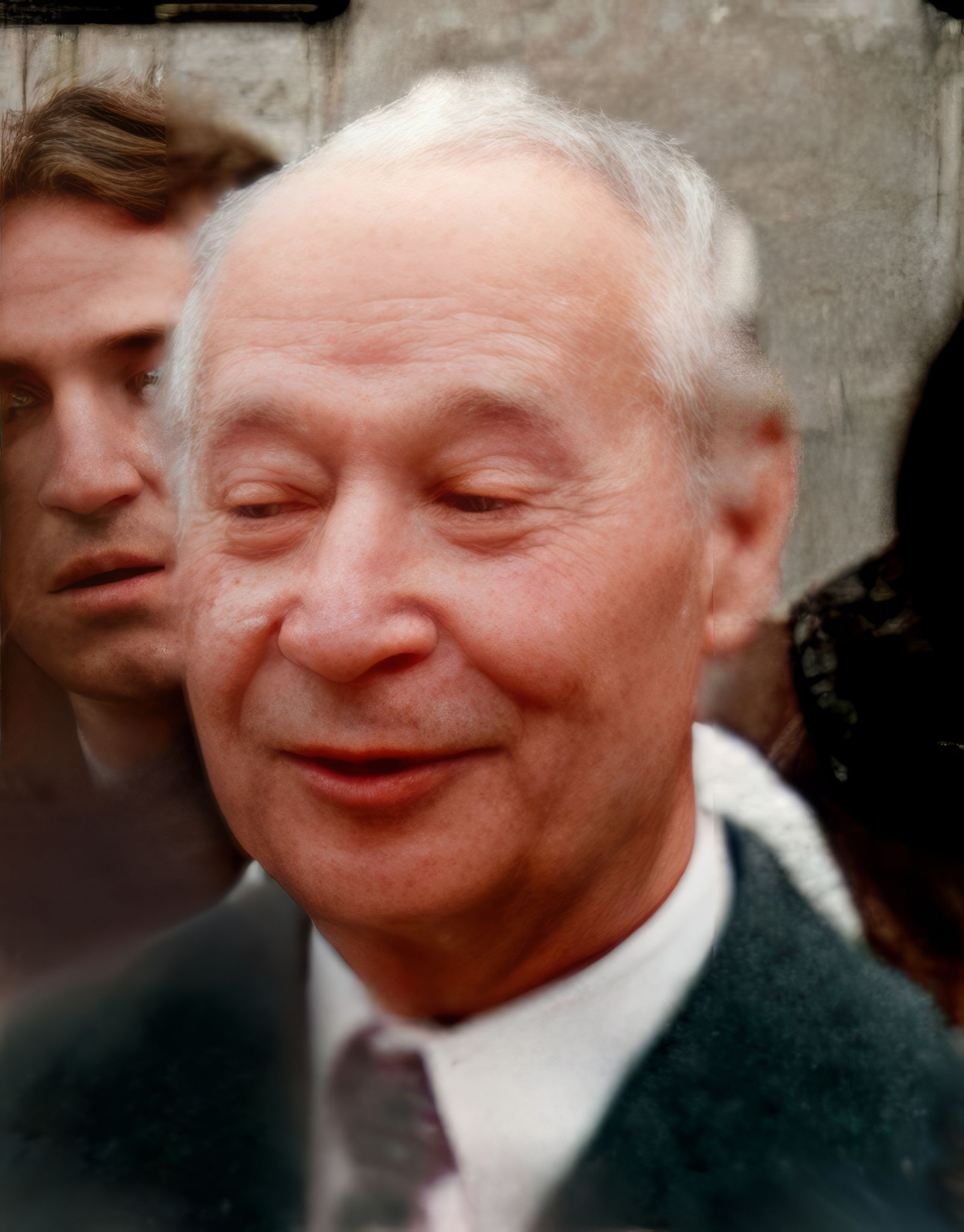
Alexander Dubček († 7. November)

- 07. November: Alexander Dubček, tschechoslowakischer Politiker, Leitfigur des Prager Frühlings 1968 (* 1921)
- 07. November: Richard Yates, US-amerikanischer Schriftsteller (* 1926)
- 08. November: Red Mitchell, US-amerikanischer Jazzbassist (* 1927)
- 09. November: Erich Angermann, deutscher Historiker (* 1927)
- 10. November: Kurt Tackenberg, deutscher Prähistoriker (* 1899)
- 11. November: Giulio Carlo Argan, italienischer Kunsthistoriker und Politiker (* 1909)
- 13. November: Karin Brandauer, österreichische Filmregisseurin und Drehbuchautorin (* 1945)
- 13. November: Franco Calabrese, italienischer Sänger (Bassbariton) (* 1923)
- 14. November: George Rufus Adams, US-amerikanischer Jazzmusiker (* 1940)
- 14. November: Ernst Happel, österreichischer Fußballspieler und Trainer (* 1925)
- 14. November: Victor Reinshagen, Schweizer Dirigent und Komponist (* 1908)
- 15. November: Adelquis Remón Gay, kubanischer Schachspieler (* 1949)
- 17. November: John Harris Armstrong, US-amerikanischer Schauspieler (* 1937)
- 21. November: Silvio Meier, wurde in Berlin-Friedrichshain von Neonazis ermordet (* 1965)
- 21. November: Severino Gazzelloni, italienischer Flötist (* 1919)
- 23. November: Jean-François Thiriart, belgischer Geopolitiker und Denker (* 1922)
- 23. November: Roy Acuff, Country-Sänger und Musik-Verleger (* 1903)
- 24. November: Henriette Puig-Roget, französische Organistin, Pianistin und Komponistin (* 1910)
- 25. November: Joseph Arthur Ankrah, 1966–1969 Staatschef von Ghana (* 1915)
- 25. November: Sleepy Jeffers, US-amerikanischer Country-Musiker (* 1922)
- 26. November: Manfred Lehmbruck, deutscher Architekt (* 1913)
- 27. November: Willi Faust, deutscher Motorradrennfahrer (* 1924)
- 27. November: Daniel Santos, puerto-ricanischer Sänger und Komponist (* 1916)
- 28. November: Frank Armi, US-amerikanischer Automobilrennfahrer (* 1918)
- 29. November: Tomasz Kiesewetter, polnischer Komponist, Dirigent und Musikpädagoge (* 1911)
- 29. November: Lawrence Trevor Picachy, Erzbischof von Kalkutta und Kardinal (* 1916)
- 29. November: Paul Ryan, britischer Sänger und Songwriter (* 1948)
- 30. November: Jorge Donn, argentinischer Balletttänzer (* 1947)

### Dezember
- 02. Dezember: Leo Barkin, kanadischer Pianist und Musikpädagoge (* 1905)
- 03. Dezember: Nureddin al-Atassi, syrischer Präsident und Premierminister (* 1929)
- 05. Dezember: Otto Koenig, österreichischer Verhaltensforscher, Zoologe und Schriftsteller (* 1914)
- 06. Dezember: Yngve Sköld, schwedischer Komponist (* 1899)
- 07. Dezember: Richard J. Hughes, US-amerikanischer Politiker (* 1909)
- 07. Dezember: Johannes Leppich, deutscher Priester, Jesuit und Wanderprediger (* 1915)
- 10. Dezember: Henry Hensche, US-amerikanischer Maler (* 1899)
- 12. Dezember: Ali Amini, persischer Politiker (* 1905)
- 12. Dezember: Robert Rex, niueanischer Politiker (* 1909)
- 13. Dezember: Wilhelm von Ammon, deutscher Jurist (* 1903)
- 13. Dezember: Ellis Arnall, US-amerikanischer Politiker (* 1907)
- 16. Dezember: Jürgen Egert, deutscher Politiker (* 1941)
- 17. Dezember: Dana Andrews, US-amerikanischer Schauspieler (* 1909)
- 17. Dezember: Günther Anders, deutschsprachiger Philosoph und Essayist (* 1902)
- 18. Dezember: Antonio Amurri, italienischer Schriftsteller und Humorist (* 1925)
- 21. Dezember: Stella Adler, US-amerikanische Bühnen- und Filmschauspielerin (* 1901)
- 21. Dezember: Philip Farkas, US-amerikanischer Hornist und Mitbegründer der International Horn Society (* 1914)
- 21. Dezember: Albert King, US-amerikanischer Blues-Musiker (* 1923)
- 21. Dezember: Nathan Milstein, US-amerikanischer Violinist ukrainischer Herkunft (* 1904)
- 22. Dezember: Mario Amendola, italienischer Drehbuchautor und Filmregisseur (* 1910)
- 22. Dezember: Margot Busak, deutsche Unternehmerin (* 1911)
- 23. Dezember: Eddie Hazel, US-amerikanischer Gitarrist (* 1950)
- 23. Dezember: Guido Baumann, Schweizer Journalist (* 1926)

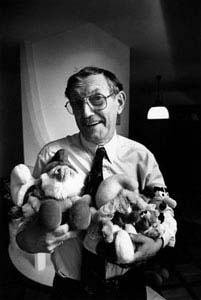
Peyo, 1990

- 24. Dezember: Peyo, belgischer Comiczeichner (* 1928)
- 25. Dezember: Dieter Freiherr von Andrian-Werburg, deutscher Grafiker (* 1925)
- 26. Dezember: Jan Flinterman, niederländischer Automobilrennfahrer (* 1919)
- 26. Dezember: John G. Kemeny, ungarischer Mathematiker (* 1926)
- 27. Dezember: Kay Boyle, US-amerikanische Schriftstellerin und Journalistin (* 1902)
- 28. Dezember: Eugen Jegorov, tschechischer Schauspieler und Jazzmusiker (* 1937)
- 28. Dezember: Elfie Mayerhofer, österreichische Filmschauspielerin und Sängerin (* 1917)

### Tag unbekannt
- Rolf Andiel, deutscher Maler, Grafiker und Zeichner (* 1927)
- Helmut Angermeyer, deutscher Theologe (* 1912)
- Justiniano Torres Aparicio, argentinischer Arzt, Archäologie, Komponist, Musikwissenschaftler und Autor (* 1906)
- Greville Cooke, englischer Komponist und Musikpädagoge (* 1894)
- Christopher Lewis, kanadischer Musikwissenschaftler (* 1947)
- Yoram Paporisz, deutsch-israelischer Komponist (* 1944)
- Humberto Selvetti, argentinischer Gewichtheber (* 1932)

## Wissenschaftspreise

### Nobelpreise
- Physik: Georges Charpak
- Chemie: Rudolph Arthur Marcus

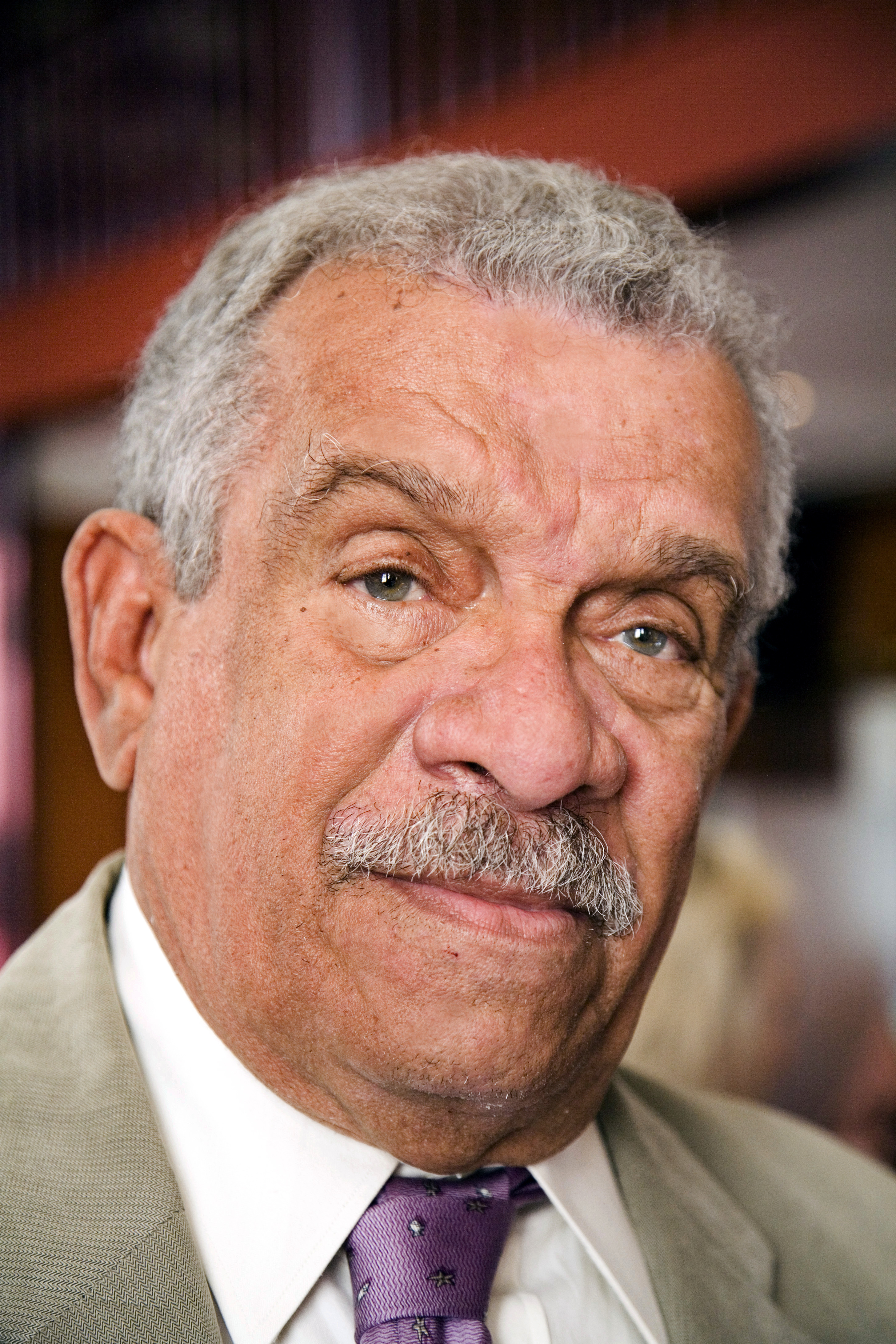
Derek Walcott

- Medizin: Edmond Henri Fischer und Edwin Gerhard Krebs
- Literatur: Derek Walcott
- Friedensnobelpreis: Rigoberta Menchú
- Wirtschaftswissenschaft: Gary Becker

### Turing Award
- Butler Lampson, für die verteilte, personalisierte Computerumgebungen (nach dem Paradigma Personalcomputer/LAN/Server statt Terminal/Mainframe) und die Technologie für deren Umsetzung: Workstations, Netzwerke, Betriebssysteme, Displays, Sicherheit und Dokumenten-Publishing.